# Bazouges-la-Pérouse
Pour les articles homonymes, voir Bazouges (homonymie).
Bazouges-la-Pérouse est une commune française homologuée « petite cité de caractère », située dans le département d'Ille-et-Vilaine en région Bretagne, peuplée de 1 865 habitants (les Bazougeais).

## Géographie

### Situation
| Trans-la-Forêt      | Vieux-Viel                 |              |
| Cuguen              | Bazouges-la-Pérouse        | Val-Couesnon |

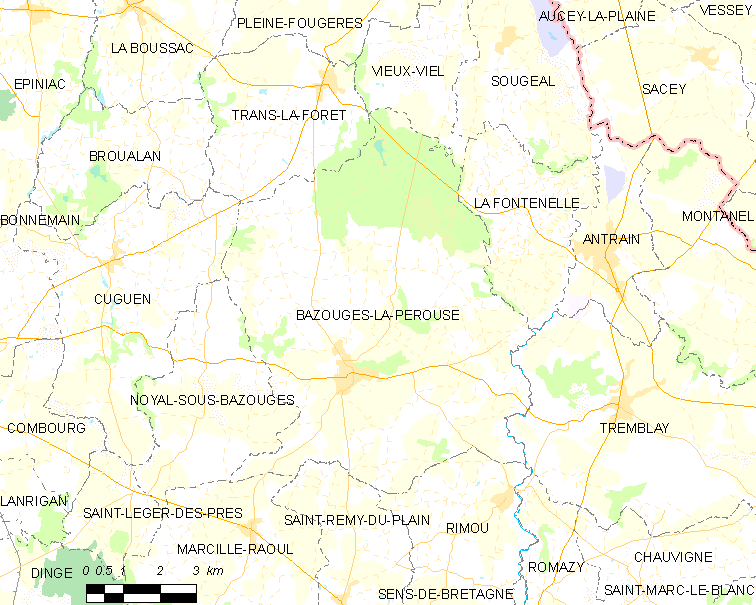
Carte de la commune de Bazouges-la-Pérouse et des communes avoisinantes.

| Noyal-sous-Bazouges | Saint-Rémy-du-Plain, Rimou | Tinténiac    |

Située aux confins de la Bretagne et de la Normandie, Bazouges-la-Pérouse est l'une des plus grandes communes du département d'Ille-et-Vilaine. Bazouges est un village situé à 43 km au nord-est de Rennes sur la route de Pontorson entre Fougères et Combourg.

### Relief et hydrographie
Les altitudes les plus élevées sont aux périphéries nord et nord-ouest du finage communal, atteignant jusqu'à 115 mètres en forêt de Villecartier (laquelle est en quasi-totalité à plus de 100 mètres d'altitude à l'exception de l'étang de Villecartier et ses alentours qui sont vers 80 mètres d'altitude) ; la partie nord-ouest du territoire communal avoisine les 110 mètres atteignant même 112 mètres à l'ouest de la Poëtevinière, ce qui explique que cette zone ait été choisie pour l'implantation d'éoliennes. Les altitudes s'abaissent progressivement en direction du sud-est, jusqu'à 10 mètres seulement à proximité de la confluence entre le Couesnon et la Tamout. Le bourg est vers 100 mètres d'altitude, sur une butte, en situation de village perché.
Le territoire communal est longé côté est par le fleuve côtier Couesnon, qui sépare Bazouges de la commune de Val-Couesnon, et traversé dans sa partie sud par la Tamout, un affluent de rive gauche du Couesnon, et dans sa partie centrale par l'Alçon, lui-même affluent du Tamout, et son propre affluent, le Ruisseau de la Jumelière. Un autre petit affluent du Couesnon, le Ruisseau de la Ville-Marie, loge la commune à l'est-nord-est, la séparant également de celle de Val-Couesnon. Au nord de la commune le Ruisseau du Petit Hermitage, qui alimente l'étang de Villecartier, et quelques-uns de ses petits affluents, drainent la forêt de Villecartier en coulant vers le nord et rejoint lui aussi le Couesnon, mais nettement plus en aval.

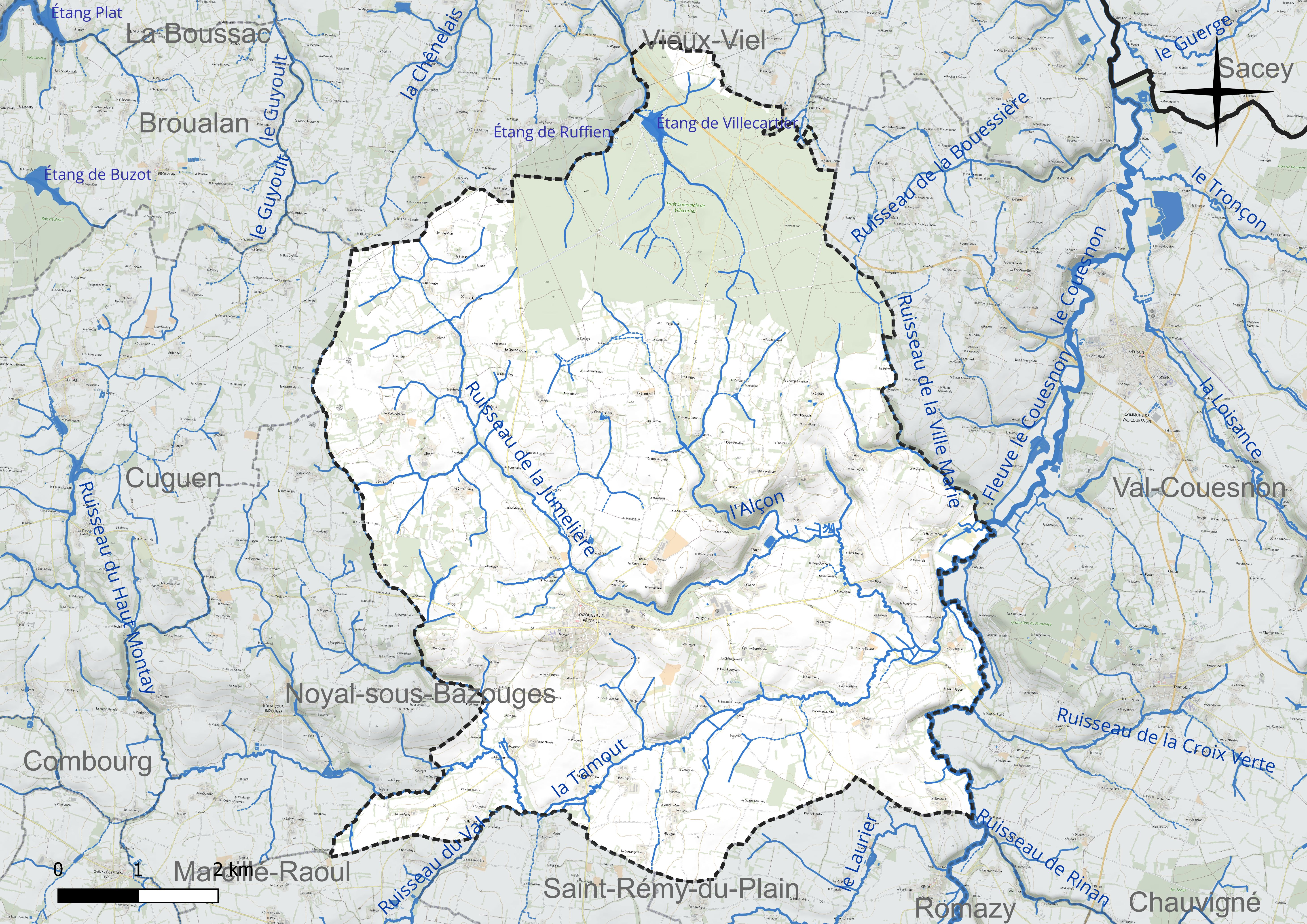
Carte du réseau hydrographique de la commune de Bazouges-la-Pérouse.
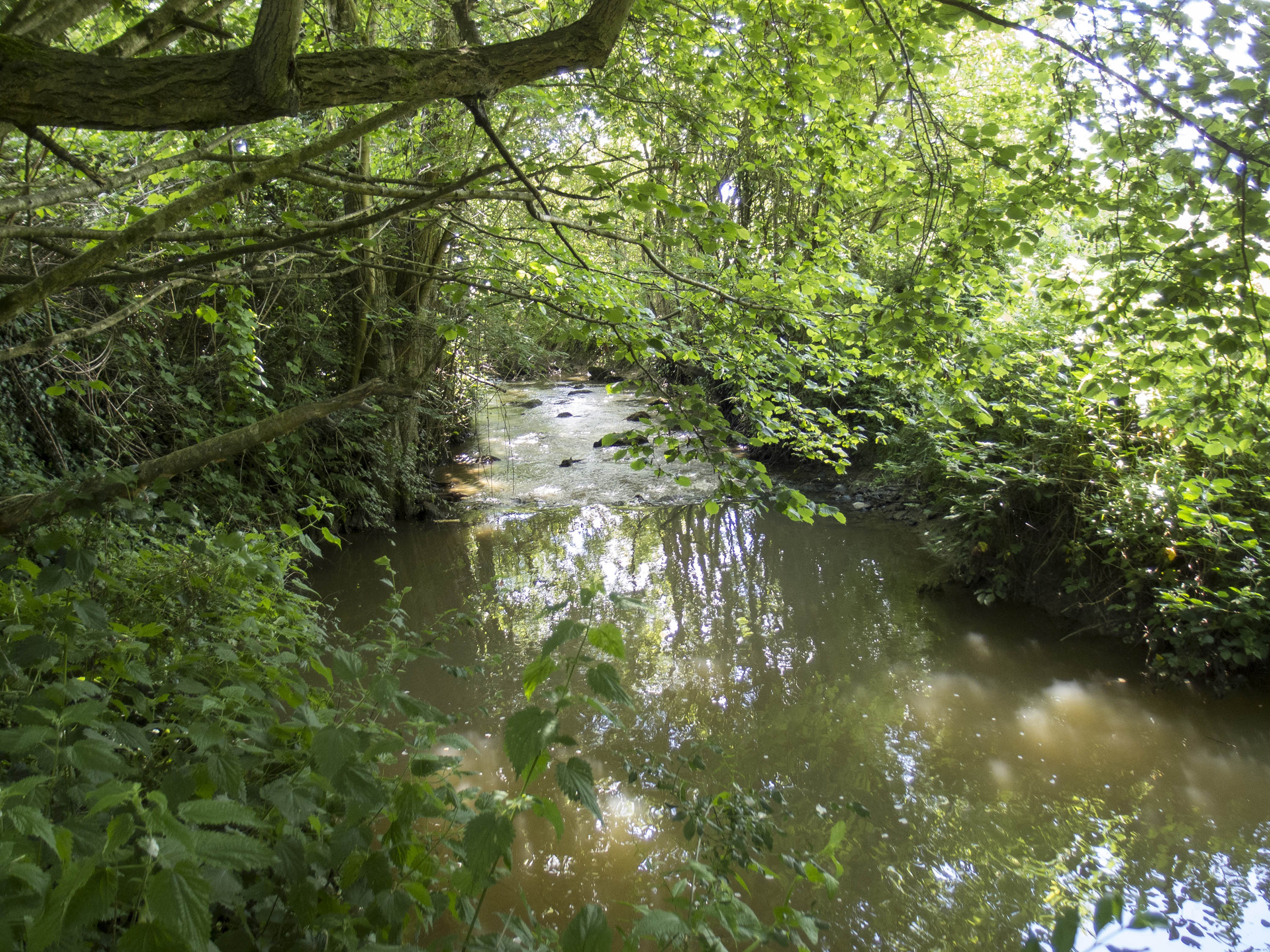
La rivière Tamout à Bazouges-la-Pérouse.
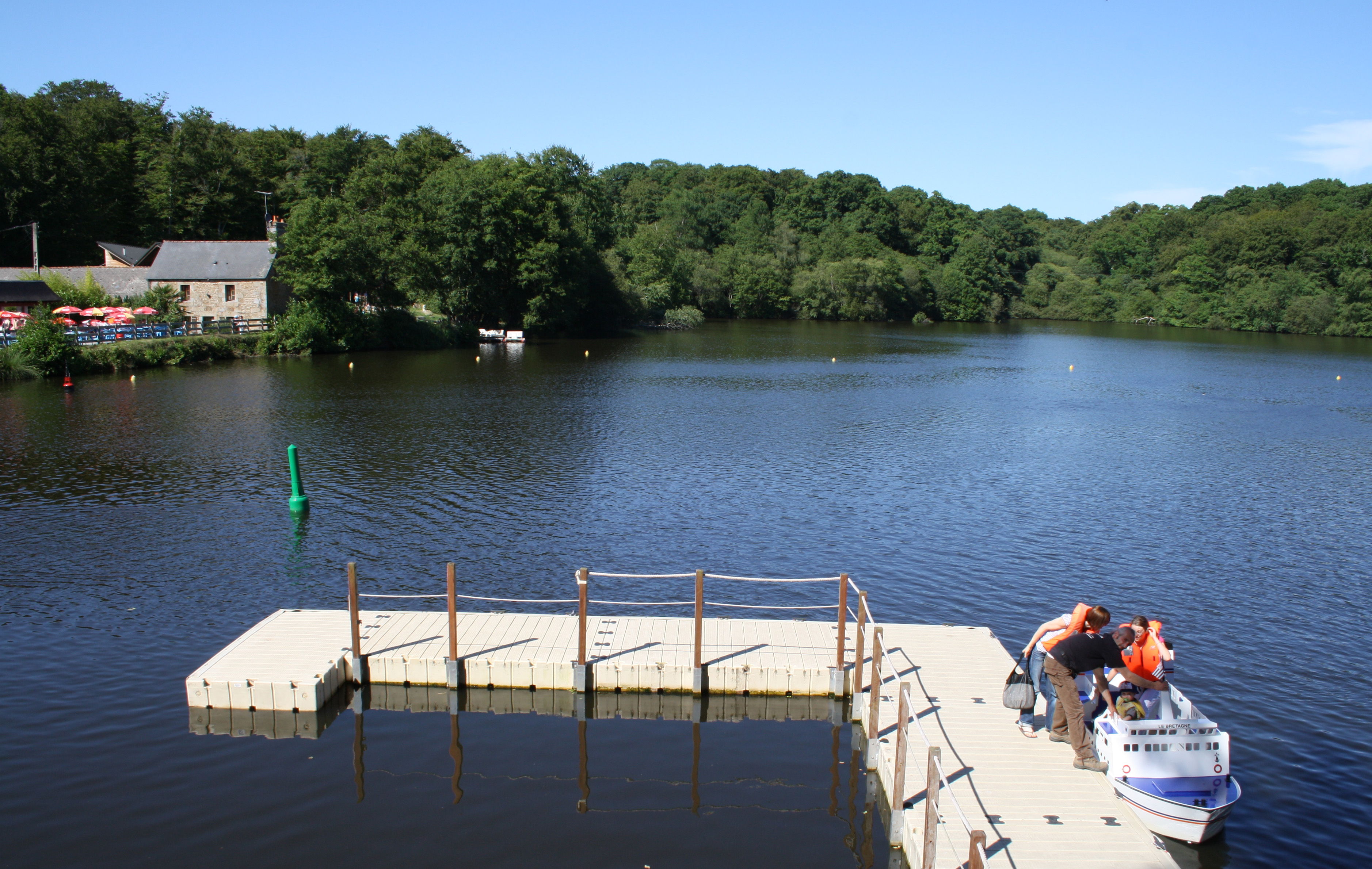
L'étang et la forêt de Villecartier.

### Hydrographie
Pour un article plus général, voir Réseau hydrographique d'Ille-et-Vilaine.
La commune est située dans le bassin Loire-Bretagne. Elle est drainée par le Couesnon, la Tamout, la Jumelière, l'Alçon, le ruisseau de Tréhel, le ruisseau du Petit Hermitage, le Val, la Ville Marie et les Bouillons, et un autre petit cours d'eau,.
Le Couesnon, d'une longueur de 97 km, prend sa source dans la commune de Saint-Pierre-des-Landes et se jette  dans la Manche au niveau du Mont-Saint-Michel, après avoir traversé 25 communes. 
La Tamout, d'une longueur de 18 km, prend sa source dans la commune de Combourg et se jette  dans le Couesnon à Val-Couesnon, après avoir traversé sept communes. 

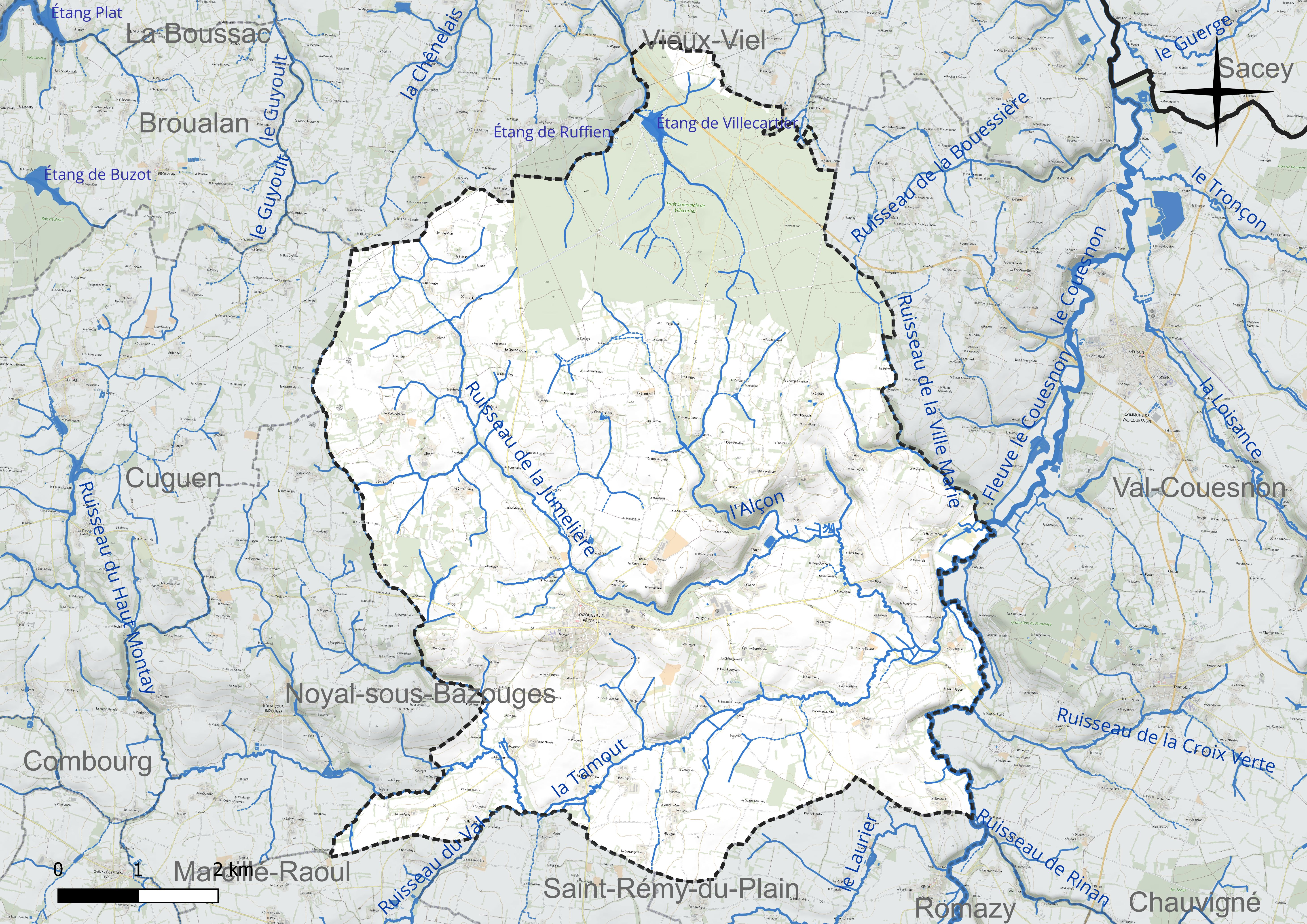
Réseau hydrographique de Bazouges-la-Pérouse.

Deux plans d'eau complètent le réseau hydrographique : l'étang de Ruffien, d'une superficie totale de 1,2 ha (0,45 ha sur la commune) et l'étang de Villecartier (8,38 ha),.

### Climat
Pour des articles plus généraux, voir Climat de la Bretagne et Climat d'Ille-et-Vilaine.
En 2010, le climat de la commune est de type climat océanique franc, selon une étude du CNRS s'appuyant sur une série de données couvrant la période 1971-2000. En 2020, Météo-France publie une typologie des climats de la France métropolitaine dans laquelle la commune est exposée à un climat océanique et est dans la région climatique  Bretagne orientale et méridionale, Pays nantais, Vendée, caractérisée par une faible pluviométrie en été et une bonne insolation. Parallèlement l'observatoire de l'environnement en Bretagne publie en 2020 un zonage climatique de la région Bretagne, s'appuyant sur des données de Météo-France de 2009. La commune est, selon ce zonage, dans la zone « Intérieur Est », avec des hivers frais, des étés chauds et des pluies modérées.
Pour la période 1971-2000, la température annuelle moyenne est de 11,3 °C, avec une amplitude thermique annuelle de 12,8 °C. Le cumul annuel moyen de précipitations est de 908 mm, avec 13,3 jours de précipitations en janvier et 8,4 jours en juillet. Pour la période 1991-2020, la température moyenne annuelle observée sur la station météorologique la plus proche, située sur la commune de Feins à 12 km à vol d'oiseau, est de 11,9 °C et le cumul annuel moyen de précipitations est de 816,2 mm,. Pour l'avenir, les paramètres climatiques de la commune estimés pour 2050 selon différents scénarios d'émission de gaz à effet de serre sont consultables sur un site dédié publié par Météo-France en novembre 2022.

### Transports
Bazouges-la-Pérouse est traversé par la D 796 (ancienne Route nationale 796 déclassée, allant de Combourg à Tremblay), un exemple routier ouest-est qui, au-delà des deux localités précitées, permet de se diriger ensuite, côté ouest, vers Saint-Malo ou Dinan, et ,côté est, vers Fougères. Cette route croise dans le bourg la D 90, un axe sud-nord qui, côte sud, via la D 175, permet de rejoindre Rennes et, côté nord, relie la commune à Trans-la-Forêt et Pleine-Fougères et, au-delà, permet de se diriger vers le Mont-Saint-Michel.

### Habitat et paysages
La commune présente un paysage agraire traditionnel de bocage avec un habitat dispersé d'écarts (par exemple l'écart de Cucé, celui du Hérisson, celui de Villeneuve ) constitué de hameaux (appelés localement "villages") et fermes isolées.
Bazouges-la-Pérouse a connu un important déclin démographique en deux siècles, passant d'environ 4 000 habitants vers 1800 à moins de 1 900 dans les deux premières décennies du XXIe siècle ; néanmoins le bourg a  connu une certaine périurbanisation à sa périphérie depuis la Seconde Guerre mondiale et la commune possède une zone d'activités économiques à l'est du bourg, le long de la D 796.
La forêt de Villecartier, d'une étendue proche de 1 000 hectares, occupe environ le cinquième de la superficie communale (dans sa partie nord).

## Urbanisme

### Typologie
Au 1er janvier 2024, Bazouges-la-Pérouse est catégorisée commune rurale à habitat très dispersé, selon la nouvelle grille communale de densité à sept niveaux définie par l'Insee en 2022.
Elle est située hors unité urbaine et hors attraction des villes,.

### Occupation des sols
L'occupation des sols de la commune, telle qu'elle ressort de la base de données européenne d'occupation biophysique des sols Corine Land Cover (CLC), est marquée par l'importance des territoires agricoles (76,9 % en 2018), une proportion sensiblement équivalente à celle de 1990 (77,3 %). La répartition détaillée en 2018 est la suivante : 
terres arables (33,3 %), zones agricoles hétérogènes (30,5 %), forêts (21 %), prairies (13,1 %), zones urbanisées (1,4 %), milieux à végétation arbustive et/ou herbacée (0,7 %). L'évolution de l'occupation des sols de la commune et de ses infrastructures peut être observée sur les différentes représentations cartographiques du territoire : la carte de Cassini (XVIIIe siècle), la carte d'état-major (1820-1866) et les cartes ou photos aériennes de l'IGN pour la période actuelle (1950 à aujourd'hui).

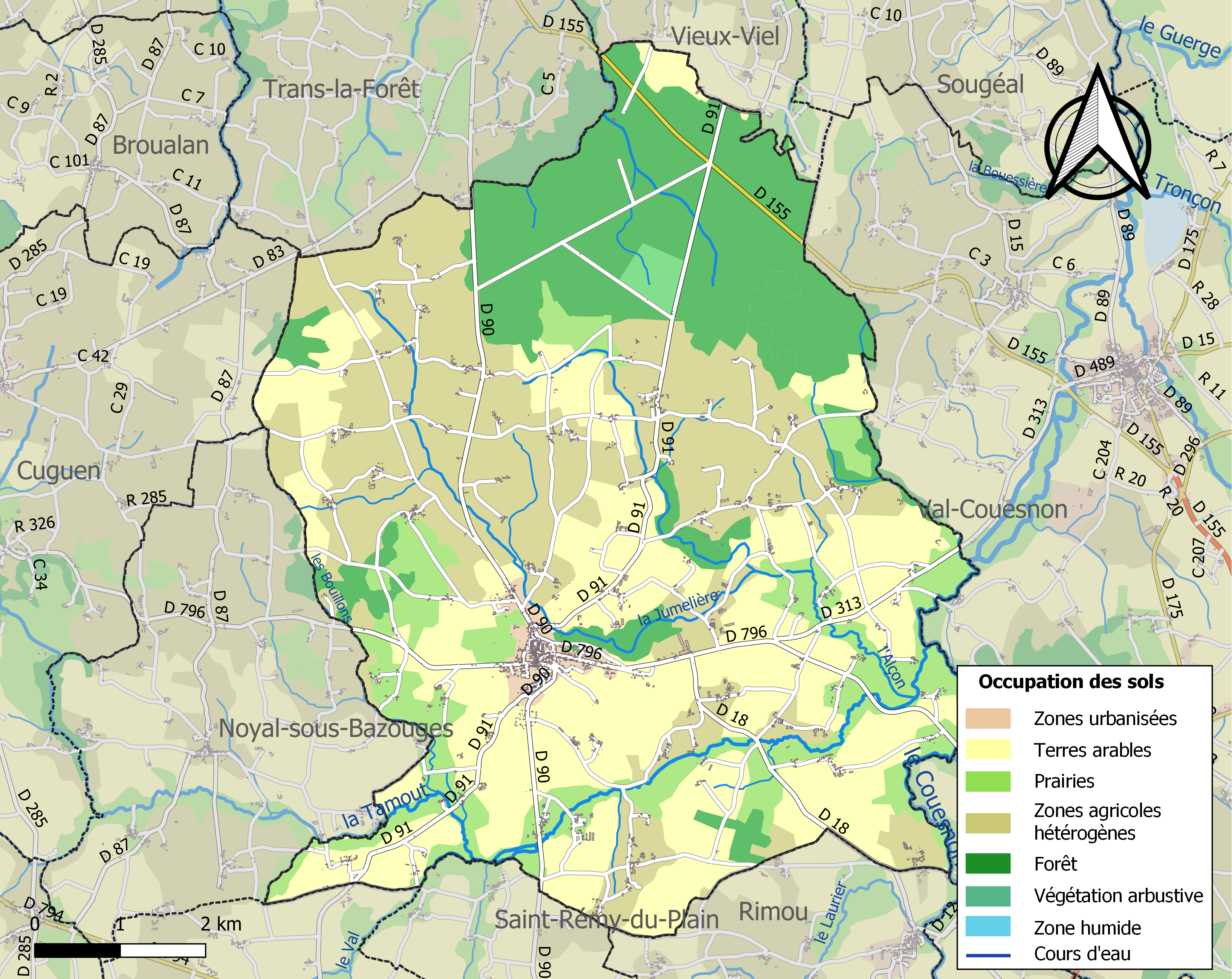
Carte des infrastructures et de l'occupation des sols de la commune en 2018 (CLC).

## Toponymie
Le nom de la commune est attesté sous les formes Basilgis au XIIe siècle et Basocha à 1292.
Le nom de la ville serait un dérivé de basilica et de pétra qui deviendra pierreuse puis pérouse, « église » et « pierre ».

## Histoire

### Préhistoire
Un menhir datant du néolithique se trouve le long de la route menant à Cuguen. Le menhir christianisé de la Pierre Longue, indiqué sur une carte  postale de E. Mary-Rousselière comme se trouvant en Bazouges-la-Pérouse, se trouve certes à sa limite, mais côté Noyal-sous-Bazouges du Ruisseau du Val des Bouillons.

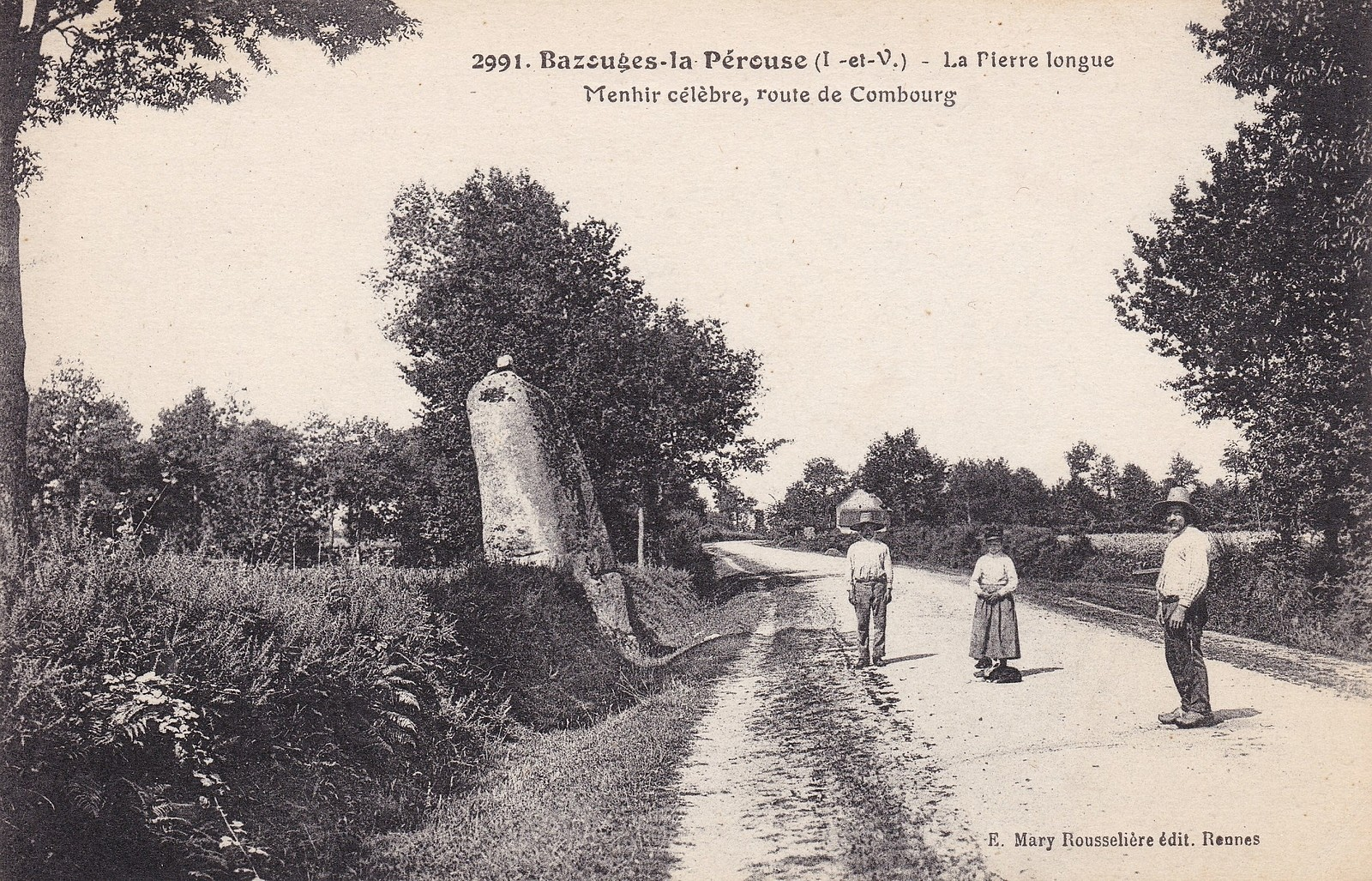
Le menhir christianisé de la Pierre Longue au début du XXe siècle (carte postale Mary-Rousselière).

### Antiquité
Le nom de Bazouges (qui proviendrait d'une déformation du mot latin basilica ("église", "basilique") suggère une fondation gallo-romaine.
La voie romaine de Condate Riedonum (Rennes) à Cosedia (Coutances) passait dans la région, notamment par Tremblay. Une borne milliaire se trouve en forêt de Villecartier, mais ce ne serait pas son emplacement originel

### Moyen Âge
Au VIIe siècle, on trouve des premières traces de la paroisse qui appartiendra ensuite à Notre-Dame de Fougères depuis le XIe siècle puis à l'abbaye de Rillé de Fougères vers 1163. Après avoir appartenu à Maffroy de Bazouges en 1090 puis au XIIe siècle à Raoul Ier de Fougères, la châtellenie, qui disposait du droit de haute justice, passe dans le domaine royal après la prise du château de Fougères par Philippe le Bel au XIVe siècle et d'être vendue ensuite à plusieurs reprises (par exemple Jean II d'Alençon la vendit en 1428 à Jean V de Bretagne) ; elle resta ensuite jusqu'en 1789 aux barons de Fougères. Le château de la Ballue en était la maison seigneuriale.
Il existait au Moyen Âge deux églises accolées à Bazouges, la haute et la basse église (la première fut construite au VIIe siècle ; au IXe siècle, un second édifice, prieural, fut bâti contre le précédent), avec une différence de niveau d'une soixantaine de cm entre les deux. Leur réunion forma un ensemble architectural complexe, formé de six nefs de longueur inégale et de styles différents (roman à l'origine pour celle du haut, la plus ancienne (reconstruite par la suite) ; les trois nefs de la basse furent construites en 1313 pour l'une et entre 1568 et 1674 pour les deux autres).
Jean-Baptiste Ogée décrit à tort un "château de Bazouges" qu'il situe à Bazouges-la-Pérouse, alors qu'il se trouve en fait à Bazouges, ancienne commune désormais rattachée à Château-Gontier dans le département actuel de la Mayenne. La seigneurie se trouvait au château de la Ballue, alors château-fort : la châtellenie de La Ballue, qui comptait une dizaine de paroisses, était le siège d'une juridiction royale et d'une subdélégation de l'Intendance ; elle avait une cour de justice et une prison royale. Au XVe siècle le Palais de justice et la prison royale attenante (démolis en 1911) sont transférés dans le centre de la cité).
Les ducs de Bretagne fondèrent en forêt de Villecartier une chapelle Saint-Nicolas-de-l'Hermitage afin qu'ils puissent y entendre la messe lorsqu'ils venaient chasser. Après la réunion du duché à la France en 1532, les rois de France conservèrent le droit de présentation du chapelain, mais la chapelle, les paroissiens s'y rendirent encore en procession en 1638, fut progressivement abandonnée. Une autre chapelle existait, disparue depuis longtemps, dans le village de la Magdeleine.

### Temps modernes
De 1588 à 1590, la cité, qui n'était pas complètement fortifiée (les travaux étaient en cours en raison des Guerres de religion), passe tour à tour aux mains des Ligueurs et des Royaux. Le capitaine La Villeblanche, qui tenait la cité  pour le compte du duc de Mercœur, s'enfuya le 12 mai 1590 sans combattre les soldats, la plupart anglais, sous le commandement de Montbarot, gouverneur de Rennes en 1590 ; la paroisse fut pillée et les habitants, qui se réfugièrent au château seigneurial de la Ballue, durent payer aux Anglais 180 livres pour éviter que les vitraux de l'église soient brisés.
Le règlement du 22 mai 1736 évoque des toiles de halles et d'emballages tissées autour de Bazouges.
Vers 1730 9 prêtres résidaient à Bazouges ; les prieurs-recteurs successifs étaient tous des Frères de l'abbaye Saint-Pierre de Rillé. Une chapelle seigneuriale, sous l'invocation de Notre-Dame-du-Bon-Secours, fut bénie le 17 mai 1754 dans la propriété du Grand-Bois possédée par Ruellan du Tiercent. D'autres chapelles existaient : la chapelle privée du manoir de Martigné, la chapelle de la Trinité  (dans le village du Pont), celle de la Poitevinière, celle de Saint-Sauveur à la Boudonnière, la chapelle Saint-Georges (dans le cimetière) et la chapelle Notre-Dame de l'Hôpital (dans un hospice alors existant).
Outre le château de la Ballue (érigé en marquisat en 1622 en faveur de Gilles Ruellan, baron de Tiercent, décédé en 1627), il existait de nombreux manoirs : le manoir prieural et ceux du Colombier, de la Boucharderie, de Castel-Marie, de Bourlande, de la Barre, des Portes, de la Blanchardière, du Houx, du Bois-Boulande, du Clos-Boulande et de Leurmont.

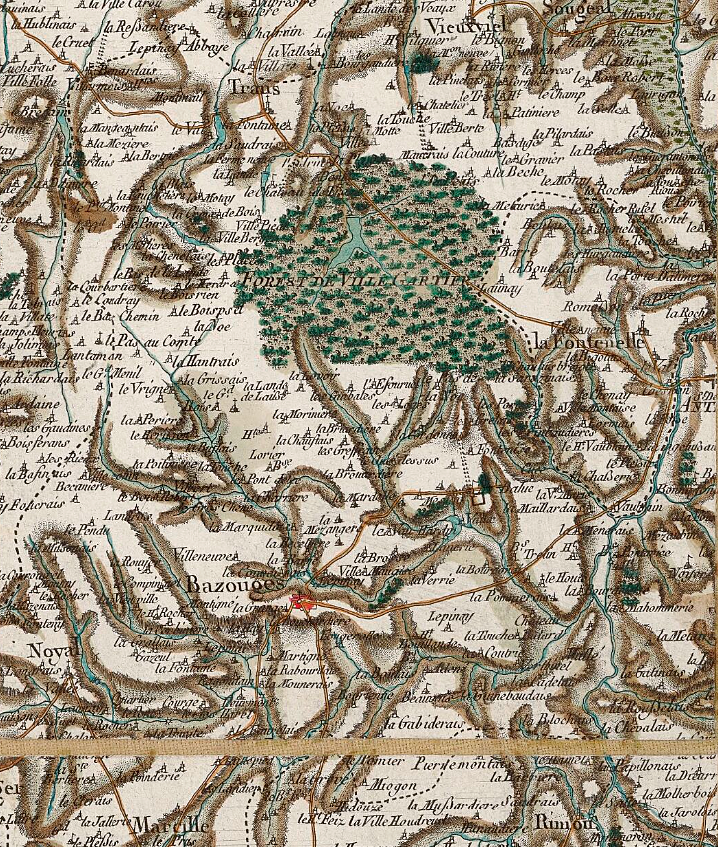
Carte de Cassini de la paroisse de Bazouges et de ses environs (1803).

Jean-Baptiste Ogée décrit ainsi Bazouges -la-Pérouse en 1778 :

« Bazouges-la-Pérouse ; gros bourg sur un coteau ; à 7 lieues trois quarts au nord de Rennes , son évêché ; et à 1 lieue trois quarts d'Antrain, sa subdélégation. La cure de cette paroisse, où l'on compte 4 000 communiants, est en la présentation de l'Abbé de Rillé (Ordre de Saint-Augustin) et c'est un chanoine de cet Ordre qui y fait les fonctions de curé. C'est un ancien prieuré qui, l'an 1541, fut donné par le Roi à Jean Le Clerc, évêque de Macerata, auditeur de Rote, et archidiacre de Dinan. Ce territoire était autrefois une juridiction royale, qui fut unie et incorporée au Siège Royal de Fougères, par un édit du roi Charles IX, donné à Troyes en Champagne le 29 mars 1564, et à Châteaubriant au mois d'octobre 1565. Bazouges relève actuellement du Roi ; il s'y exerce trois hautes, moyennes et basses justices : celle du Roi ; celle de la Maitrise particulière des eaux, bois 
et forêts nommée Ville-Cartier, appartenant à Sa Majesté ; et celle de la Ballue, à M. Ruellent du Tiercent. Il s'y tient aussi un marché tous les jeudis, et huit foires chaque année. On voit dans cette paroisse des landes, des bois , des arbres à fruits dont on fait du cidre, d'excellents pâturages , des terres fertiles en grains, et plusieurs champs d'où l'on tire la pierre landrasse que les Suédois recherchaient autrefois avec tant de soin pour l'apprêt du cuivre. »

### La Révolution
Le Frère Pierre Delaire fut pourvu de la cure le 30 mai 1781 et resta comme prieur et curé à Bazouges-la-Pérouse jusqu'en 1792 ; il chercha, ainsi que ses vicaires, à gagner du temps, demandant un délai face à l'obligation de prêter le serment de fidélité à la Constitution civile du clergé, ce qu'ils n'obtinrent pas ; ils devinrent prêtres insermentés.
L'organisation des fêtes révolutionnaires témoigne du maintien d'un sentiment favorable au nouveau régime, surtout après la fin de la Terreur :
- les victoires des armées républicaines sont fêtées, notamment la paix avec l'Autriche, principal ennemi de la France, en brumaire an VI[38] ;
- l'anniversaire de l'exécution de Louis XVI, accompagnée d'un serment de haine à la royauté et à l'anarchie, est fêté (à partir de 1795)[39] ;
- la fête du 26 messidor (14 juillet) à partir de 1794[38] ;
- les autres fêtes républicaines sont suivies, comme la fête de la Reconnaissance et la fête de l'Agriculture, pourtant peu suivie dans le département (les 10 prairial et 10 messidor[40]).

Valentin Chevetel, né en 1758 à Bazouges-la-Pérouse, dénonça le projet d'insurrection royaliste du marquis de la Rouërie et l'échec de la conjuration de l'Association bretonne.
Cela n'empêche pas les manifestations d'une opposition diffuse mais déterminée, la chouannerie étant très active dans le canton de Bazouges-la-Pérouse (Bazouges-la-Pérouse est chef-lieu de canton entre 1793 et 1801, avant d'être incorporé  dans le canton d'Antrain) : le procureur Gautier de Rontonnay écrit le 9 novembre 1795 :

« Les Chouans n'[ont] pas de repaire sûr, mais les assassinats qu'ils ont exercé sur ceux qui ont porté plainte des excès qu'ils commettent leur font trouver partout un asile et des subsistances ; ils défendent d'obéir aux lois républicaines ; ils forcent les hommes depuis 16 ans jusqu'à 50 ans de s'enrôler dans leurs bandes. (..) Partout ils assassinent les patriotes, les fonctionnaires publics, les acquéreurs de biens nationaux (..). Ils forment des rassemblements nombreux qu'on annonce devoir se porter sur Bazouges et sur Rimou, auxquels ils préparent le sort de Tremblay (incendié). »

(Bataille de la Vieuville ou combat du Rocher de Bouliers).
Ainsi, le 8 mars 1796, un combat a lieu dans la forêt de Villecartier entre Républicains et Chouans de la région. Deux des chefs de ces derniers, le chevalier Henri Baude de La Vieuville et le vicomte de Sérent furent tués et enterrés par les paysans ; le premier dans la forêt, le second transporté par un paysan nommé Briant, le fut secrètement dans un champ lui appartenant. Un pommier marquait la tombe. En 1831, la famille fit exhumer le corps et transféra les restes à Paris.

### LeXIXesiècle
En 1825 le curé de Bazouges-la-Pérouse, Barbot, fonda dans sa paroisse une école chrétienne et, aidé financièrement par des paroissiens, fit construire une maison d'école dans le jardin du presbytère ; l'école, prodiguant un enseignement religieux catholique, fut tenue pendant 5 ans par deux Frères de Lamennais, puis par un seul pour des raisons financières ; on y admettait habituellement de 80 à 140 élèves, y compris un grand nombre d'enfants pauvres. Un nouveau conseil municipal, élu après la Révolution de 1830, se déclara propriétaire de l'école et y installa une véritable école primaire, à la fureur du curé et de certains paroissiens.
La nomination en 1833 de Pierre Cornillet, jeune instituteur sortant de l'École normale de Rennes, provoque lors de la messe du 27 octobre 1833 un violent réquisitoire du curé Barbot qui voit dans l'ouverture d'une école communale une véritable provocation à l'encontre de l'école congréganiste ouverte en 1825 ; l'école nouvelle est présentée par lui comme une école d'athéisme, imposée par la violence à une population chrétienne ; l'affaire suscita quelques violences à Bazouges, des femmes lancèrent par exemple des pierres sur des témoins partant déposer chez le juge d'instruction. Le curé, poursuivi, fut relaxé par la justice et l'affaire fut évoquée dans les journaux de la région et nationaux. L'instituteur obtint une autre affectation à Bais.

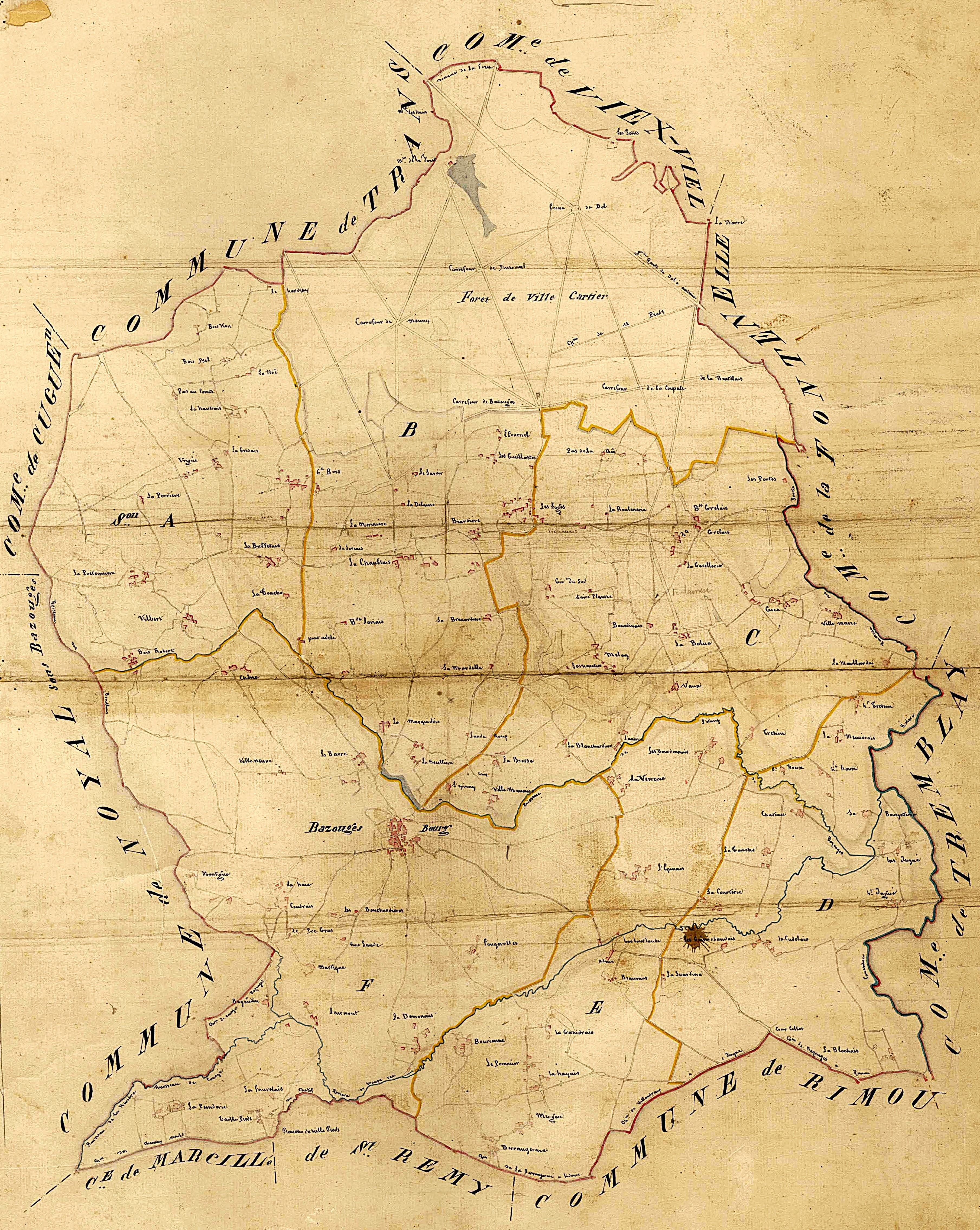
Bazouges-la-Pérouse : plan cadastral datant de 1826 (tableau d'assemblage).

La verrerie de la Balue [Ballue], appartenant à René-Mathurin Laumailler, notaire à Rennes, ouvre en 1820 ; elle est spécialisée dans la gobeleterie et le vase de chimie. Rachetée par les frères Leclerc en 1832, elle emploie 68 ouvriers en 1857, mm ais a fermé probablement dans la décennie 1860.

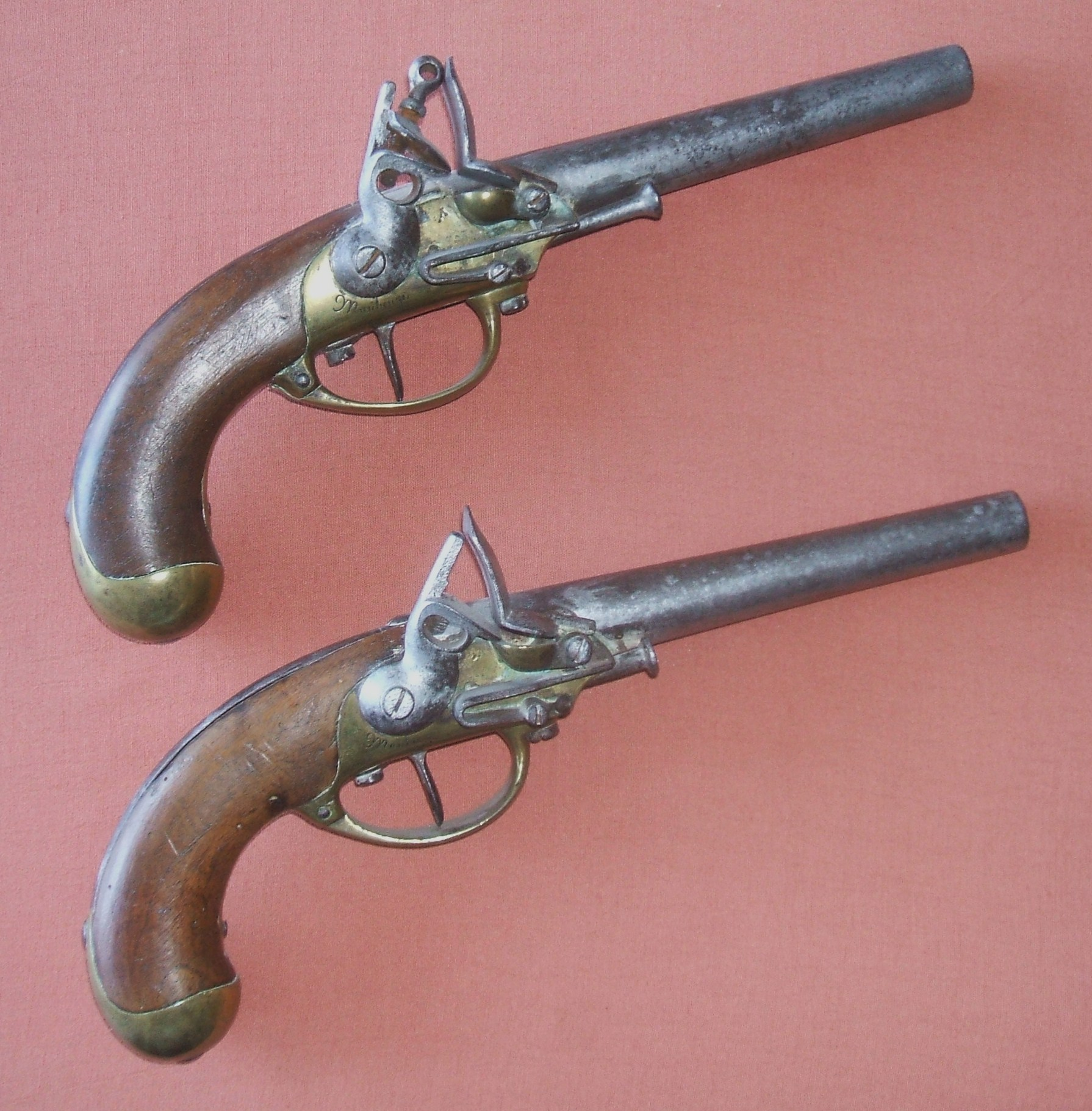
Pistolets du commis-voyageur bazougeais Alexandre Desmonts (1824-1871) pour se défendre du brigandage et des loups en forêt de Villecartier.

A. Marteville et P. Varin, continuateurs d'Ogée, décrivent ainsi Bazouges-la-Pérouse en 1843 :

« Bazouges-la-Pérouse ; commune formée de l'ancienne paroisse de ce nom , aujourd'hui cure de 2e classe ; chef-lieu de perception. (..) Principaux villages : la Poétevinière, le Grand-Bois, la Hantrais, la Chauffais, les Loges, la Haute et Basse-Gretais, Cucé, la Balue, Ville-Marie, le Haut et Bas-Jugé, la Cudelais, la Blochais, Beauvais, la Berrangerais, Bourienne, la Demonais, Taille-Pied, la Peinderie, Martigné, Montigné, la Barre-Villeneuve, Bois-Robert, la Recellière, la Verrerie, l'Epinais, Fougerolles. Superficie totale 5 819 hectares 67 ares 57 centiares, dont (..) terres labourables 3 328 ha, prés et pâturages 596 ha, bois 90 ha, vergers et jardins 116 ha, landes et incultes 460 ha, étangs 14 ha (..), constructions non imposables 1 171 ha. Moulins : 7 ; constructions industrielles : 2 (Moulins de Leurmont, de la Demonais, de Vaux, de la Forêt). Dans les constructions non imposables la forêt royale de Villecartier se trouve comprise. Cette forêt a 989 ha 68 ares de superficie. (..) La rivière de Couesnon limite la commune dans une partie de l'est, et du sud à l'est coule un gros ruisseau nommé la Trousse-Vée. La route royale n°155, dite d'Orléans à Saint-Malo, traverse la commune et la forêt de Villecartier. Il y avait foire le 23 avril, le 11 juin, le 22 juillet, le 24 août, le 14 septembre, le 29 septembre, le 11 novembre, le 28 décembre. Une ordonnance du 1er janvier 1841 a fixé ces foires au jeudi qui suit chacune de ces époques, excepté celle du 29 septembre qui ne change pas. Marché le jeudi. Géologie : terrain granitique ; exploitations de granite ; (..) schistes au sud, exploités comme pierre à bâtir ou moellon ; porphyres à 1 km au nord-est. On parle le français [en fait le gallo]. »

Ces mêmes auteurs écrivent également que Bazouges abrite une verrerie dans le château de la Ballue et fait des exportations de fils et toiles vers Fougères et Dinan, de bestiaux, d'avoine, de beurre et de salaisons de porc vers Saint-Malo et Paris, de bois de construction vers la Basse Normandie, Rennes et Saint-Malo.
À la fin du mois de juin 1850 une grêle épouvantable s'abattit sur la région de Bazouges-la-Pérouse, saccagent tout « sur une largeur de plus de trois lieues » et une tornade exerça de grands ravages, enlevant « ici une grange, là une maison, ailleurs un moulin à vent », et partout renversant les barrières, tordant les arbres. « Plusieurs communes ont éprouvé des dégâts considérables ».
Le 27 avril 1854 un incendie détruisit tout un village de Bazouges-la-Pérouse ; « une seule maison sur quatorze a pu échapper à la proie des flammes. Les causes du sinistre sont dues à l'imprudence ».
En février 1864 une somme de 24 000 francs fut déposée anonymement dans un tronc de l'église paroissiale, avec un mot demandant que ce don soit employé à la fondation de 4 lits pour les pauvres de la commune à l'hospice de Bazouges ; le préfet autorisa le placement de cette somme en rentes sur l'État pour en assurer l'exécution.
Louis Delafosse fut zouave pontifical entre le 15 septembre 1863 et le 30 mai 1864.
Saturnin Poinçon de la Blanchardière, maire, fut révoqué en mai 1863 pour avoir refusé de soutenir aux élections législatives le candidat du gouvernement, Pierre Albert de Dalmas, lui préférant un autre candidat, Vincent Audren de Kerdrel, d'opinion légitimiste.
En 1885 le renversement de madriers d'un échafaudage installé pour la construction de la tour de l'église paroissiale provoqua la mort de deux ouvriers.
Un bureau télégraphique ouvrit à Bazouges-la-Pérouse en mai 1889.

### LeXXesiècle

#### La Belle Époque
Les femmes portaient notamment une coiffe typique du Pays de Rennes : la catiole.
Une épidémie de rougeole et de fièvre typhoïde survint à Bazouges-la-Pérouse courant avril 1903.
En mars 1903, Alexandre Lefas, député, déposa sur le bureau de la Chambre des députés une pétition en faveur des congrégations religieuses signée par 550 électeurs de Bazouges-la-Pérouse. En avril 1903 il fut répondu aux gendarmes qu'en application de la loi, l'école congréganiste des garçons, tenue par les Frères de Ploërmel, était fermée, mais restait ouverte comme école privée. Le 25 septembre 1903 le tribunal de Fougères condamna à des amendes les Frères de Ploërmel qui enseignaient à l'école des garçons et continuaient à le faire en s'étant en théorie sécularisés pour contourner la loi sur les congrégations qui le leur interdisait en tant que membres d'une congrégation religieuse. En août 1904 le préfet d'Ille-et-Vilaine, en application de la loi sur les congrégations, fit remplacer les cinq religieuses (l'une d'elles était en poste depuis 35 ans) qui s'occupaient de l'école des filles, leur laissant le droit de soigner les vieillards de la commune, dont elles s'occupaient également.

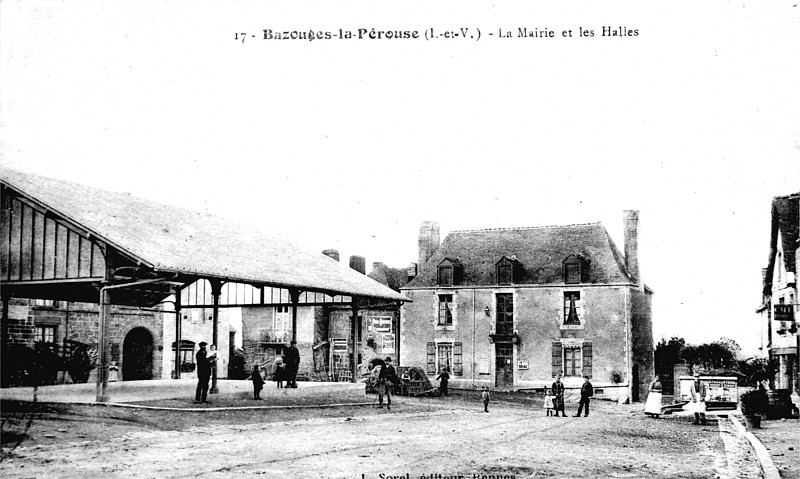
La mairie et les halles au début du XXe siècle (carte postale).
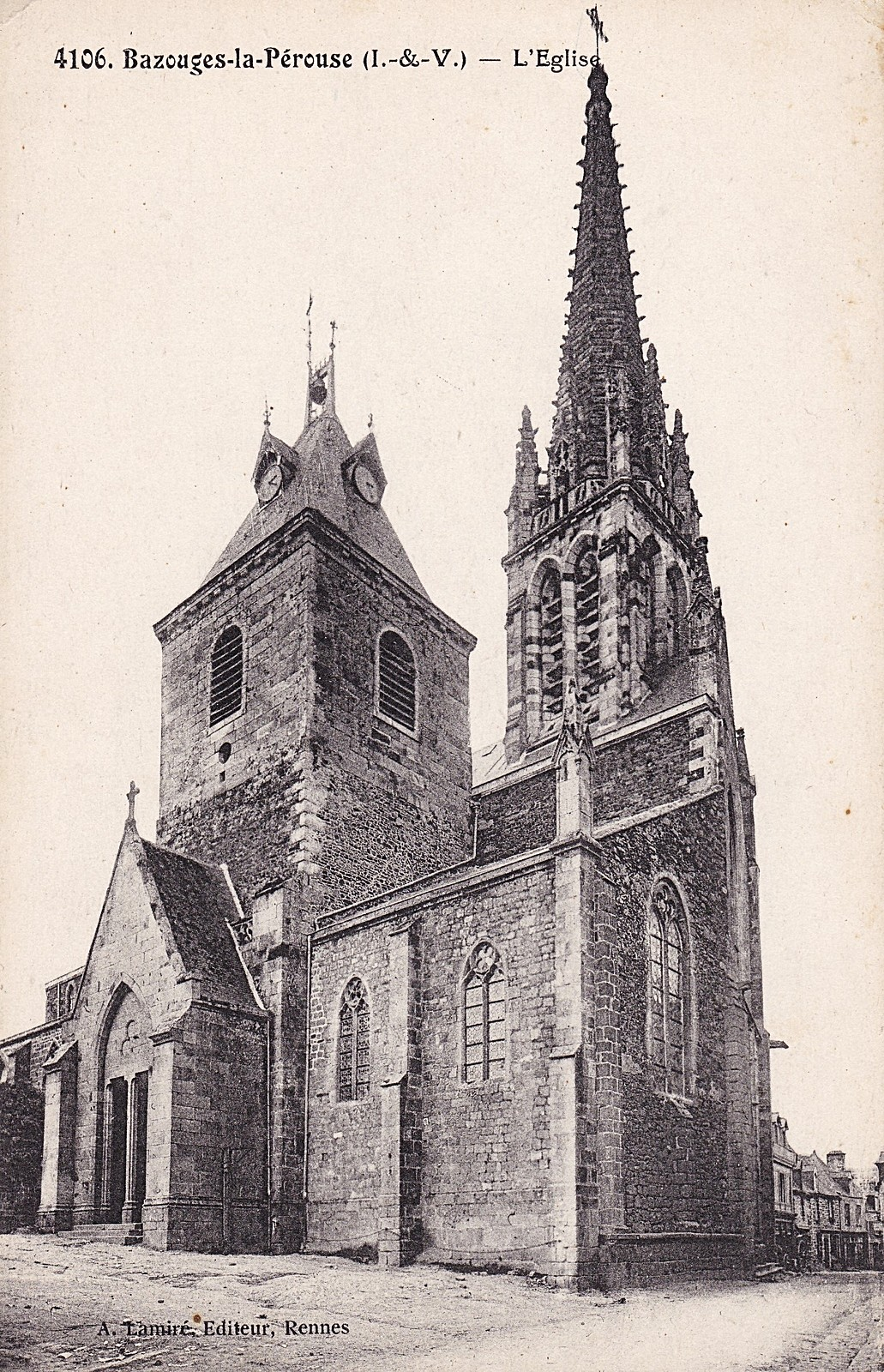
L'église paroissiale au début du XXe siècle (carte postale).
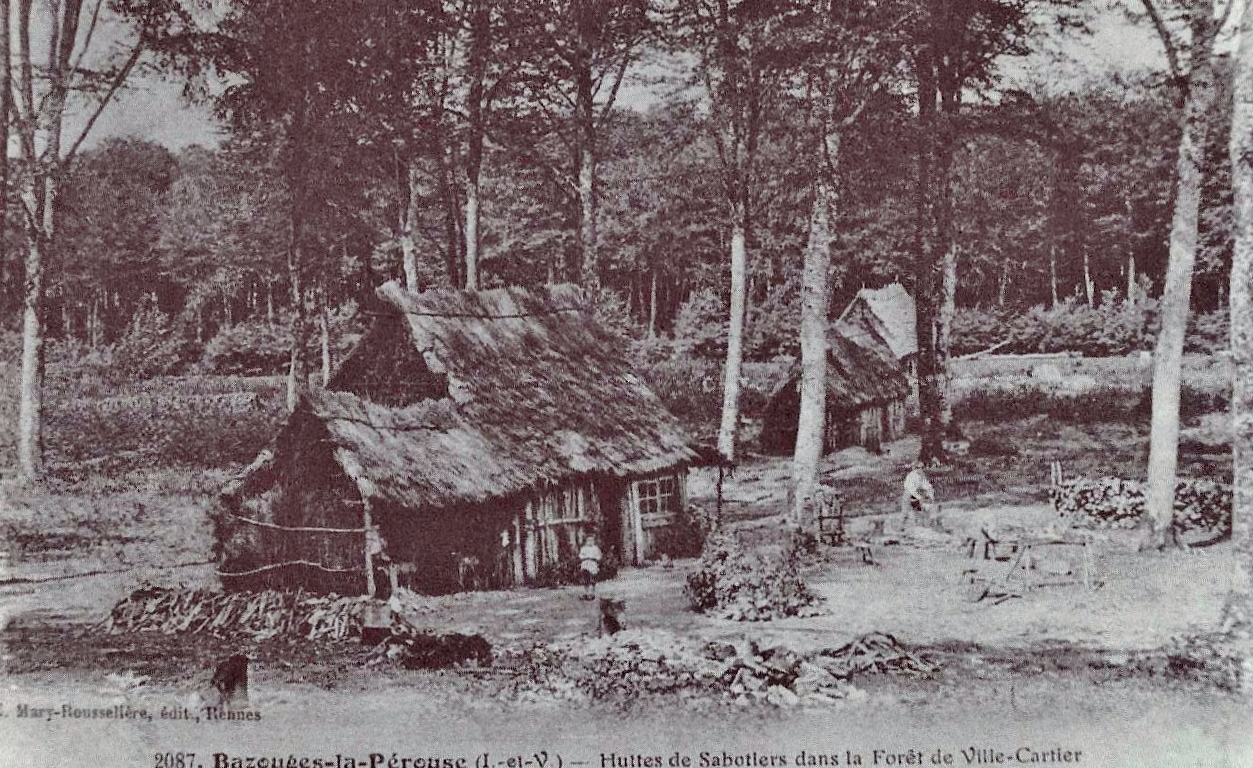
Sabotiers en forêt de Villecartier vers 1900 (carte postale E. Mary-Rousselière).
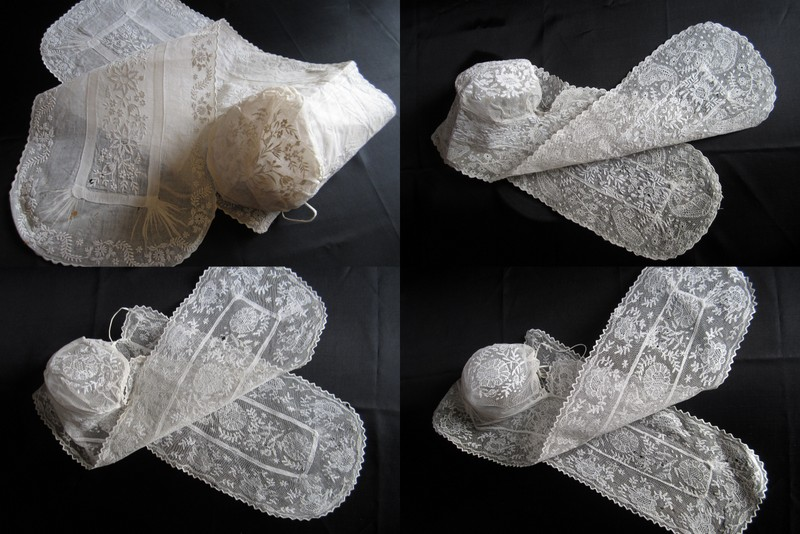
Coiffe de type catiole portée fin XIXe siècle par une femme de Bazouges-la-Pérouse.
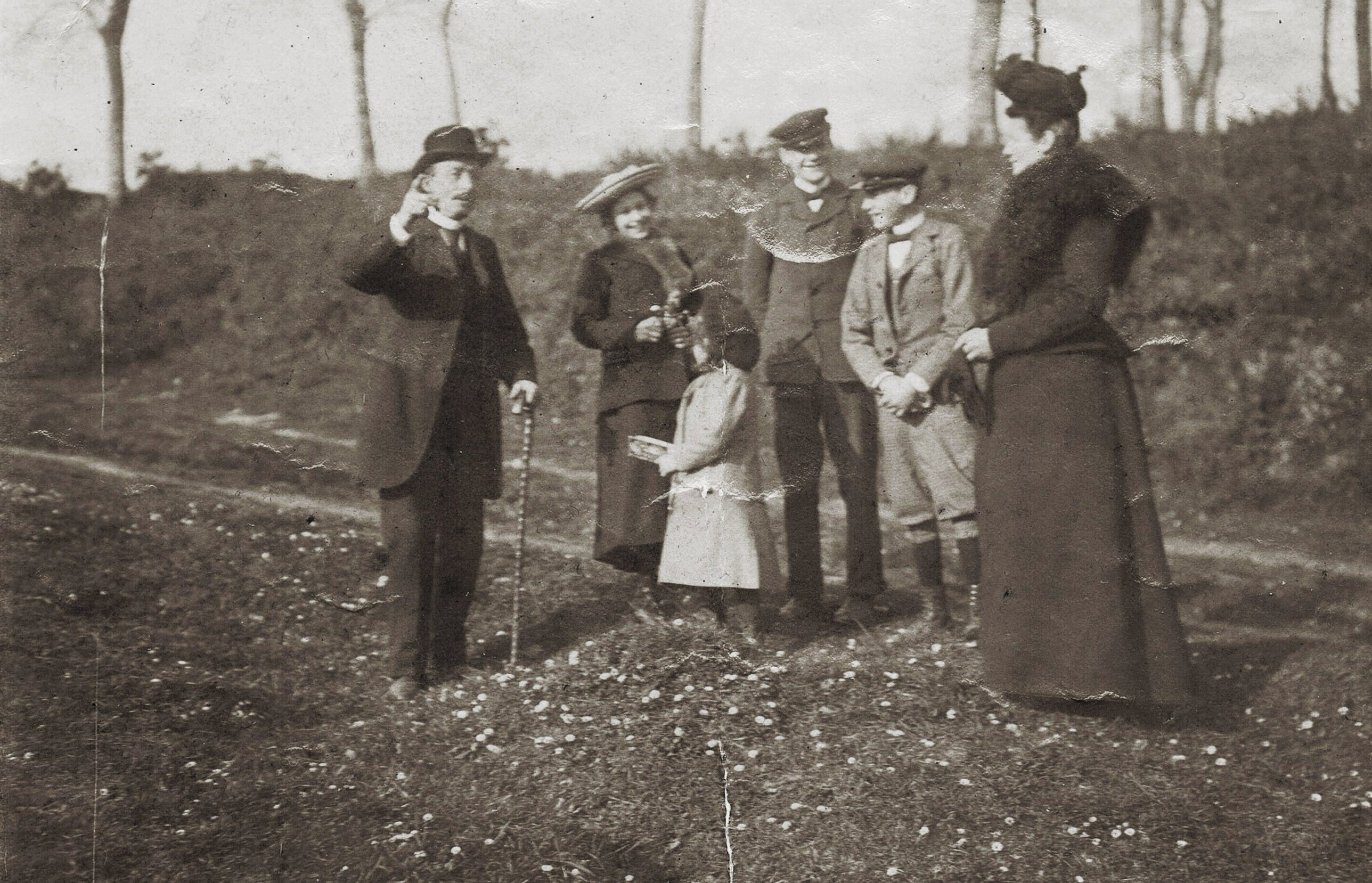
Famille du négociant servannais Paul Miniac à Bazouges-la-Pérouse vers 1905

La ligne de tramways allant de Sens à Pleine-Fougères, longue de 26,9 km (une ligne du 2e réseau des Tramways d'Ille-et-Vilaine) et passant par Bazouges-la-Pérouse et Trans ouvre en 1905 ; elle ferma en 1937.

#### La Première Guerre mondiale
Le monument aux morts de Bazouges-la-Pérouse porte les noms de 156 soldats morts pour la France pendant la Première Guerre mondiale ; parmi eux 15 sont morts en Belgique, dont 1 mort dès le 21 août 1914 (Émile Lesguer à Fosses) et 7 morts dès le 22 août 1914 (Ange Garçon, Alexandre Louyer, Pierre Ory et Pierre Rimbert à Virton, Victor Lécuyer à Rossignol, Alphonse Chevalier à Charleroi et Albert André à Jemeppe-sur-Sambre) ; Jules Chevalier est mort de maladie dans un lazaret le 23 octobre 1928 alors qu'il était prisonnier en Allemagne ; tous les autres sont morts sur le sol français, dont 8 morts dès le mois d'août 1914 (Pierre Trotoux mort le 10 août 1914 à Mangiennes (Meuse) fut le premier mort de la guerre de la commune ; Eugène Robert, Ange Porcher, Jean Lecomte, François Bazille, Francis Boivent, Charles Clolus et Jean Corvaisier sont aussi morts dans le courant de ce mois).

#### L'Entre-deux-guerres

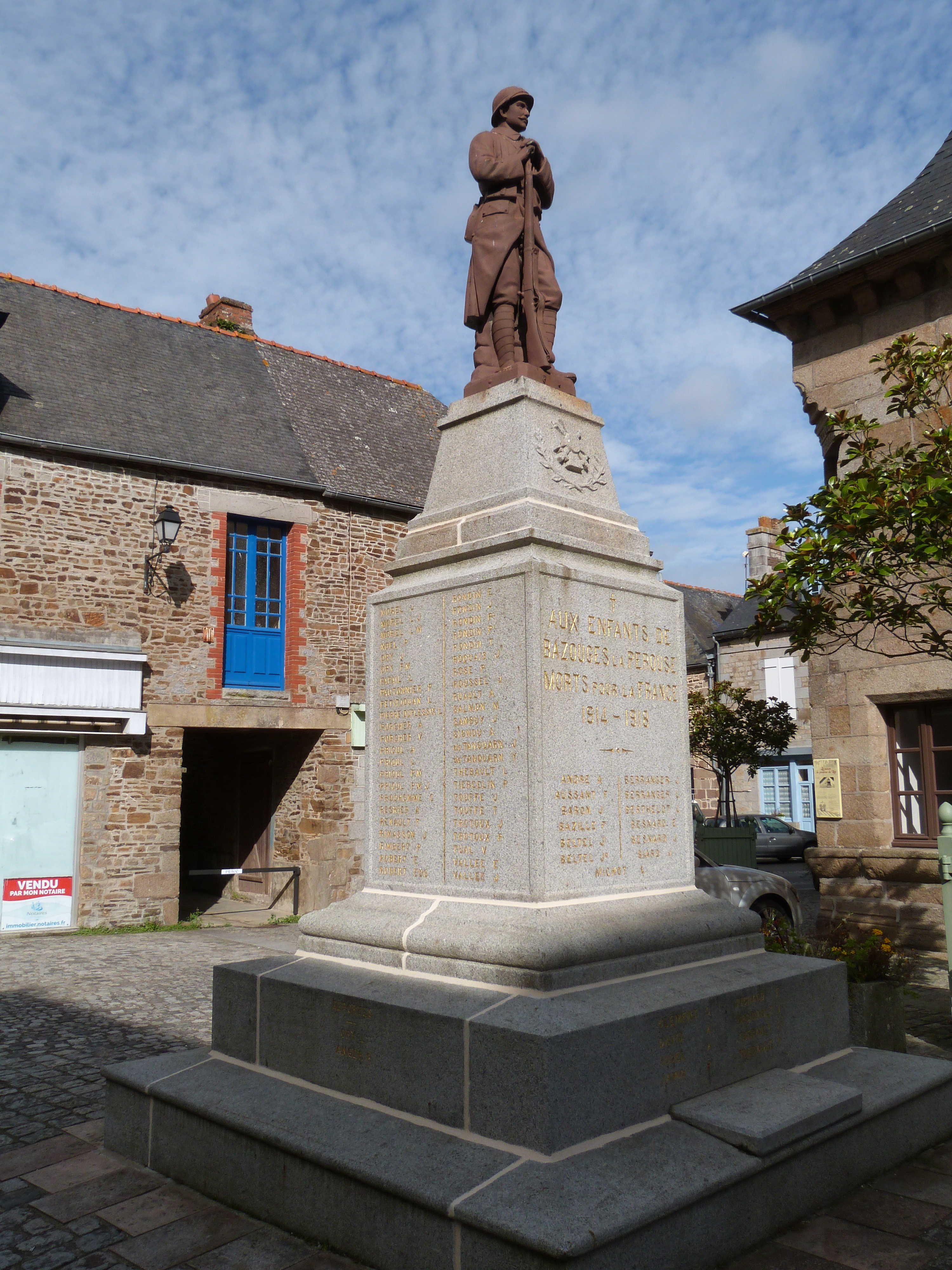
Le monument aux morts.

Le monument aux morts de la commune a la forme d'un pilier en granite monté sur un piédestal et surmonté de la statue en fonte d'un poilu au repos (due au sculpteur Étienne Camus) ; le monument est décoré d'une couronne de lauriers, d'une croix de guerre et d'une croix latine ; il porte l'inscription "Aux enfants de Bazouges la Pérouse morts pour la France 1914-1918" et, sur les côtés la liste des morts pour la France ; la liste des morts de la seconde Guerre mondiale a été rajoutée. Deux plaques commémoratives de part et d'autre d'un vitrail se trouvent aussi dans l'église paroissiale.
La commémoration de l'armistice était chaque année organisée solennellement, comme l'illustre par exemple le récit de celle du 11 novembre 1922.

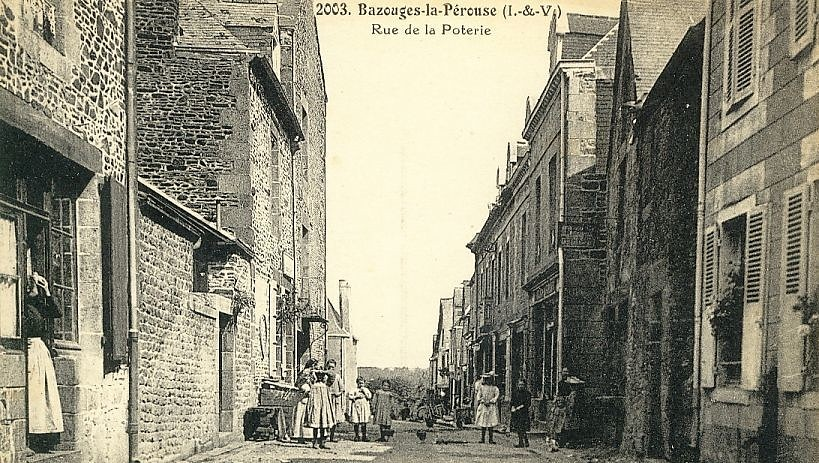
La Rue de la Poterie vers 1920 (carte postale).
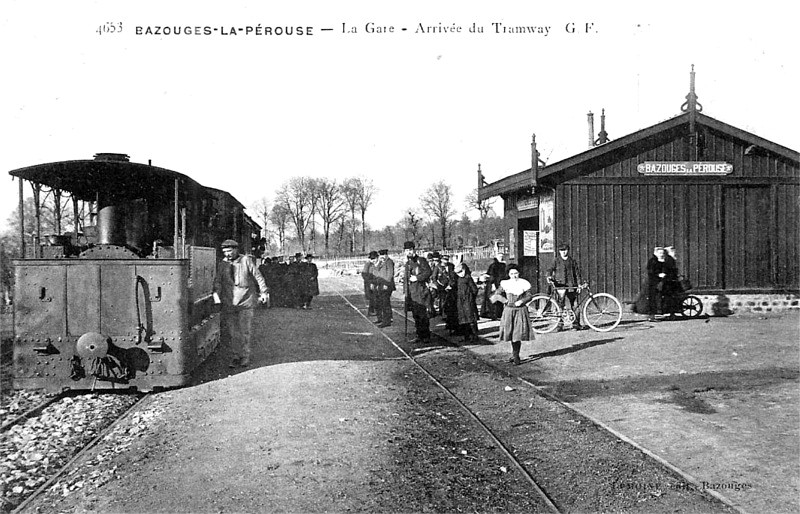
La gare d'arrivée du tramway vers 1925 (carte postale).
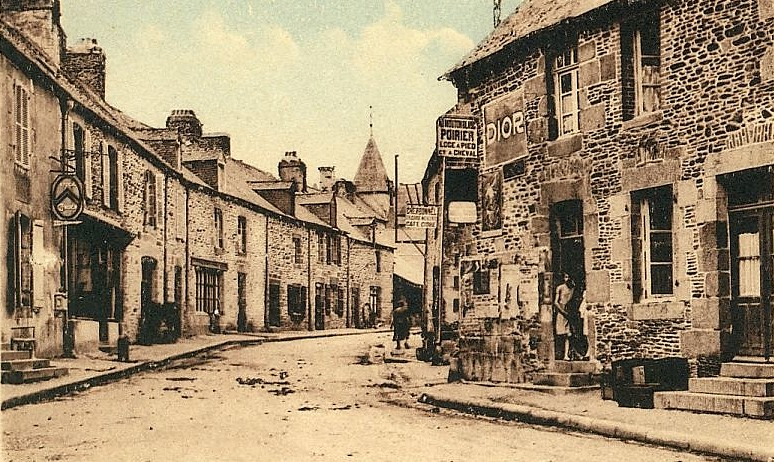
La Rue du Châtelet (arrivée de la gare) vers 1925 (carte postale).
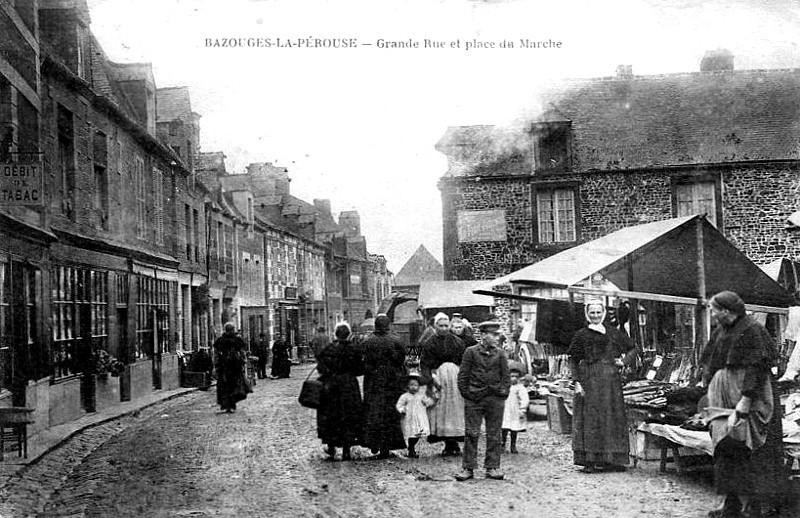
Grande Rue et Place du Marché vers 1925 (carte postale).
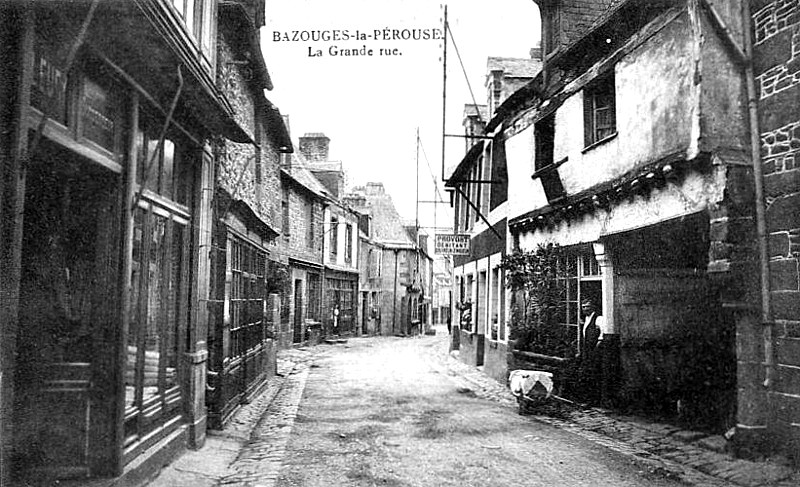
La Grande Rue vers 1930 (carte postale).

Une fête publique fut organisée le 15 septembre 1929 pour l'inauguration de l'électricité dans la commune, seul le bourg étant desservi dans un premier temps.
Une fête locale était organisée chaque année : par exemple la "Fête des Fleurs" de juin 1931 fut un grand succès, une foule nombreuse vint admirer les chars qui défilaient « dans la vieille bourgade aux rues étroites et aux maisons anciennes » ; l'un d'eux était le char de l'Exposition coloniale « avec des "nègres" en quantité se trémoussant comme il est d'usage dans leur pays, paraît-il » [sic] ; celle de 1936 est aussi décrite dans un article du journal L'Ouest-Éclair.
L'"Étoile sportive Bazougeaise", créée en novembre 1924, était pendant l'Entre-deux-Guerres une société de gymnastique très dynamique, animée pendant 14 ans entre 1923 et 1937 par l'abbé Hardy, vicaire de la paroisse, comme l'illustrent par exemple ses résultats lors d'un concours organisé en 1934 ou encore son festival d'athlétisme et de gymnastique organisé en 1938 à Bazouges-la-Pérouse. En 1938 deux clubs de football locaux se concurrençaient : la "Sportive laïque bazougeaise" et l'"Étoile sportive bazougeaise", cette dernière dépendant du patronage catholique. À partir de 1936 les écoles publiques (une école publique des filles est inaugurée le 8 septembre 1935) organisèrent une "Fête de la jeunesse" chaque année tandis que la fête de l'"Étoile sportive bazougeaise" était organisée chaque année dans le parc du château de Boutlande. Une fanfare existait aussi : la "Lyre scolaire de Bazouges".

#### La Seconde Guerre mondiale
En 1940, lors de la réquisition de la maison malouine de feu Louis Duchesne par le général allemand Andreas von Aulock, l'infirmière Anne Miniac (1895-1975) évacue le mobilier de l'historien et l'installe chez elle, au 8 place de la Mairie à Bazouges. La maison de Duchesne au chemin de la Corniche étant partiellement détruite par les bombardements de l'été 1944, Anne Miniac a ainsi sauvé ce mobilier, dont la bibliothèque.
Entre le 4 et le 8 mars 1943 8 personnes de la commune furent arrêtées par la Gestapo, après avoir été dénoncées par un commerçant de Bazouges ; six furent finalement relâchées mais deux furent déportées au camp de concentration de Mauthausen: Alfred Pinsard et Louis Jan. Un groupe Front national fut créé à Bazouges par ces anciens résistants en janvier 1945.
Le monument aux morts de Bazouges-la-Pérouse porte les noms de 13 personnes mortes pour la France pendant la Seconde Guerre mondiale, dont Joseph Robinault, marin disparu en mer lors du naufrage du sous-marin Sfax le 19 décembre 1940 ; René Anger, résistant FFI, déporté au camp de concentration d'Auschwitz, puis à Buchenwald, ensuite à Flossenbürg, enfin au kommando de Leitmeritz (dans l'actuelle Tchéquie), où il est décédé avant août 1945 ; Louis Ory, aussi résistant FFI, mort au camp de concentration de Neuengamme le 26 octobre 1944.
Les combats de la Libération de la commune firent deux victimes civiles le 1er août 1944 : Clément Hayère et A. Houel.

#### L'Après Seconde Guerre mondiale
La découverte au début de 1948 du corps d'un commerçant de Bazouges, Crosnier (assassiné en septembre 1944), en forêt de Villecartier, lequel était accusé d'avoir été un collaborateur très actif pendant la Seconde Guerre mondiale (il aurait dénoncé de nombreux patriotes et résistants) ; trois résistants FTP (Chevaucherie, Ruault et Martin), accusés de l'assassinat, furent temporairement arrêtés, ce qui suscita l'indignation des partis et de la presse de gauche, avant d'être relâchés. La presse conservatrice donne une tout autre version des faits : le journal Le Figaro écrit par exemple  que « Pierre Crosnier aurait été exécuté sur l'instigation du président du comité local de Libération » après avoir enlevé par 4 individus et fait l'objet d'une « exécution sommaire » et que deux des « exécuteurs » ont été arrêtés : Chevaucherie, minotier, et André Ruault, mécanicien.

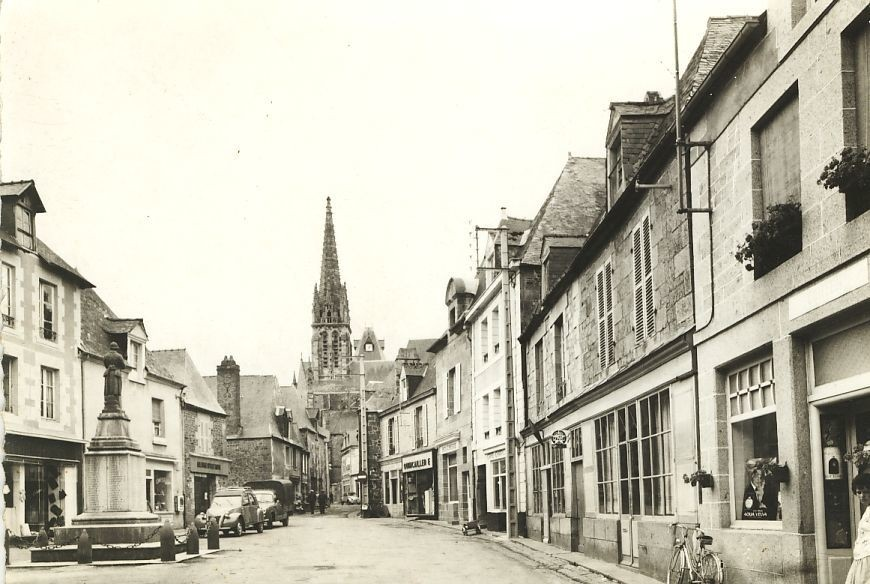
Bazouges-la-Pérouse ː la place du Monument aux morts en 1947 (carte postale).
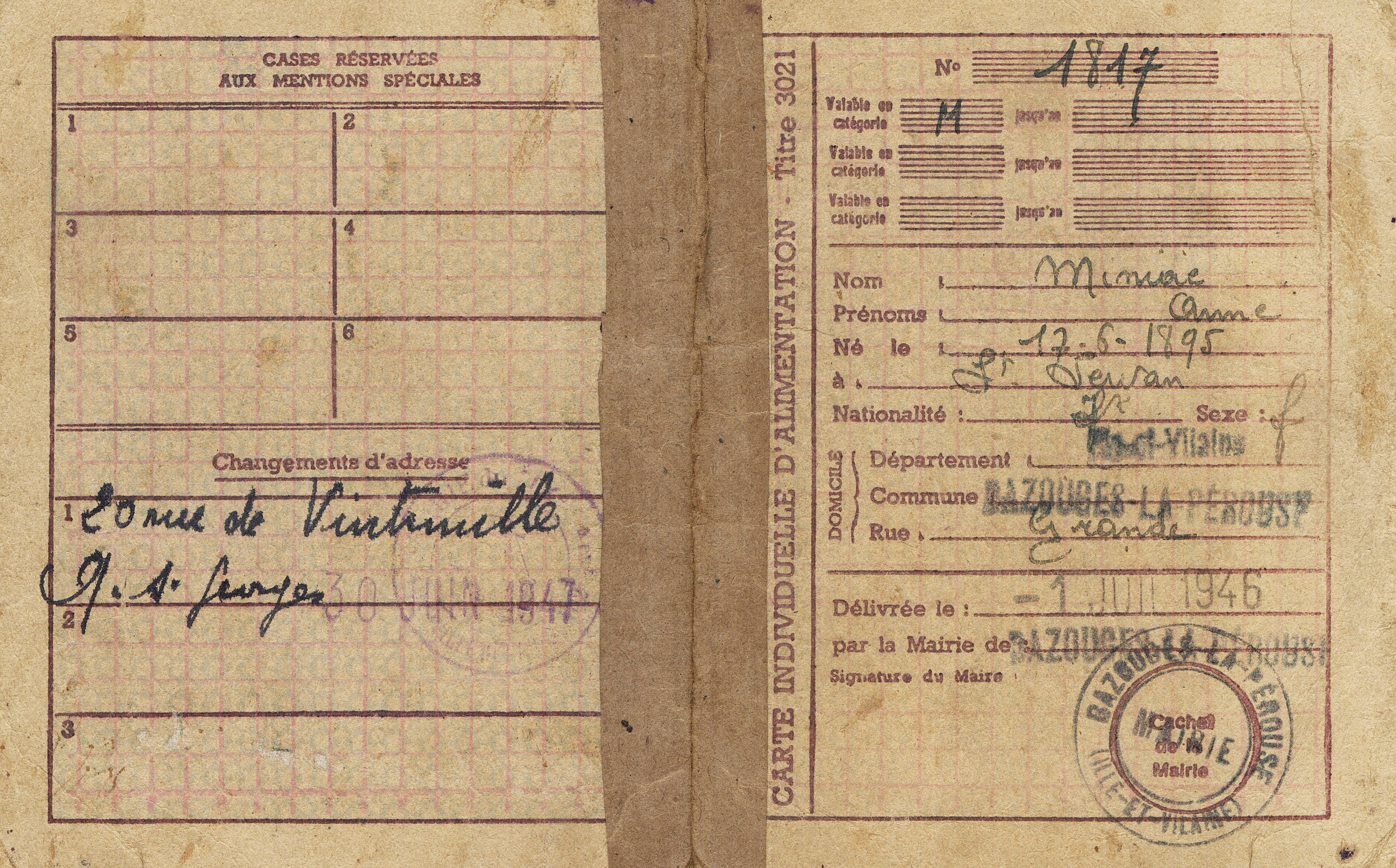
Carte d'alimentation de l'après-guerre à Bazouges-la-Pérouse.

La vie religieuse était toujours intense à Bazouges-la-Pérouse dans la décennie 1950 : par exemple un Congrès eucharistique du diocèse de Rennes, sous la présidence du cardinal Roques, y fut organisé du 14 au 17 mai 1953.
Albert Coquelin est mort pour la France, tué  à l'ennemi le 26 mai 1959, lors de la Guerre d'Algérie.

### LeXXIesiècle

#### Le parc éolien du Bazougeais
Le parc éolien de Bazougeais, composé de quatre éoliennes situées entre Bazouges-la-Pérouse et Noyal-sous-Bazouges (deux éoliennes dans chacune des deux communes), construit par la société Boralex, a été mis en service en mai 2021 ; les éoliennes sont équipées de 4 turbines Vestas V117/3300 d'une puissance de 3 300 kW chacune, et d'un diamètre de 117 mètres, atteignant une puissance nominale totale de 12 000 kW.

## Héraldique
| Blason | Blasonnement : D'argent à trois arbres de sinople, au chef d'azur chargé de trois fleurs de lys d'or. |

## Politique et administration

### Budget et fiscalité 2013
En 2013, le budget de la commune était constitué ainsi :
- total des produits de fonctionnement : 1 298 000 €, soit 678 € par habitant ;
- total des charges de fonctionnement : 1 016 000 €, soit 530 € par habitant ;
- total des ressources d'investissement : 1 175 000 €, soit 613 € par habitant ;
- total des emplois d'investissement : 1 065 000 €, soit 556 € par habitant.
- endettement : 2 064 000 €, soit 1 078 € par habitant.

Avec les taux de fiscalité suivants :
- taxe d'habitation : 10,33 % ;
- taxe foncière sur les propriétés bâties : 12,54 % ;
- taxe foncière sur les propriétés non bâties : 30,01 % ;
- taxe additionnelle à la taxe foncière sur les propriétés non bâties : 0,00 % ;
- cotisation foncière des entreprises : 0,00 %.

## Démographie
L'évolution du nombre d'habitants est connue à travers les recensements de la population effectués dans la commune depuis 1793. Pour les communes de moins de 10 000 habitants, une enquête de recensement portant sur toute la population est réalisée tous les cinq ans, les populations de référence des années intermédiaires étant quant à elles estimées par interpolation ou extrapolation. Pour la commune, le premier recensement exhaustif entrant dans le cadre du nouveau dispositif a été réalisé en 2004.
En 2022, la commune comptait 1 865 habitants, en évolution de +4,42 % par rapport à 2016 (Ille-et-Vilaine : +5,46 %, France hors Mayotte : +2,11 %).
| 1793  | 1800  | 1806  | 1821  | 1831  | 1836  | 1841  | 1846  | 1851  |
| ----- | ----- | ----- | ----- | ----- | ----- | ----- | ----- | ----- |
| 4 038 | 4 034 | 4 400 | 3 880 | 4 500 | 4 075 | 3 923 | 4 176 | 4 245 |

| 1856  | 1861  | 1866  | 1872  | 1876  | 1881  | 1886  | 1891  | 1896  |
| ----- | ----- | ----- | ----- | ----- | ----- | ----- | ----- | ----- |
| 4 243 | 4 234 | 4 252 | 4 160 | 4 164 | 4 041 | 3 941 | 3 819 | 3 638 |

| 1901  | 1906  | 1911  | 1921  | 1926  | 1931  | 1936  | 1946  | 1954  |
| ----- | ----- | ----- | ----- | ----- | ----- | ----- | ----- | ----- |
| 3 578 | 3 548 | 3 350 | 2 839 | 2 804 | 2 739 | 2 677 | 2 525 | 2 464 |

| 1962  | 1968  | 1975  | 1982  | 1990  | 1999  | 2004  | 2006  | 2009  |
| ----- | ----- | ----- | ----- | ----- | ----- | ----- | ----- | ----- |
| 2 269 | 2 055 | 1 999 | 2 029 | 1 951 | 1 854 | 1 847 | 1 840 | 1 880 |

| 2014  | 2019  | 2022  | - | - | - | - | - | - |
| ----- | ----- | ----- | - | - | - | - | - | - |
| 1 793 | 1 856 | 1 865 | - | - | - | - | - | - |

## Économie
Le village est le siège de la société Riaux, spécialisée dans la fabrication d'escalier. Créée en 1977, cette société employait, en 2012, 230 salariés pour un chiffre d'affaires de 24 millions d'euros.

## Culture et patrimoine
Bazouges est un ancien village perché sur une butte, ce qui en a toujours fait un lieu touristique prisé. Depuis les années 1970, de nombreux artisans et artistes se sont installés dans les maisons anciennes autour de la place et alentours, attirant les touristes. Depuis le milieu des années 1990, ces artisans quittent leurs échoppes et la ville se désertifie. Dans ces mêmes années s'installait une association officielle d'Art contemporain : « Le Village, site d'expérimentation artistique », rebaptisé en Superflux en 2022.
Il a été l'un des lieux de tournage principaux du téléfilm Rendez-vous avec le crime de Méliane Marcaggi (2022).

### Lieux et monuments
La commune abrite trois monuments historiques :
- Château de la Ballue, XVIIe siècle, le bâtiment et ses jardins, recréés de 1973 à 1977 par François Hébert-Stevens et Paul Maymond, ont été inscrits monument historique par arrêté du 11 juin 1999[97].

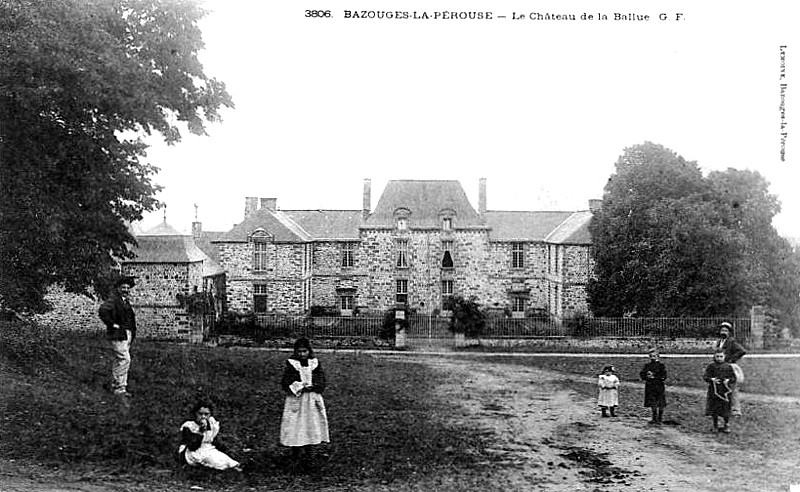
Le château de la Ballue vers 1925 (carte postale).
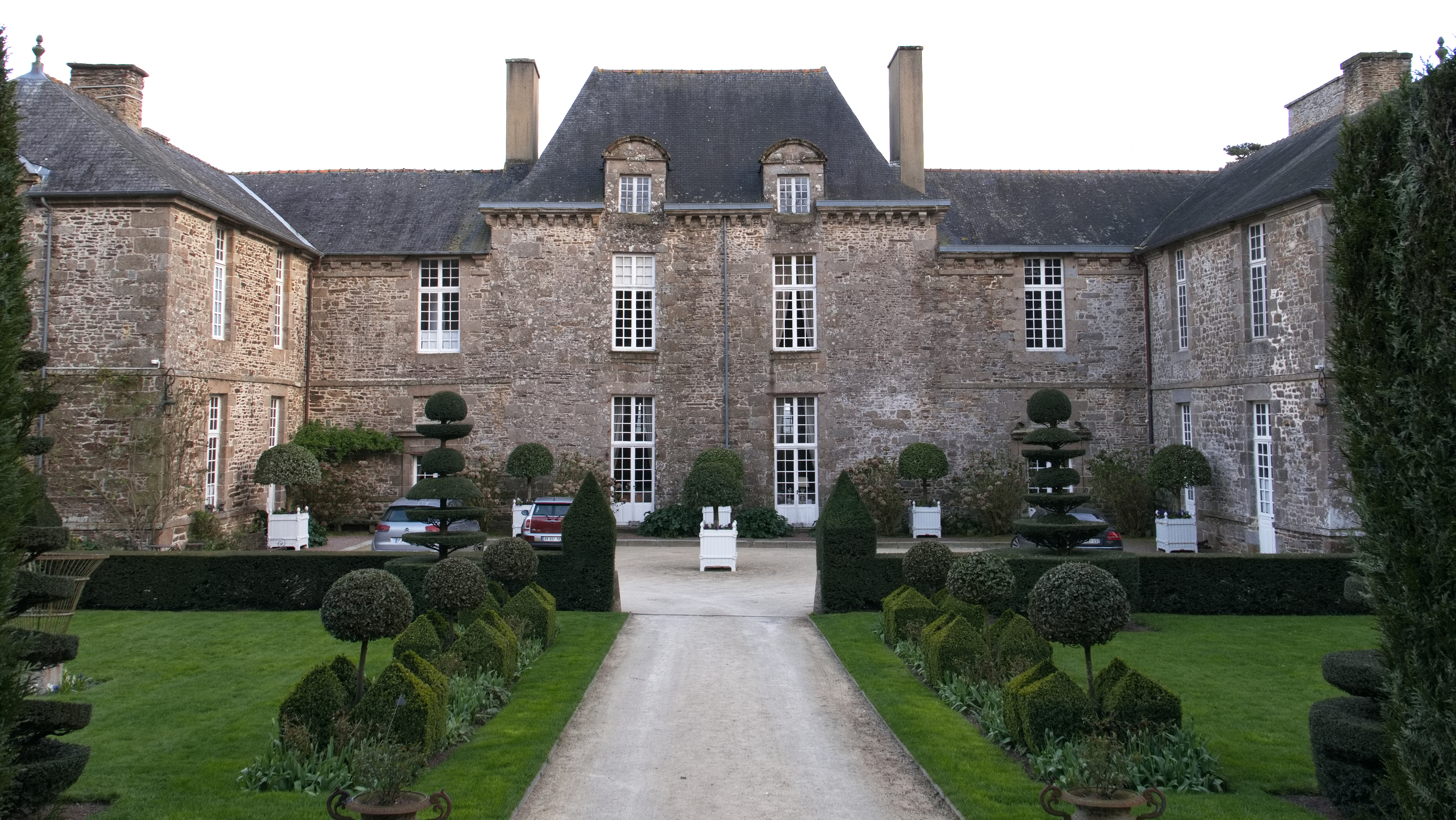
Le château de la Ballue : façade sud.
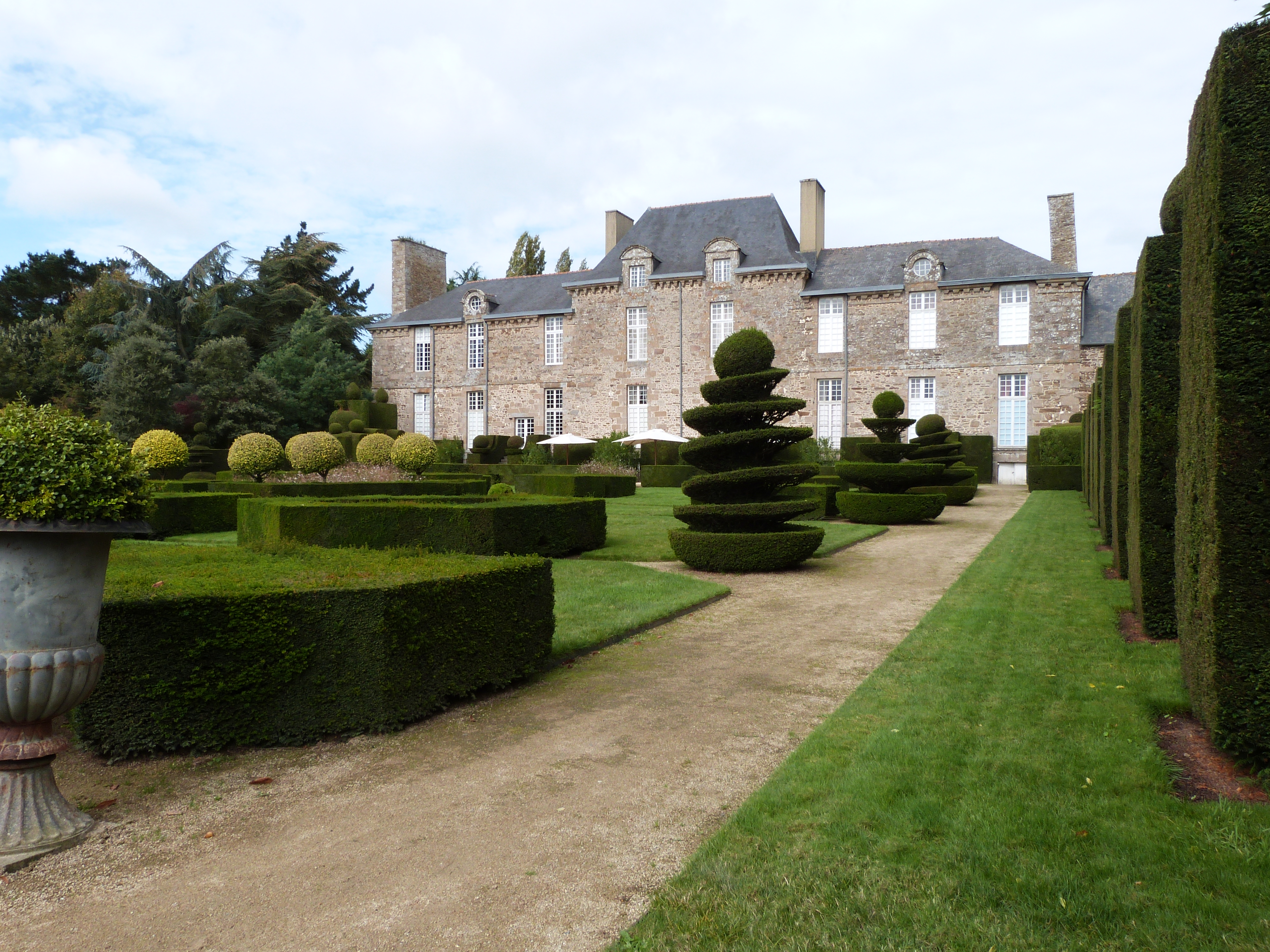
Façade sud du château et jardin de François Hébert-Stevens.
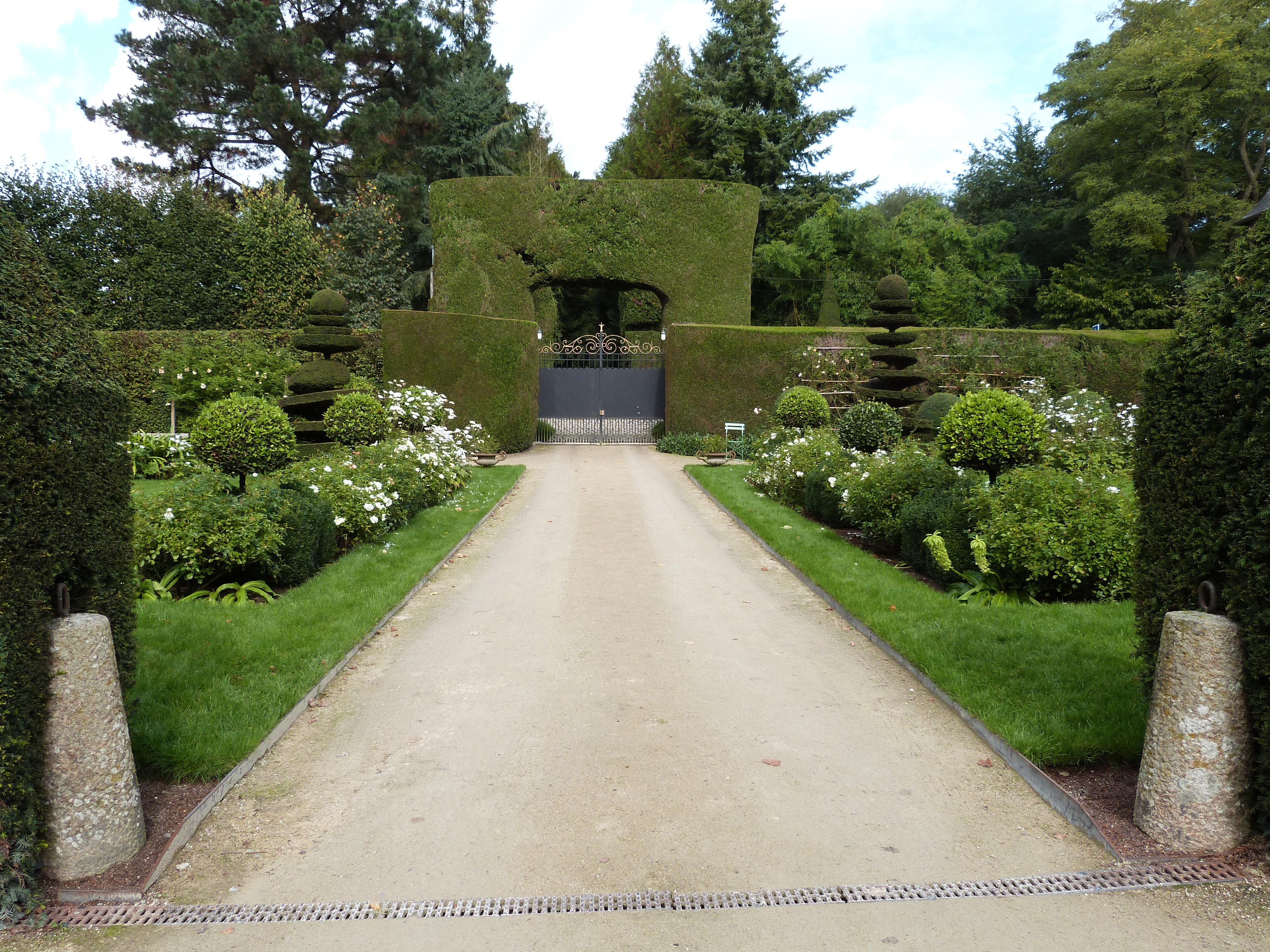
Portail et allée d'accès au château.
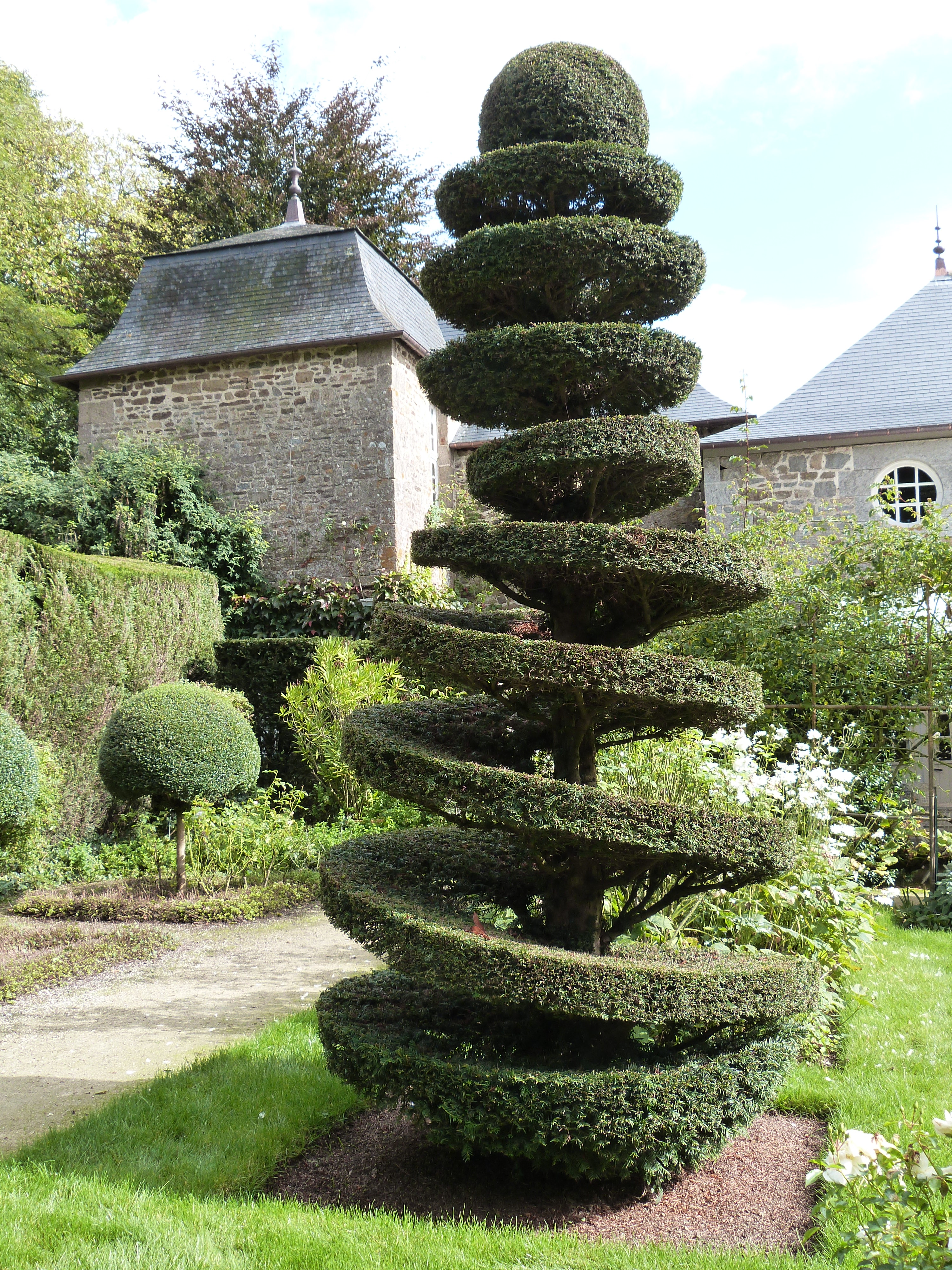
Sculpture végétale dans le parc du château.

- Une maison datée de 1604 et située sur la place de la Poterie est inscrite par arrêté du 4 janvier 1934[98].
- Une maison à encorbellement du XVIIe siècle, située rue de l'Église, est inscrite par arrêté du 11 octobre 1930[99].

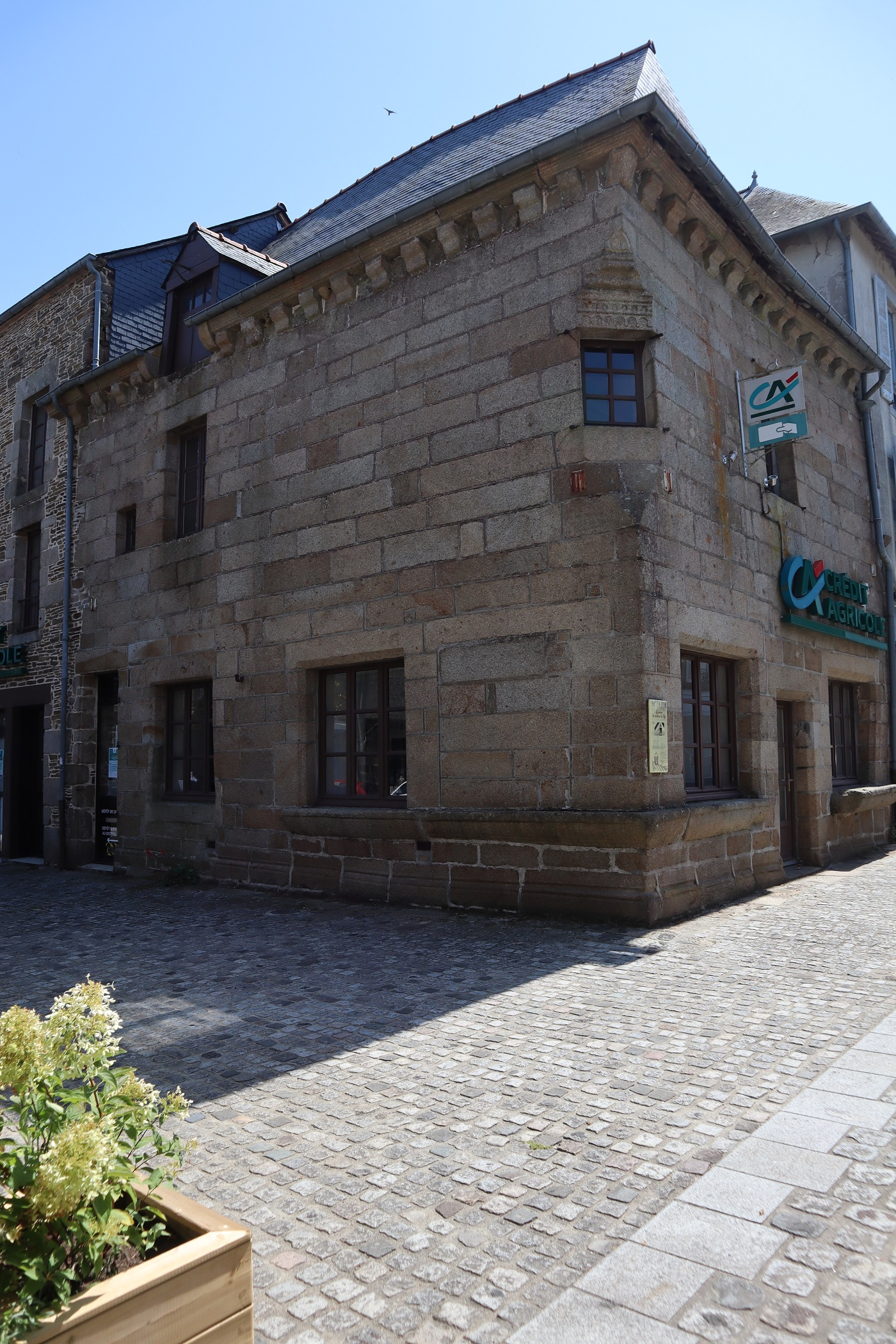
Maison ancienne, place de la Poterie.
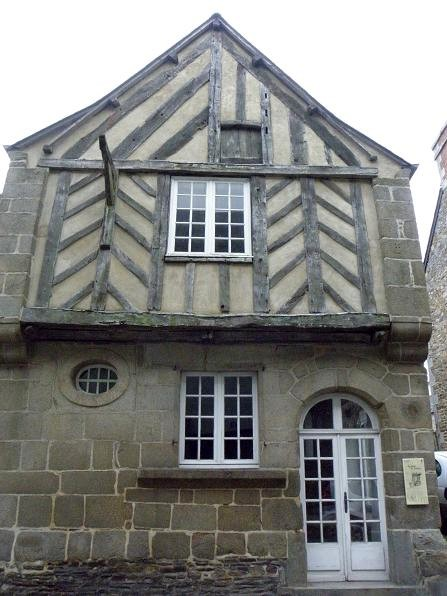
Maison ancienne, rue de l'église.
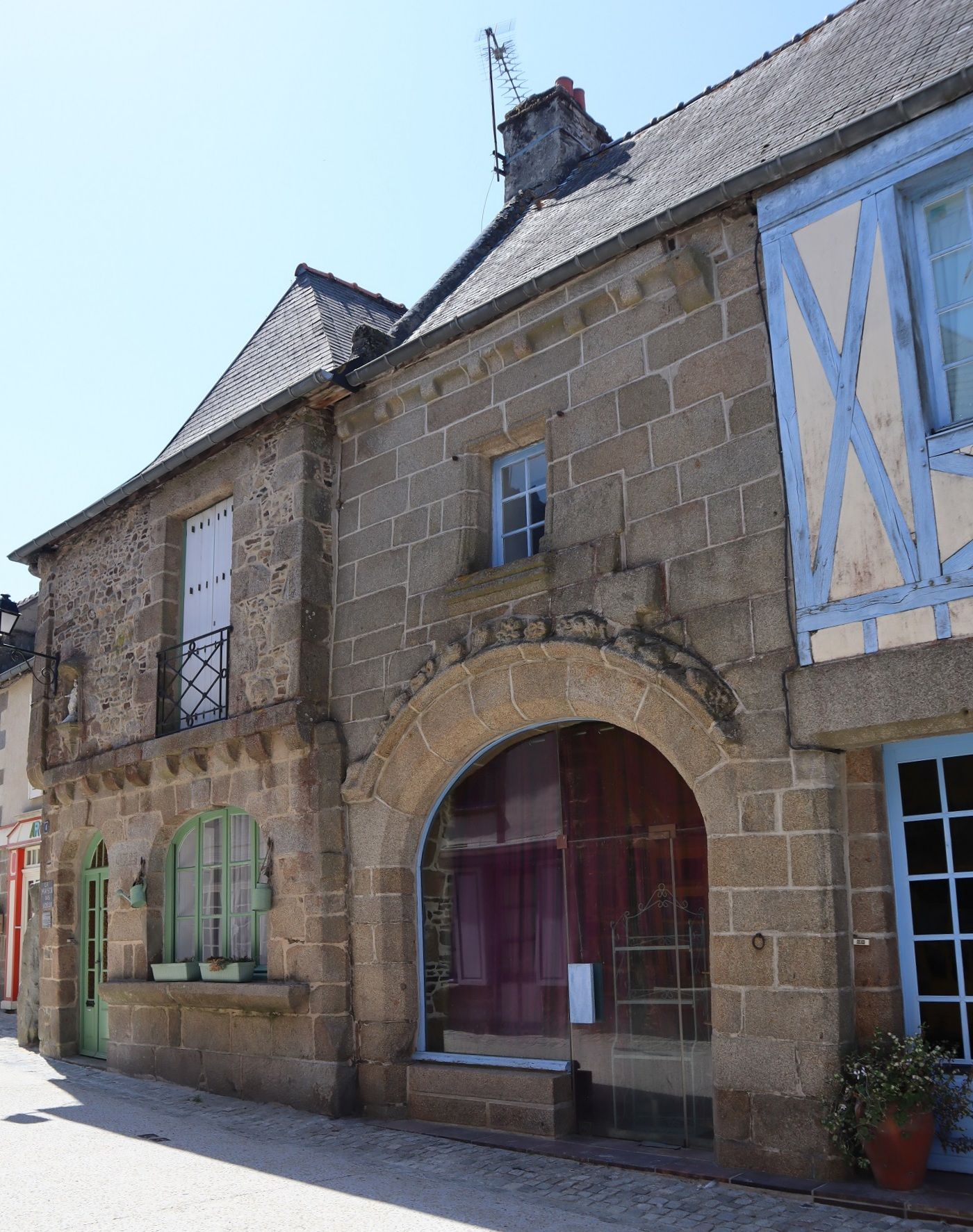
Maison du 1, rue de l'église.

Autres sites et monuments notables :
- Église prieurale Saint-Pierre-et-Saint-Paul[100] : l'ancienne double église, désaffectée et pillée durant la Révolution française, incommode d'accès, trop vaste et d'un entretien trop coûteux, a été entièrement remaniée entre 1844 et 1859 par l'architecte Jean-Marie Anger de la Loriais dans un style néo-gothique[101] ; puis Arthur Regnault a construit un clocher supplémentaire entre 1882 et 1885. Elle a conservé un vitrail de 1574 représentant des scènes de la vie du Christ et de la Vierge, classé le 25 octobre 1919[102]. Le soutien de la Fondation du patrimoine[103] a permis la restauration (achevée  en 2017) de l'église ; quatre statues en bois, restaurées (celles de saint Claude (XVIIe siècle), saint Étienne (XVIIe siècle), un saint Évêque (XVIe siècle) et une Piéta du XVIIe siècle), qui ont été classées monuments historiques en 2022[104]. L'église possède un abondant patrimoine d'objets religieux[105] ;
  - Orgue de chœur de 1889 de l'église Saint-Pierre-Saint-Paul des facteurs d'orgues Debierre Louis et Beuchet Joseph[106],[107].
  - La Vierge à l'Enfant. Elle a été créée au XIXe siècle. Elle est en bronze et argent. Elle porte son fils à droite[108].

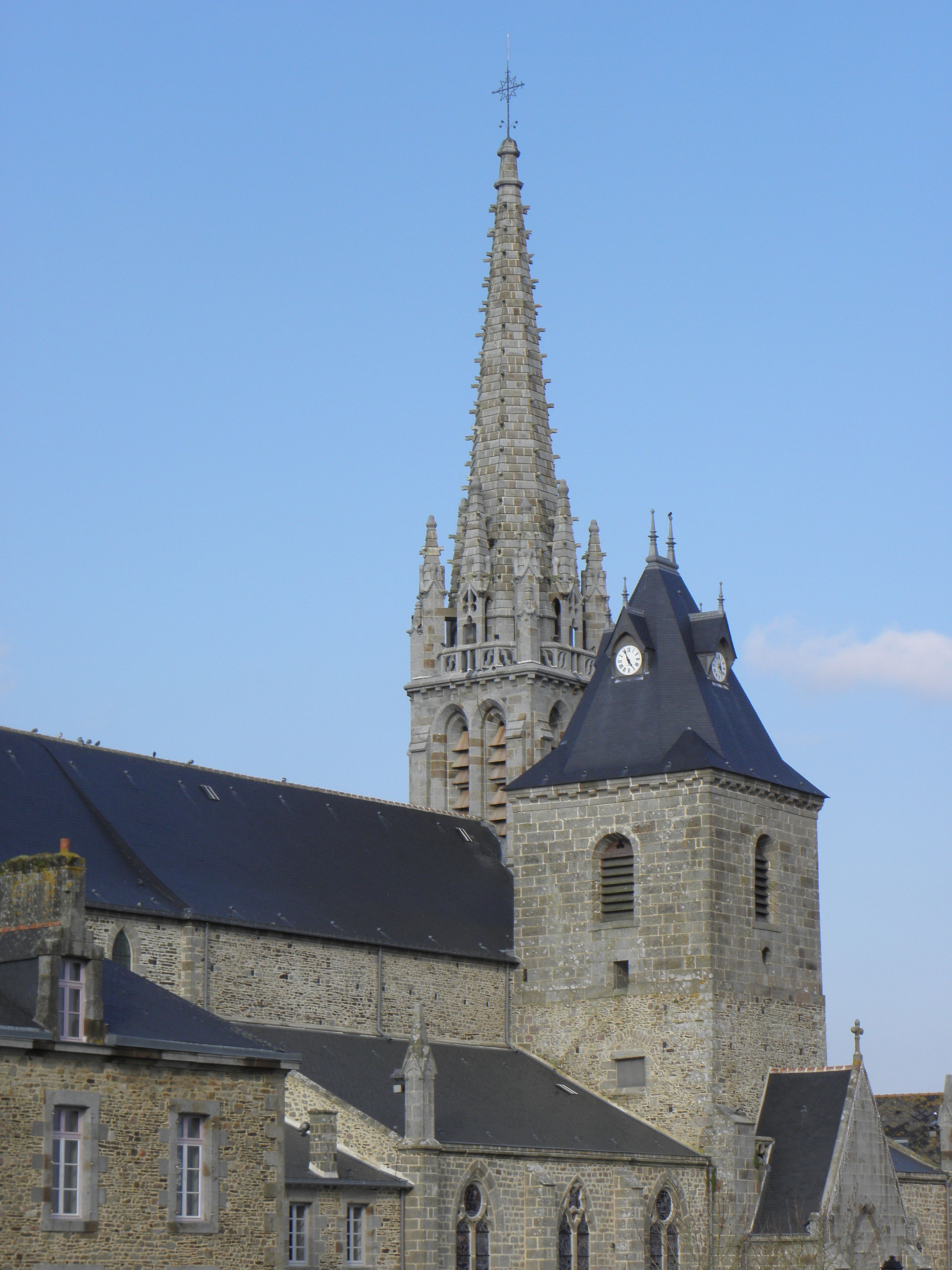
Vue extérieure d'ensemble.
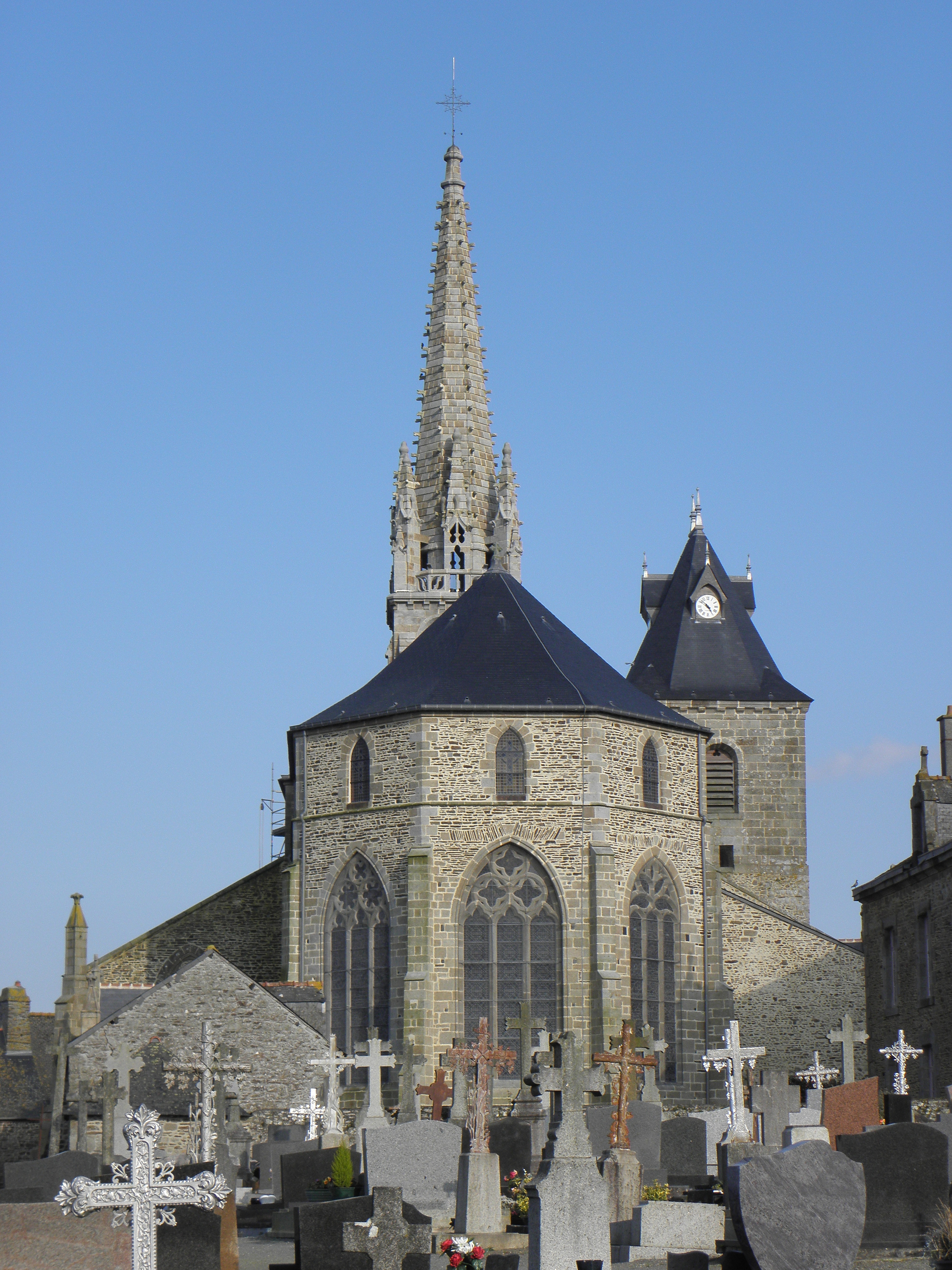
Le chevet.
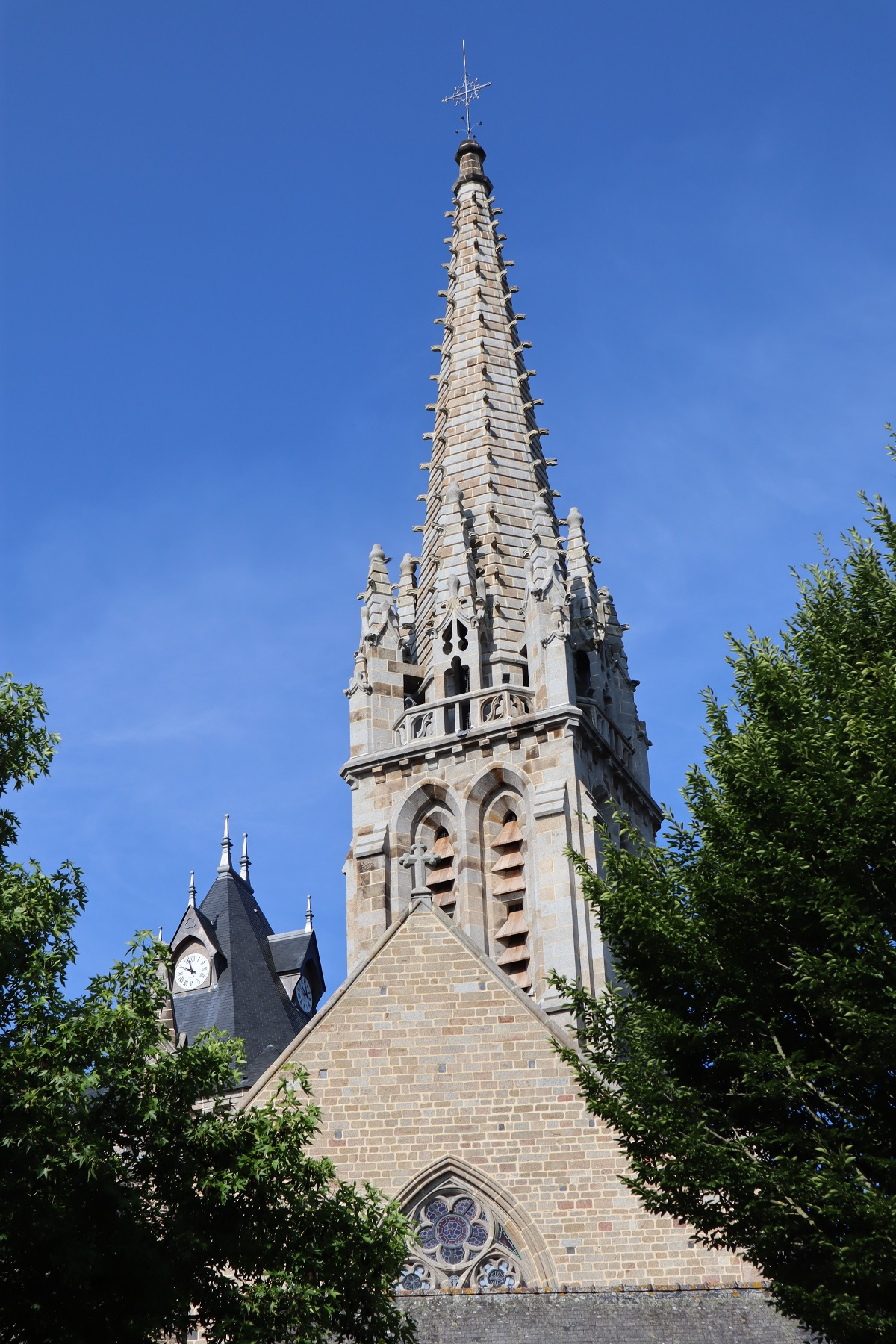
Le clocher.
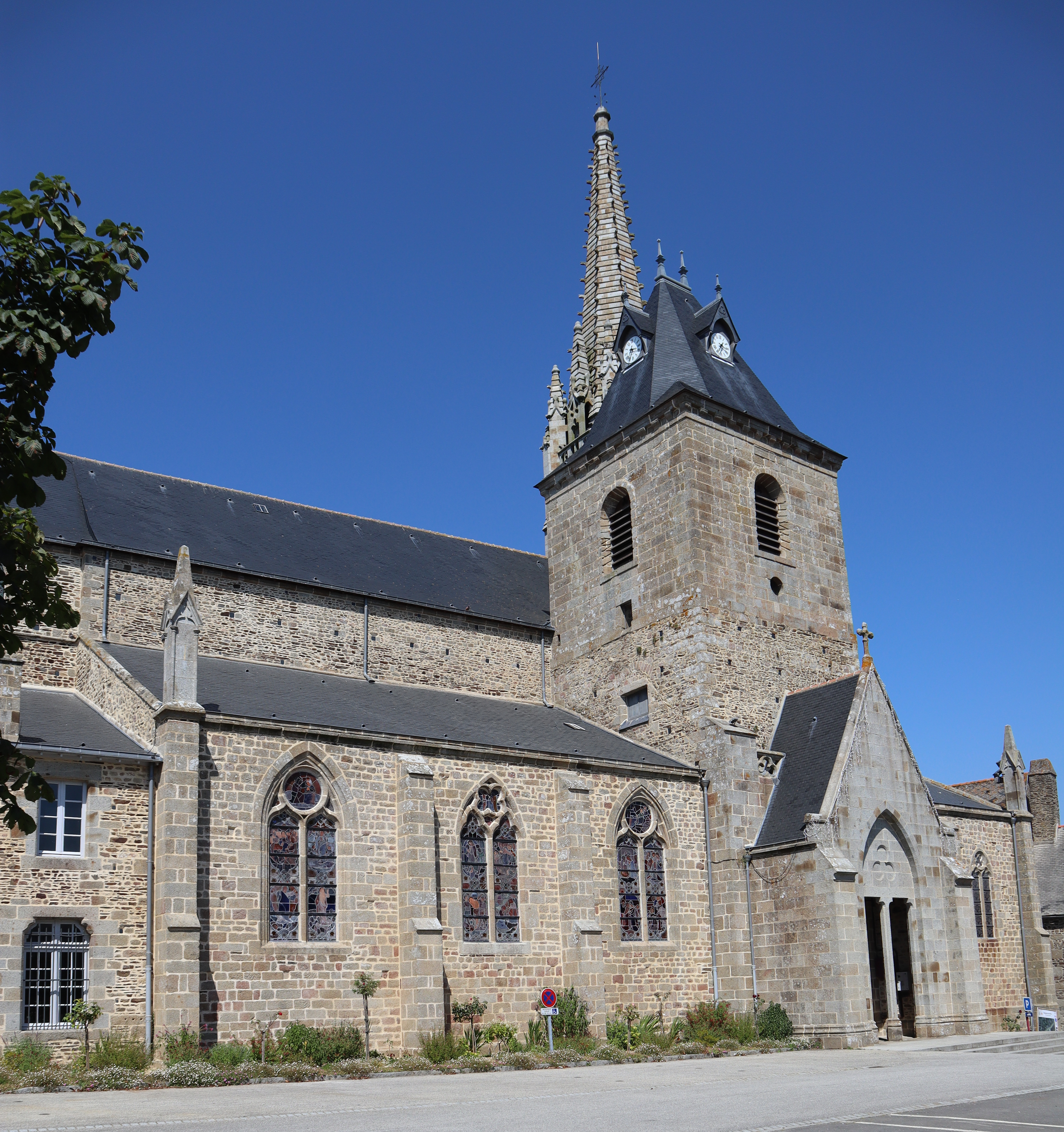
Flanc sud.

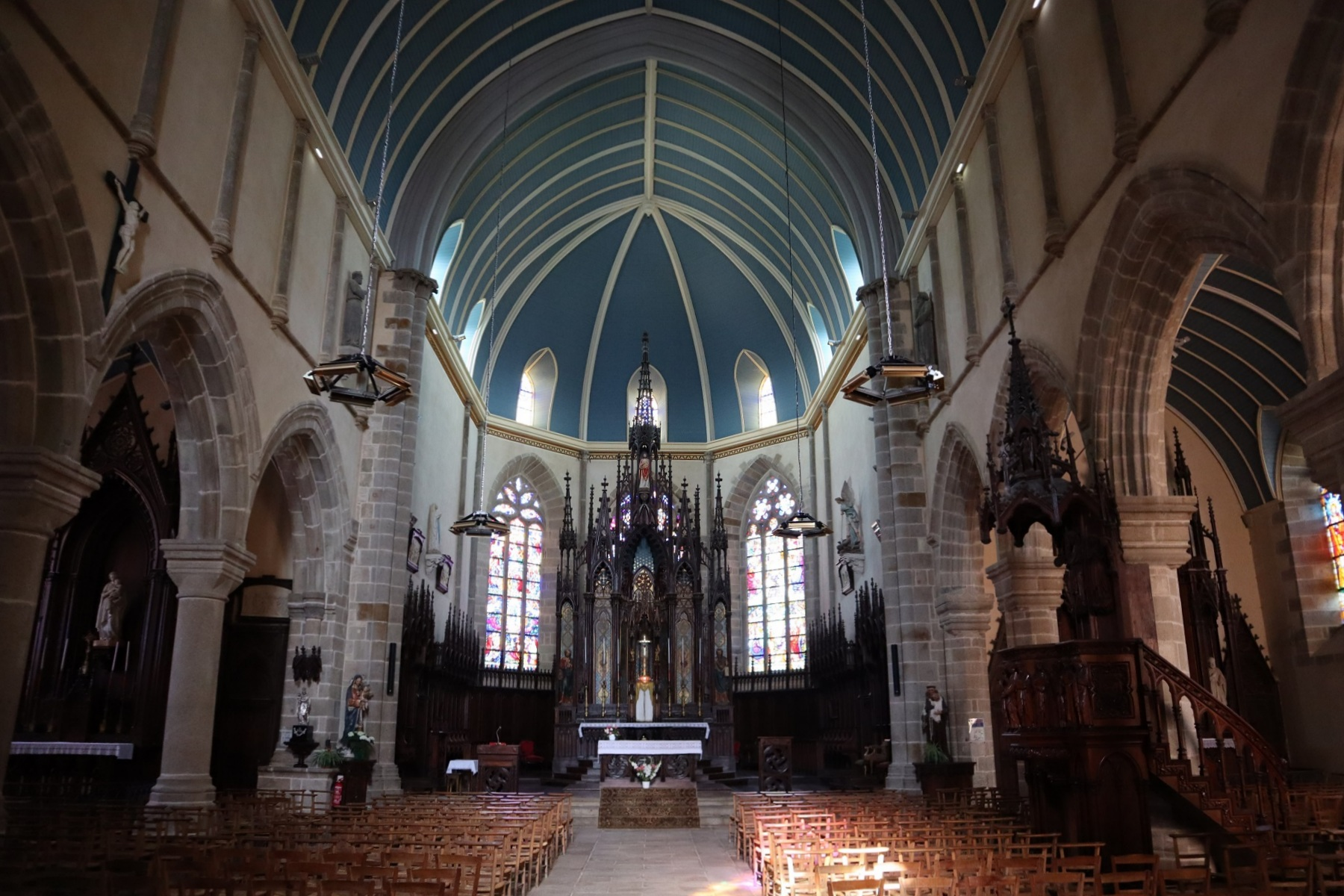
Vue intérieure d'ensemble.
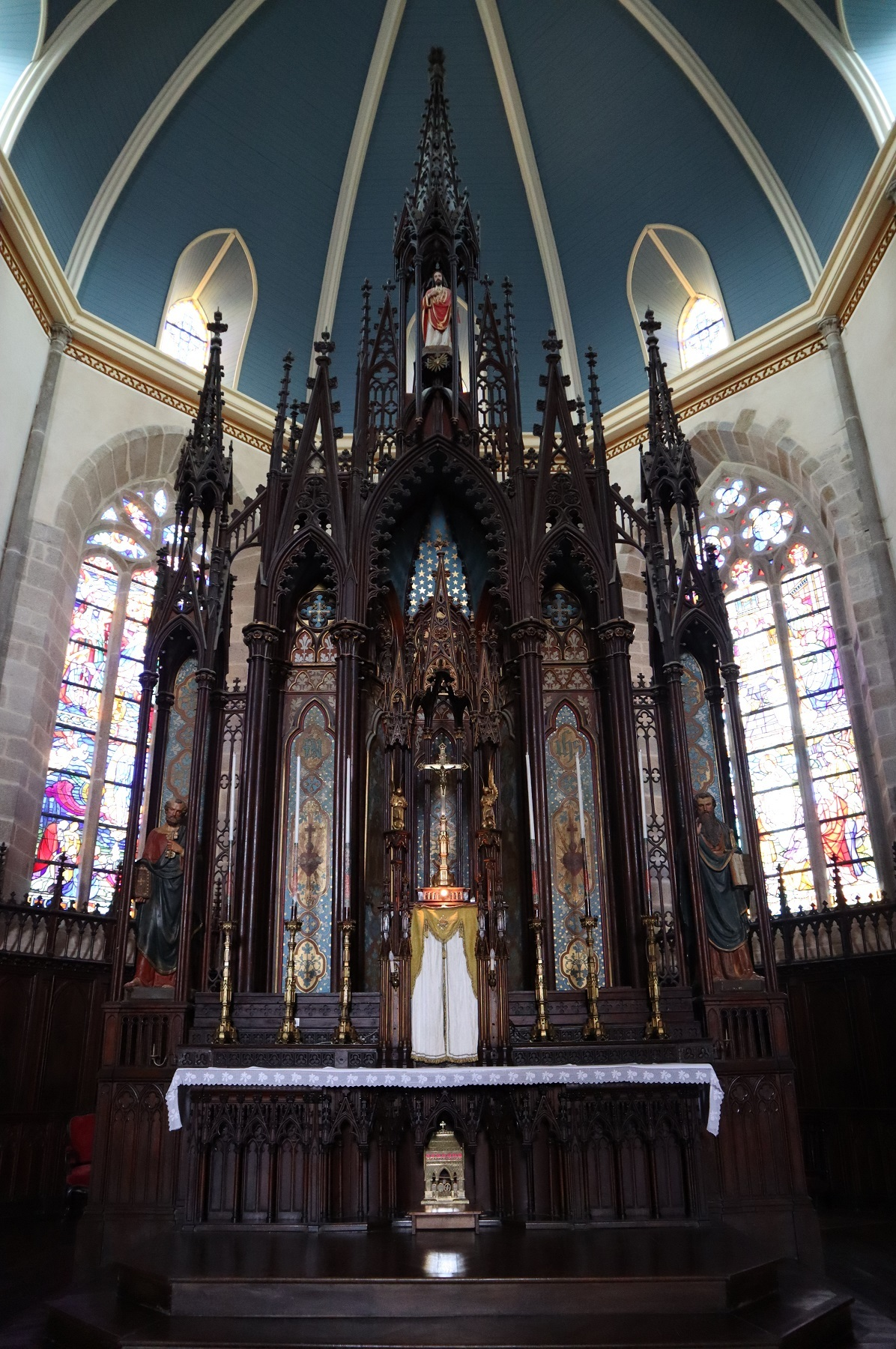
Le maître-autel.
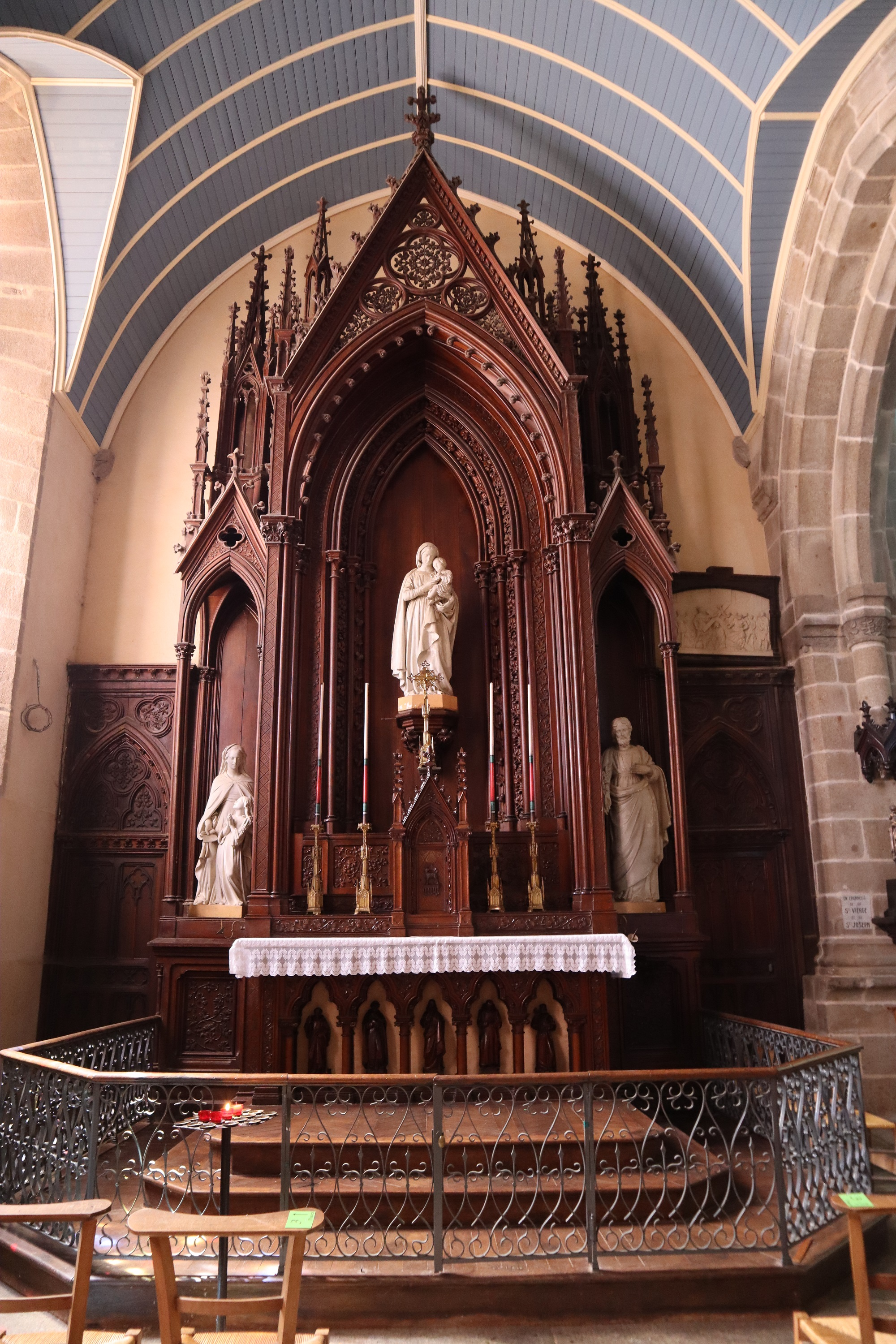
Autel et retable de la Vierge.
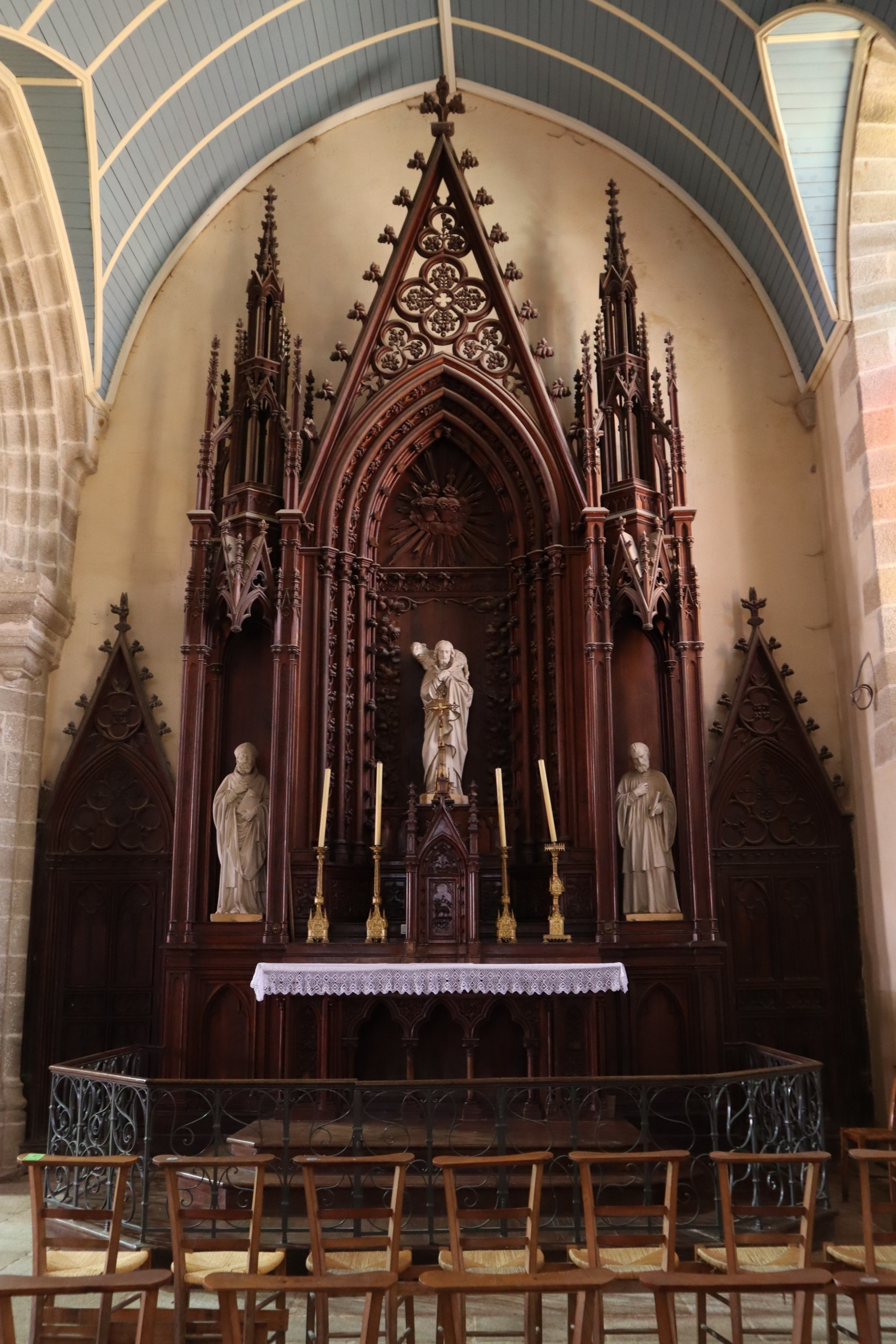
Autel et retable du Bon Pasteur.
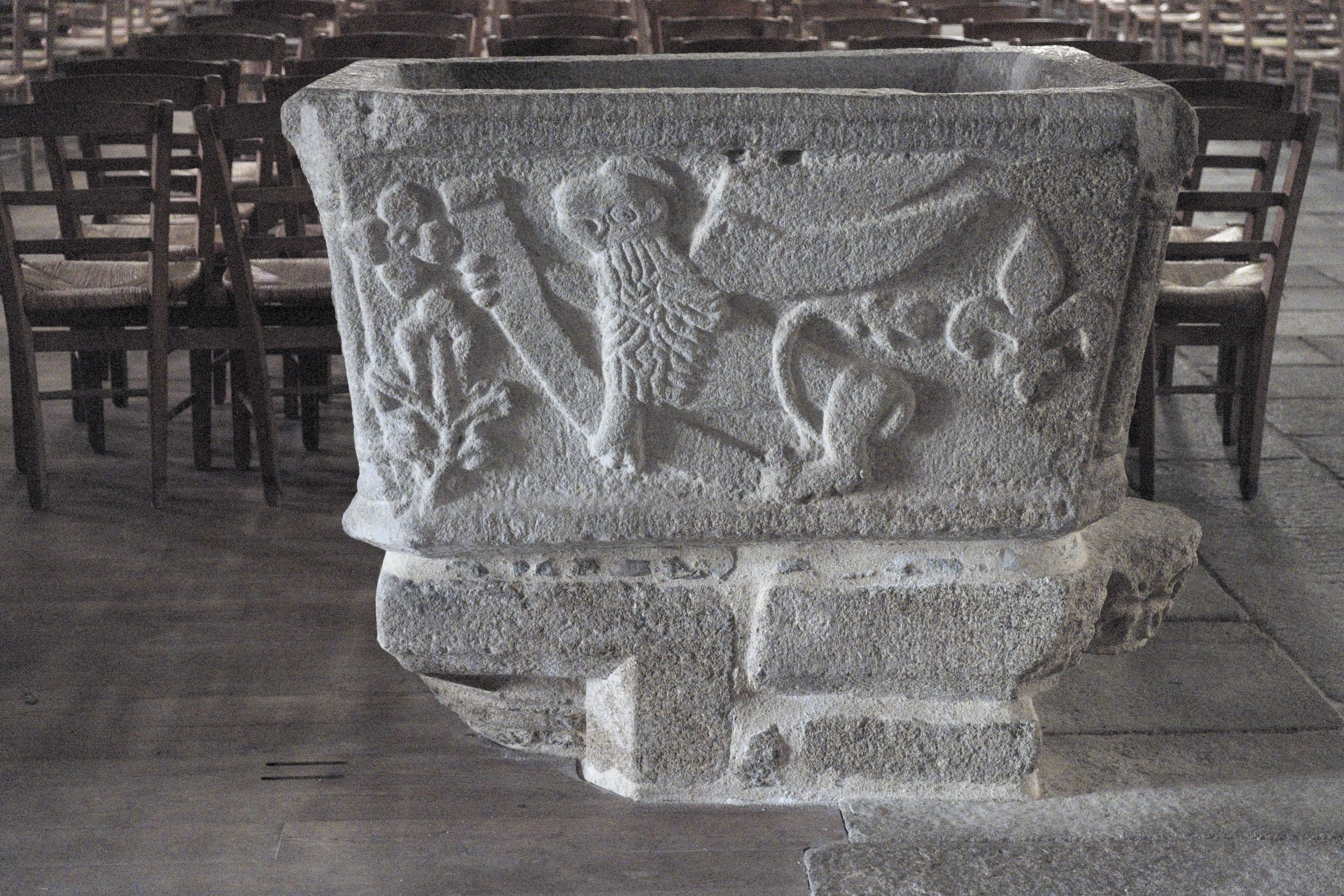
Fonts baptismaux.
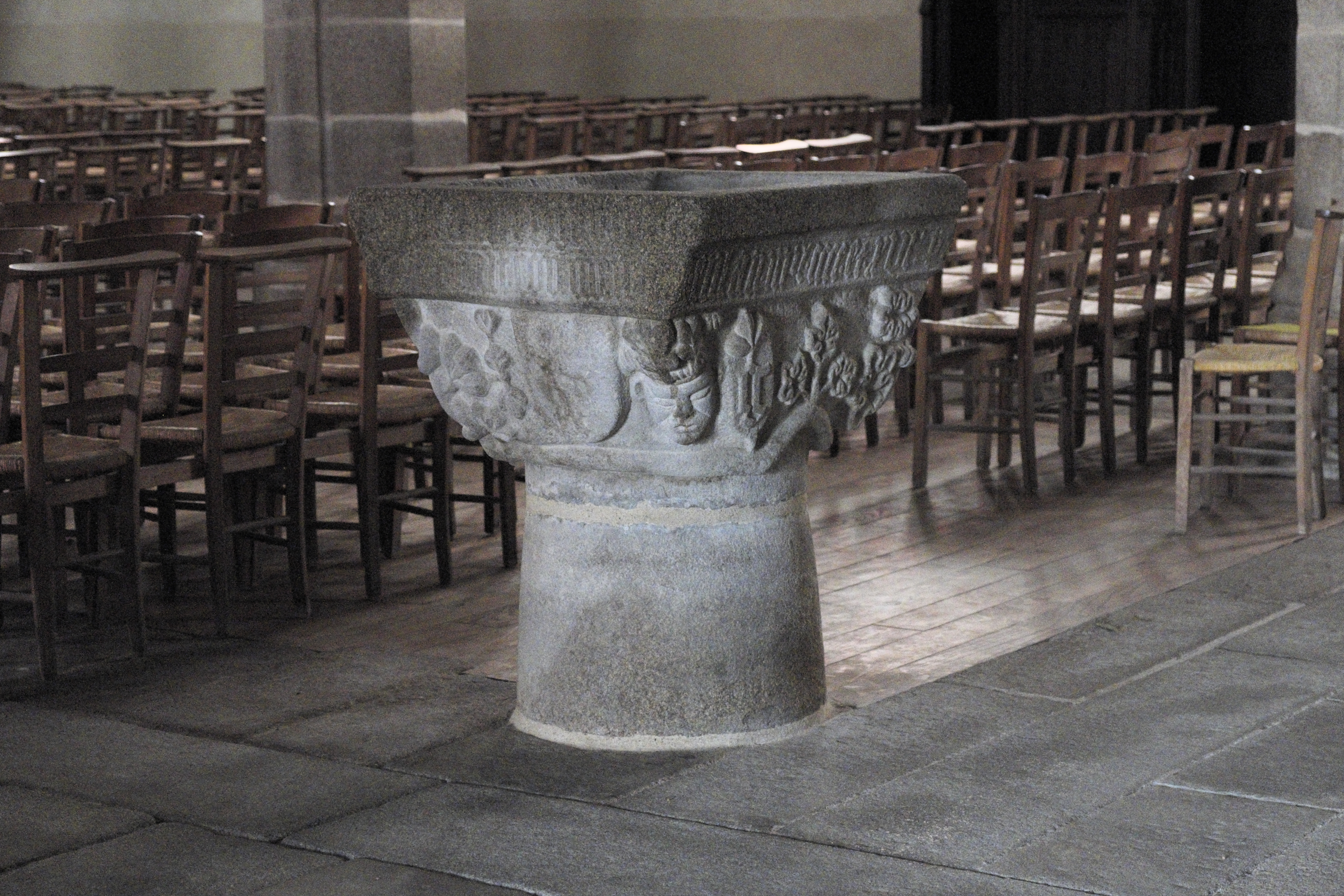
Bénitier.
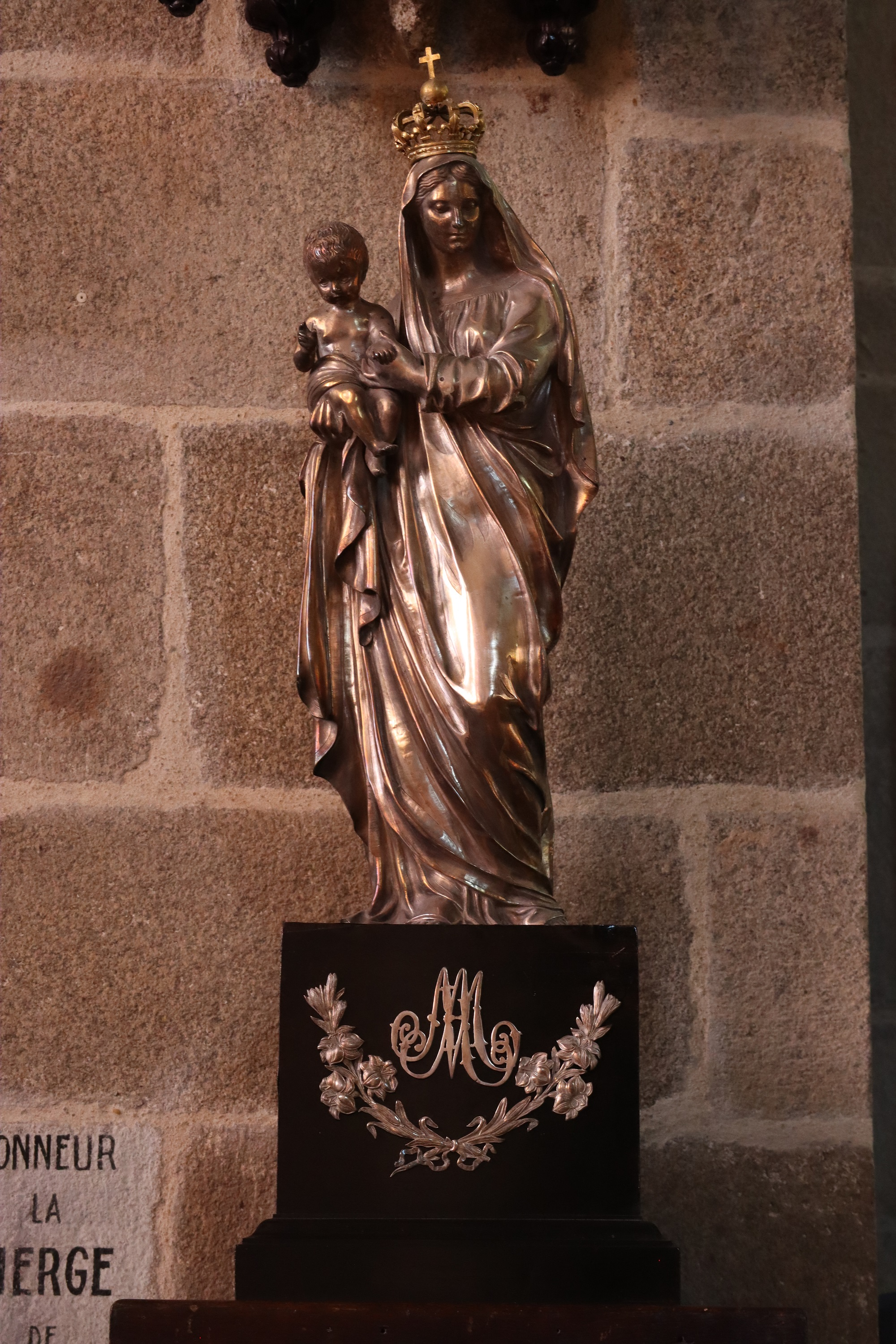
Vierge à l'Enfant.
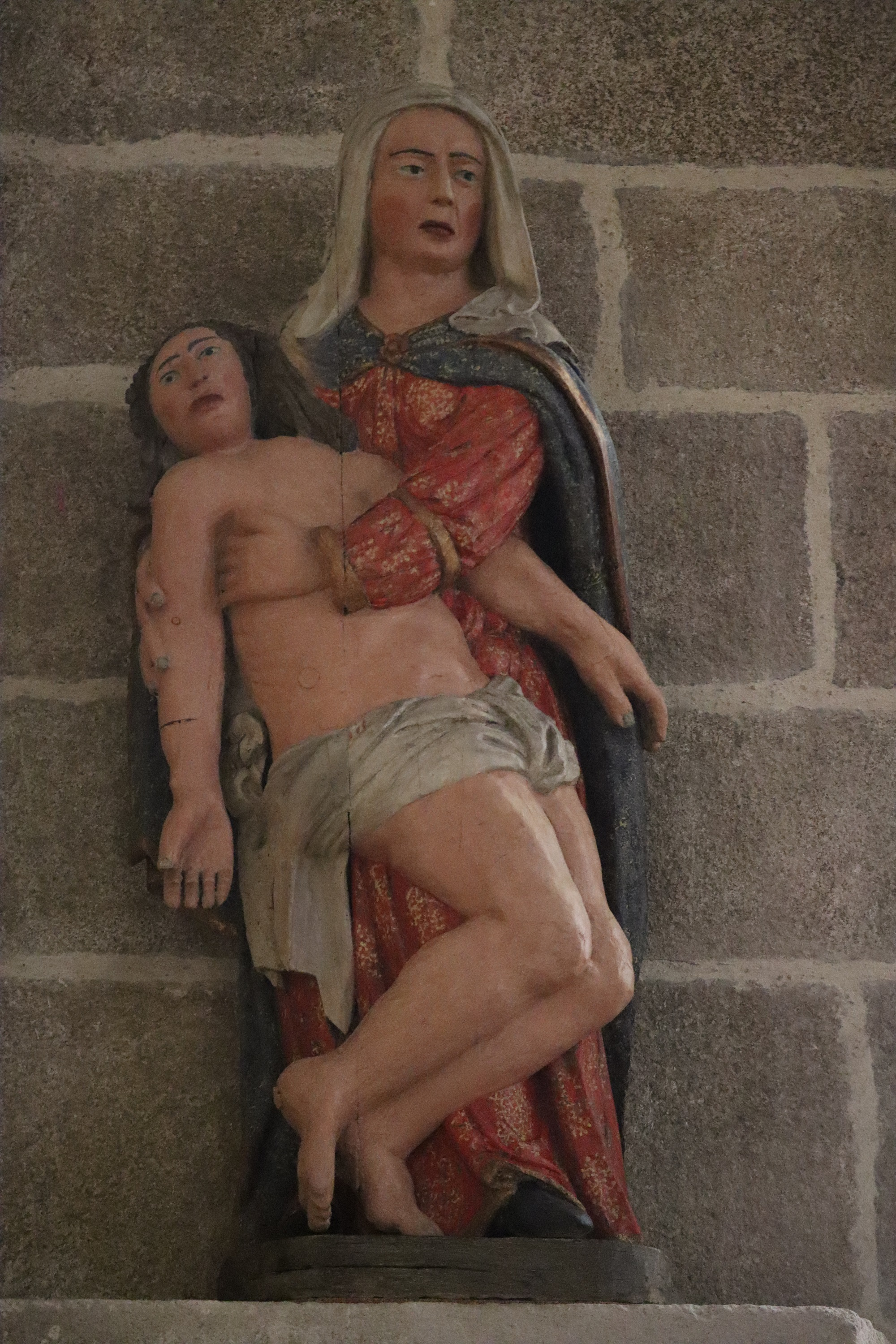
Vierge de pitié.
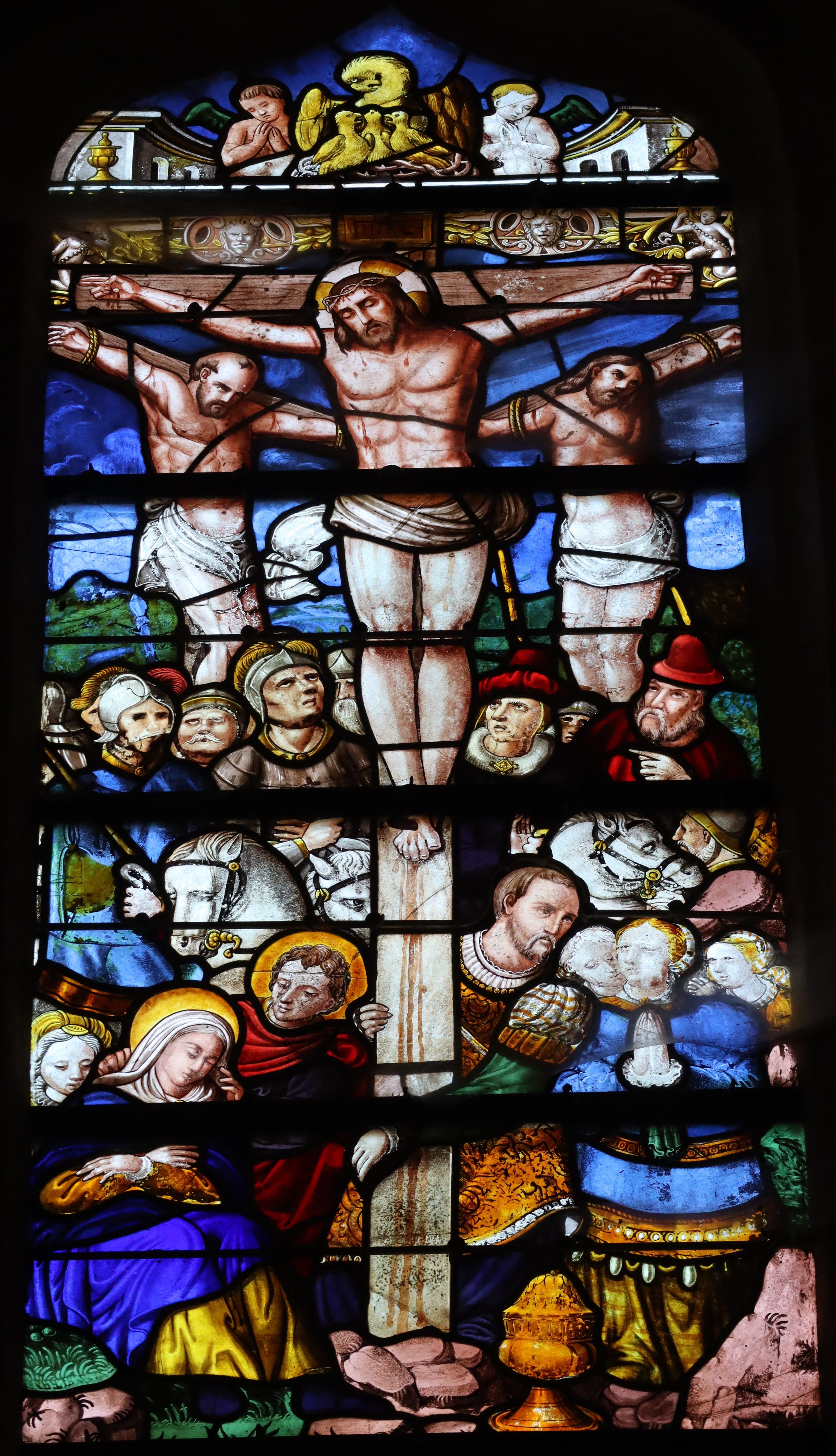
Un des vitraux de la Vie du Christ.

- La chapelle du cimetière (2e moitié du XIXe siècle) : plusieurs recteurs de la paroisse y sont inhumés[109] ;

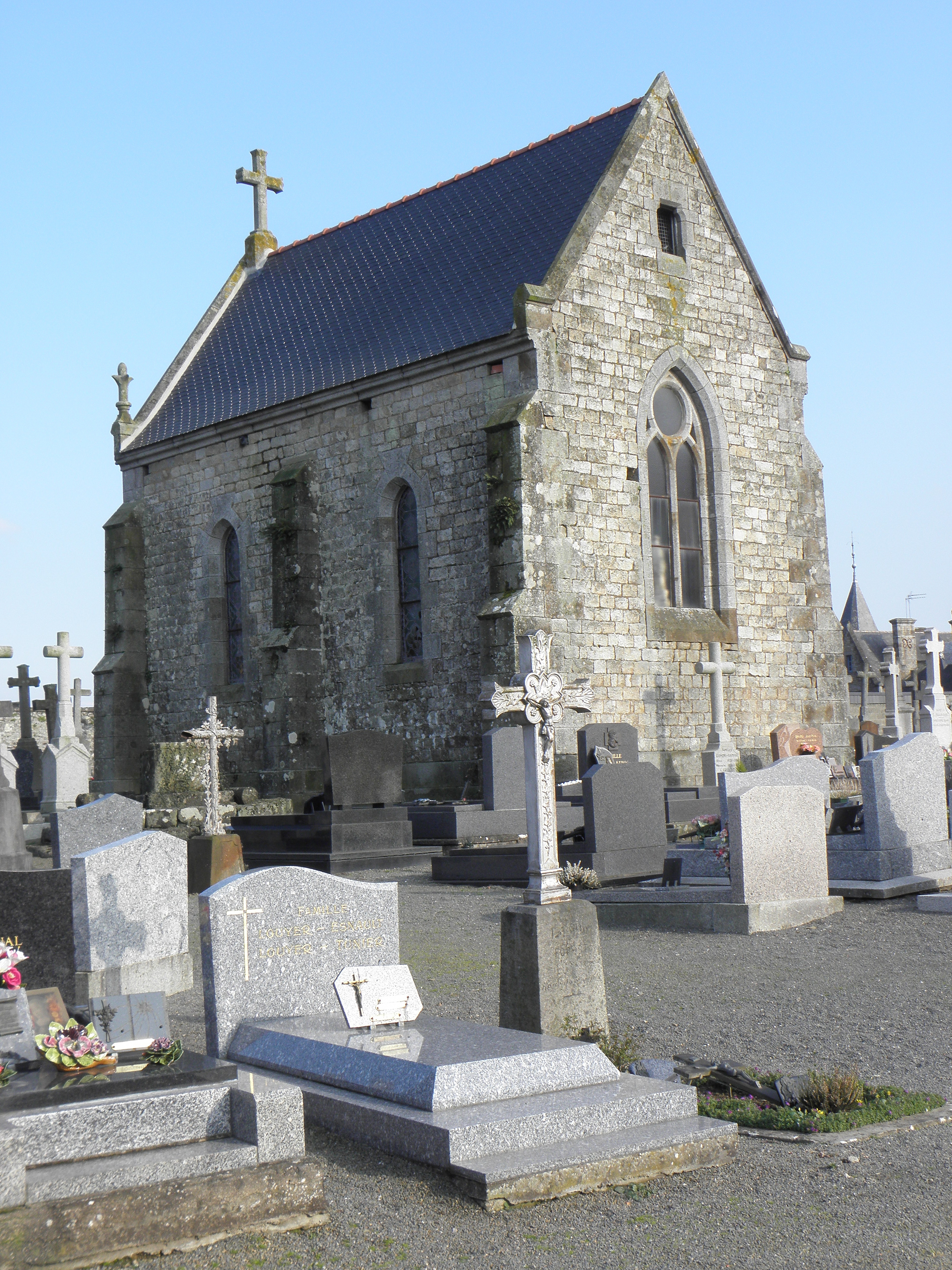
Chapelle du cimetière vue du nord-ouest.
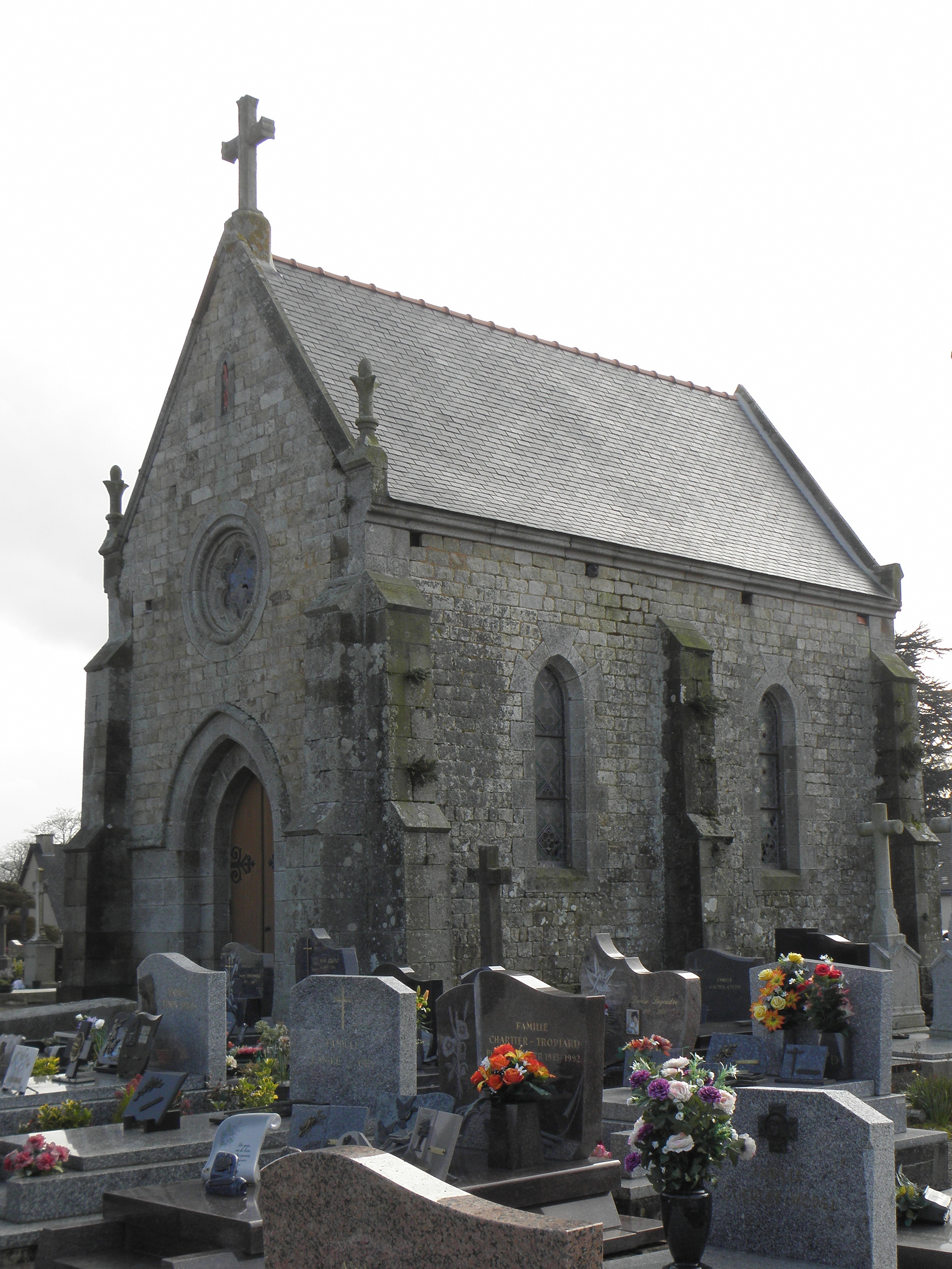
Chapelle du cimetière vue du nord-est.

- La chapelle de la Trinité (XVIIe siècle)[110].
- De nombreuses croix monumentales (45 au moins ont été identifiées)[111]
- Menhir  (pierre dressée préhistorique) en bordure de la route menant à Cuguen. Il date du Néolithique (2 000 à 5 000 ans av. J.-C.)[112]et est probablement le plus ancien monument de la commune.
- Borne milliaire gallo-romaine, elle est en granite et mesure environ 160 cm de haut[113]. À l'origine elle devait se trouver au bord d'une voie romaine (celle de Rennes à Avranches) dont elle permettait de connaître la distance jusqu'à la prochaine étape. Selon une tradition locale, elle aurait été placée au centre d'un carrefour où convergeaient sept chemins. Dans la région il en reste peu.
- Rocher du Gros Chêne dit aussi «Pierre du Sacrifice»[114]. Il existe de nombreuses hypothèses sur le rocher qui est l'objet de légendes et de superstitions diverses. Parmi celles-ci, l'idée qu'il s'agirait d'une pierre de sacrifice et qu'on y aurait égorgé des victimes humaines. On pense aujourd'hui que les gravures (cupules et rigoles) de ces pierres du sacrifice ont été faites par les hommes du néolithique. Mais on ne peut qu'émettre des hypothèses sur l'usage que l'on en faisait.
- La maison des Pendus a une façade de pierre restaurée[115]. Elle conserve dix têtes d'hommes et de femmes sculptées avec des expressions diverses comme des grimaces qui narguent les passant.

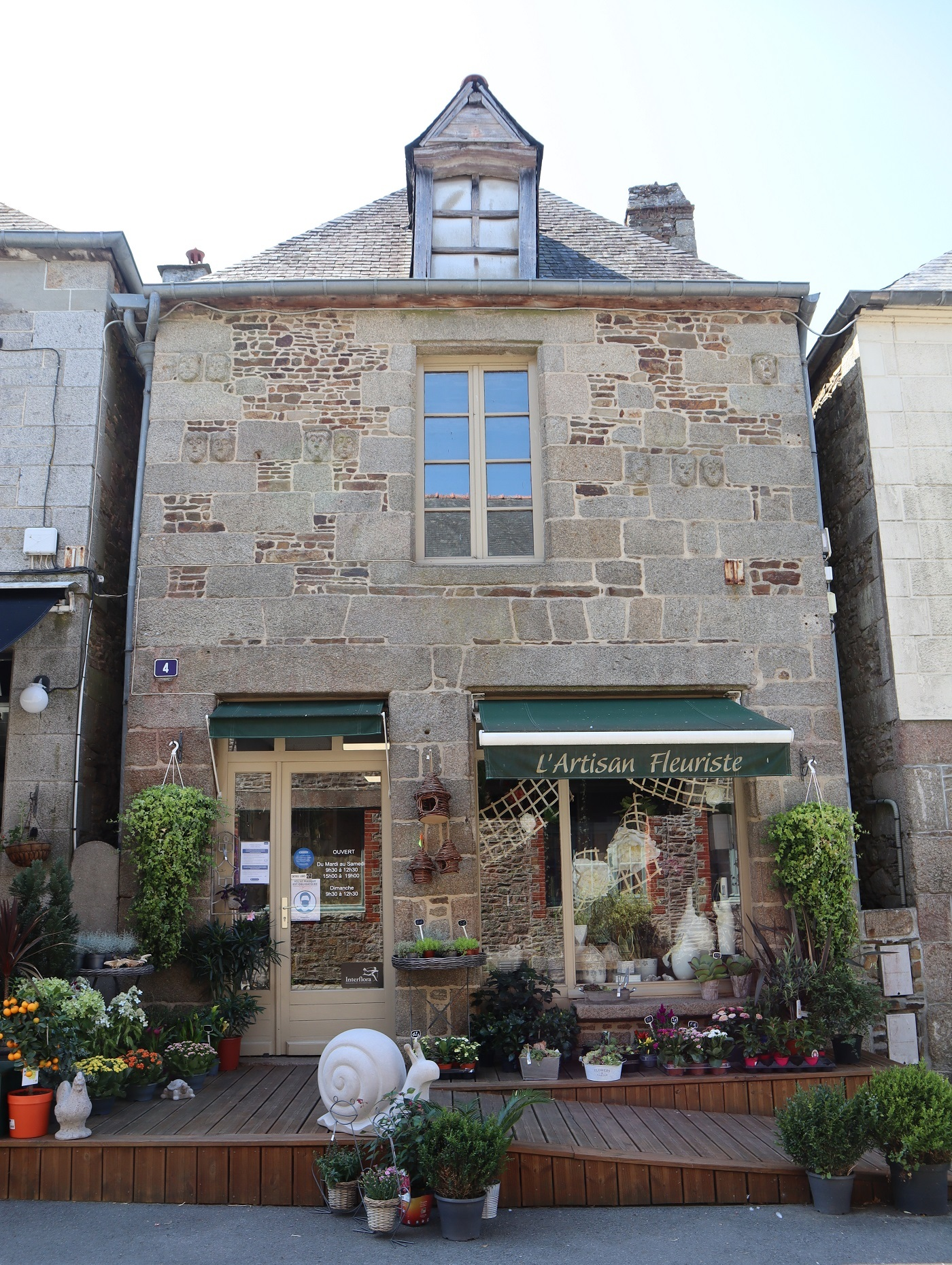
Maison des pendus : la façade.
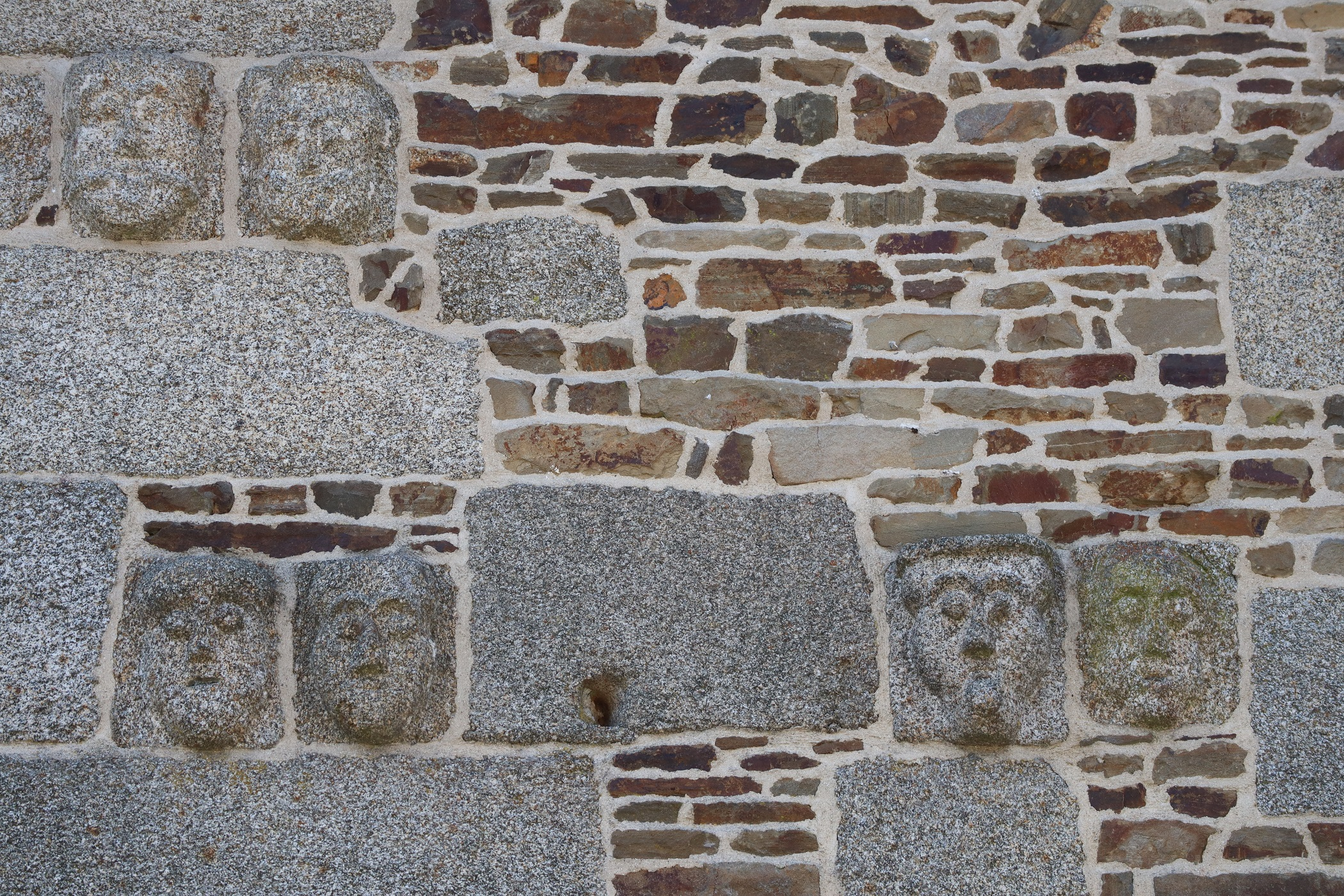
Maison des pendus : la façade (détail).

- Autres maisons anciennes.

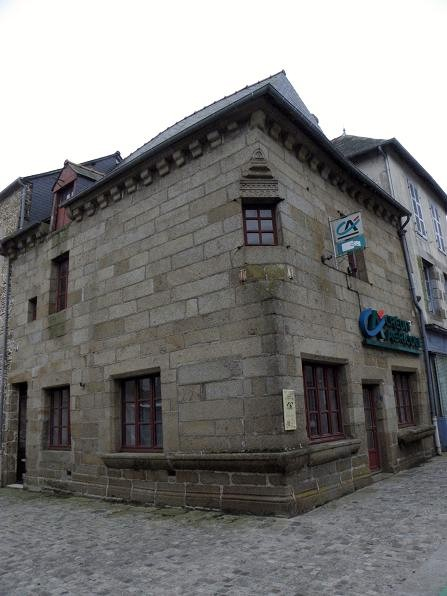
La Maison du procureur.
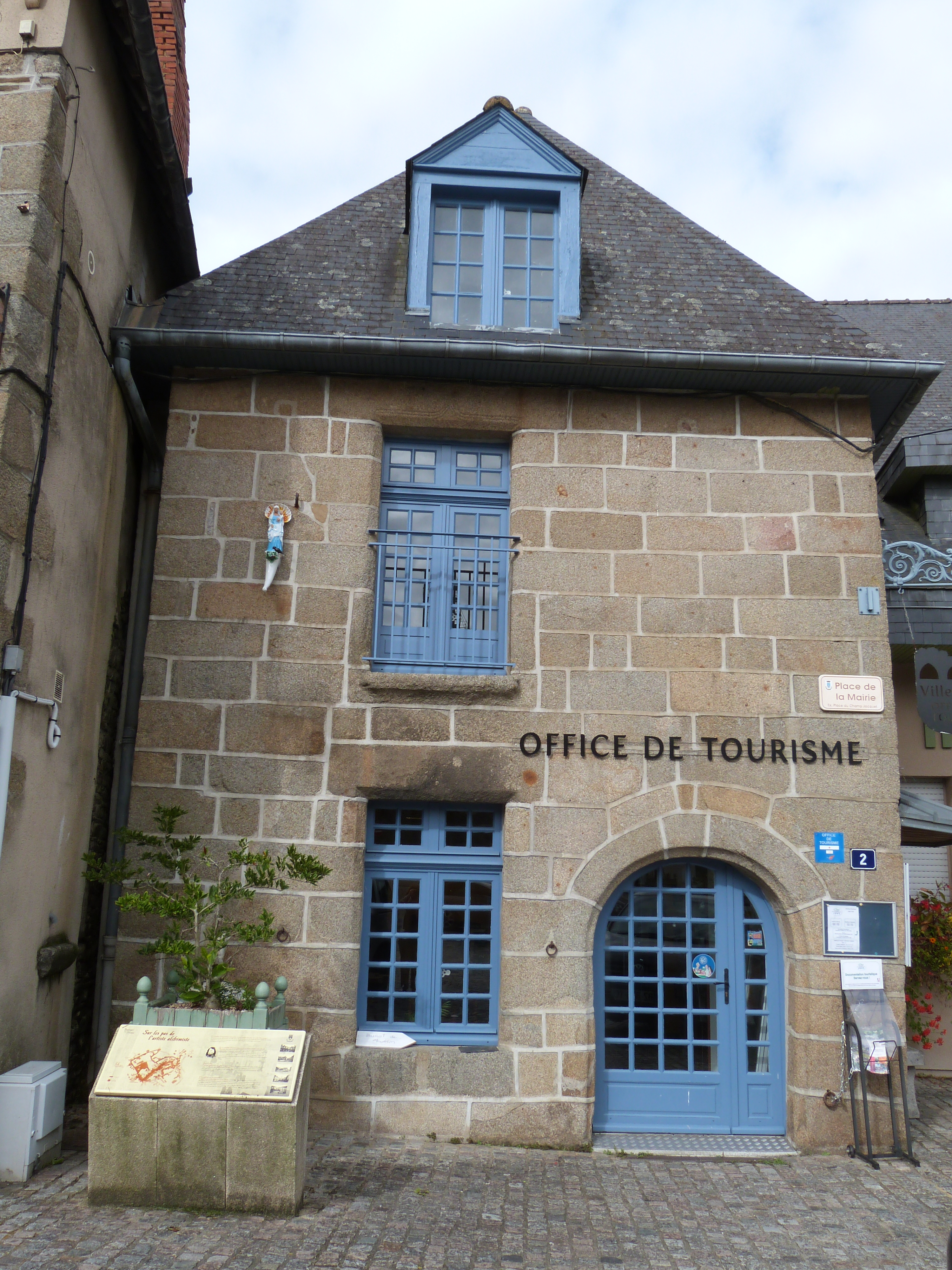
La maison de l'Office de tourisme.
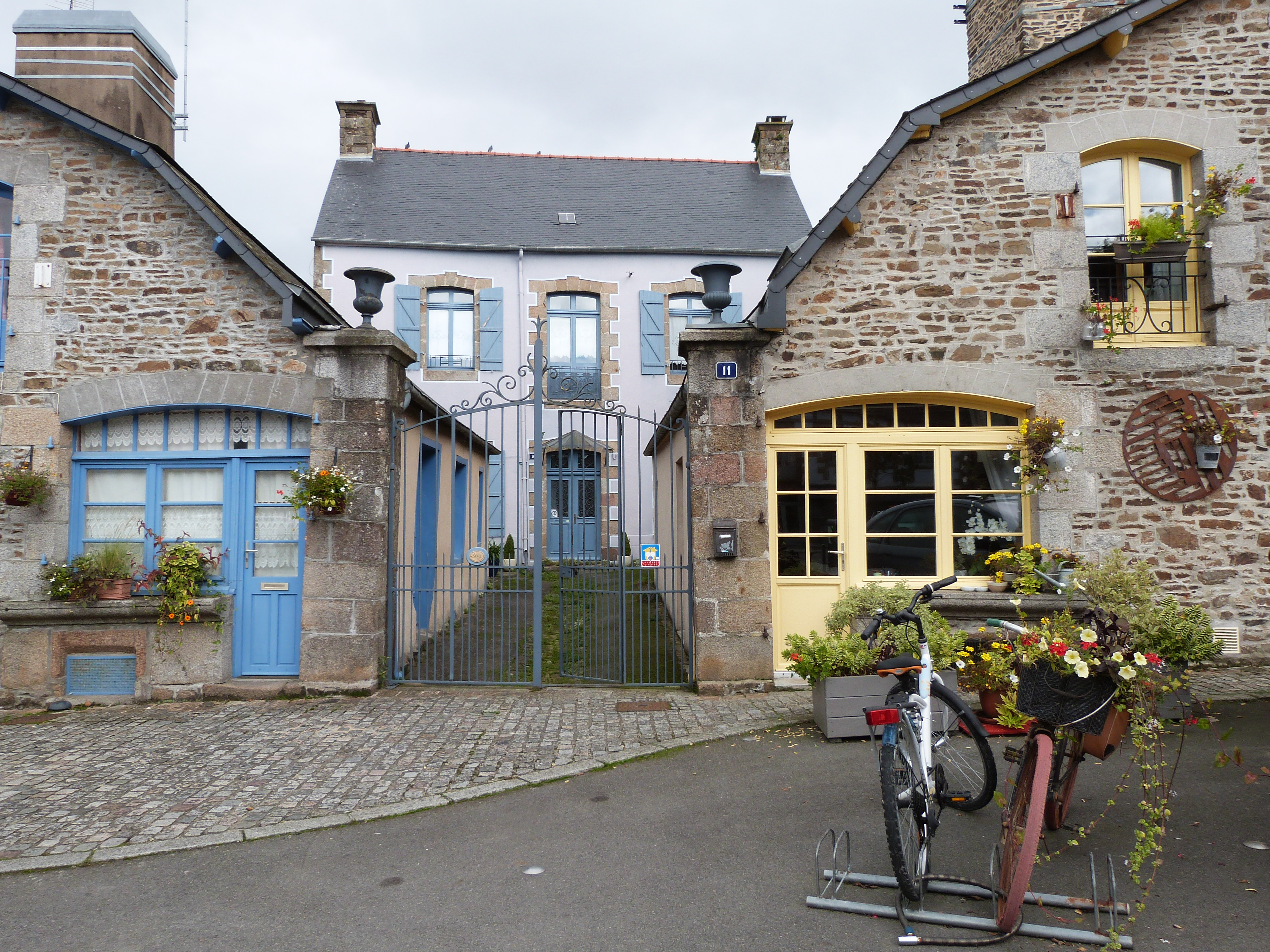
Maisons, rue de la Poterie.
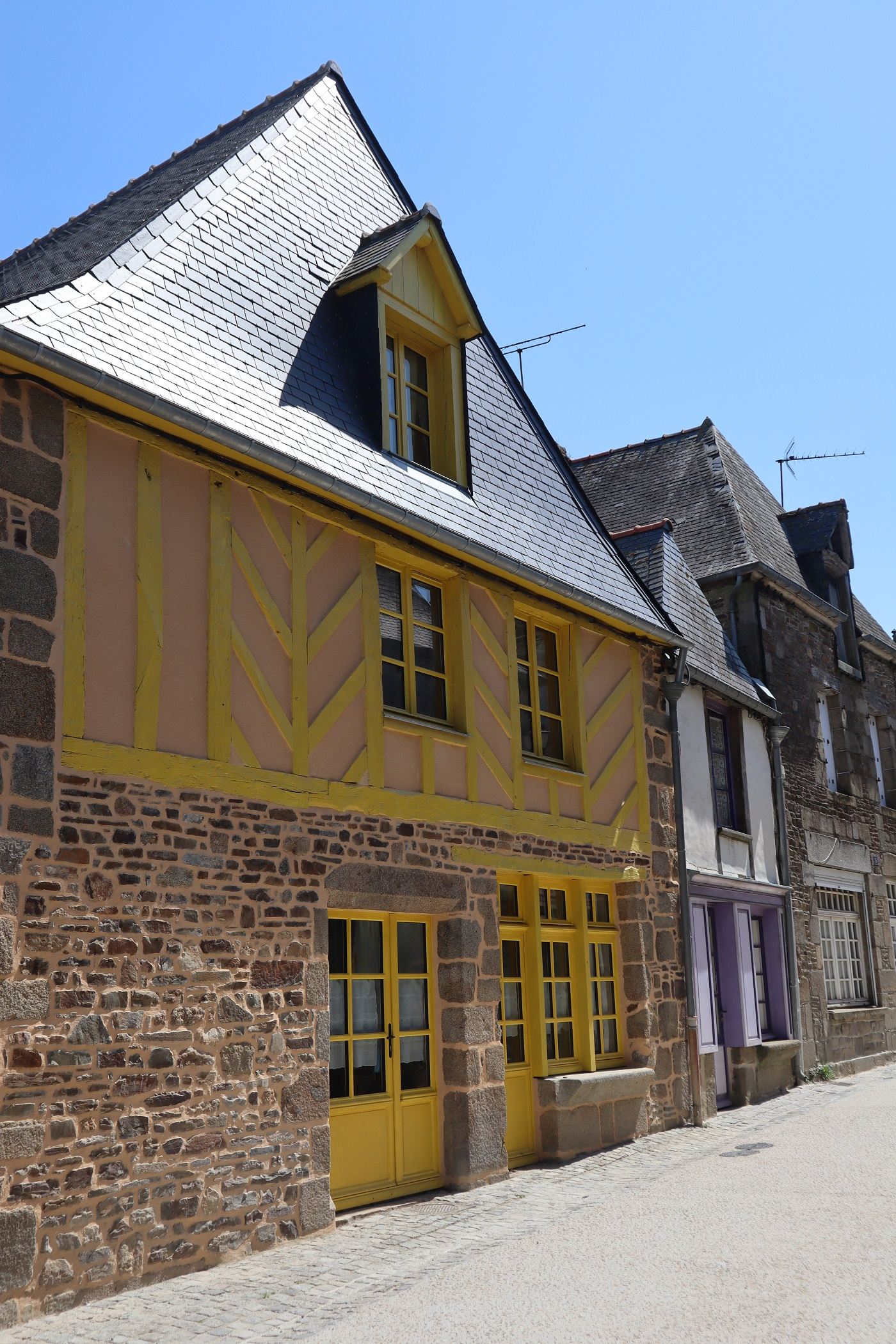
Maison, 1 Rue de l'église.
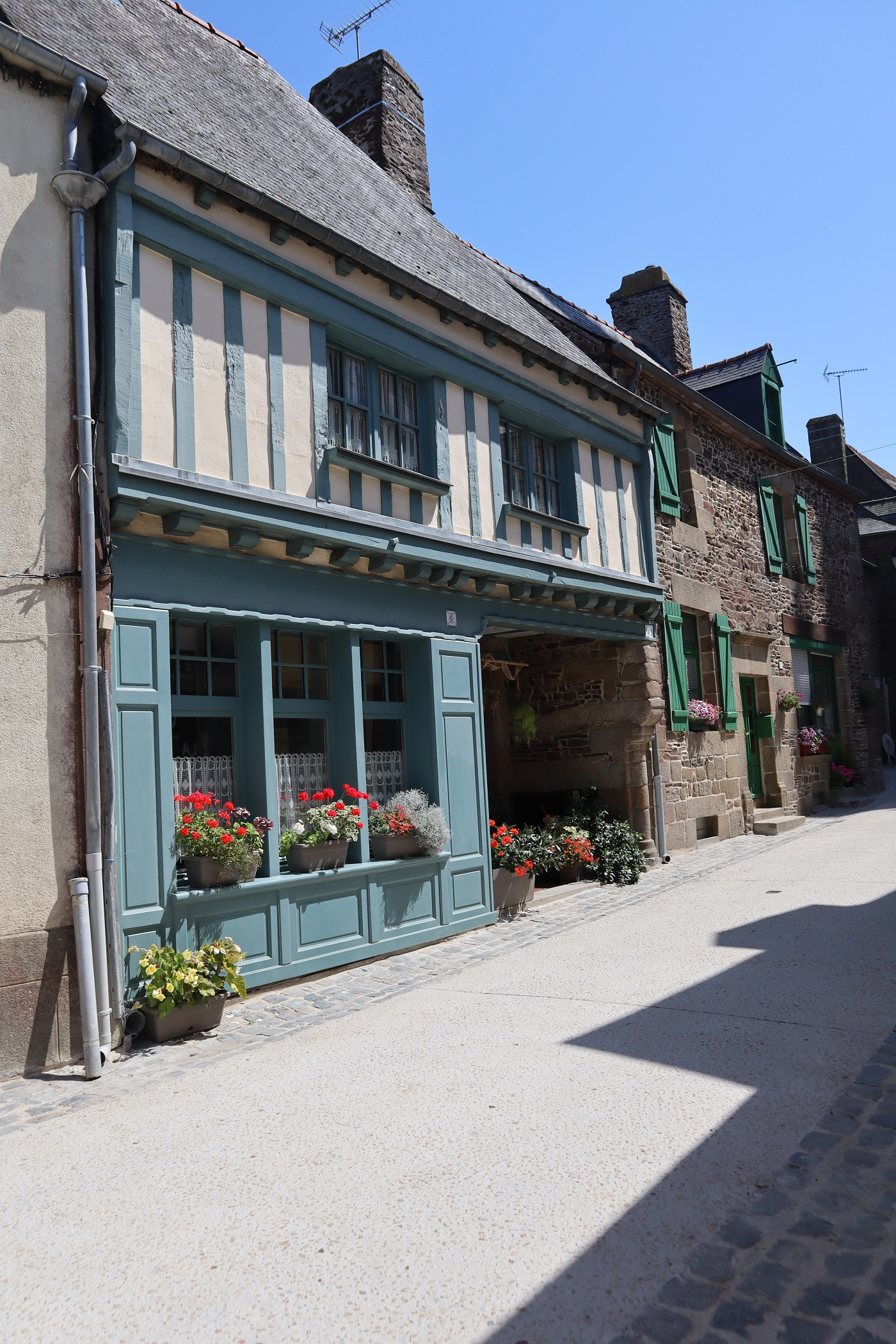
Maison, 11 Rue de l'église.

- Le manoir du Colombier (XVIe siècle), ancienne demeure probable des seigneurs de Bazouges[116].

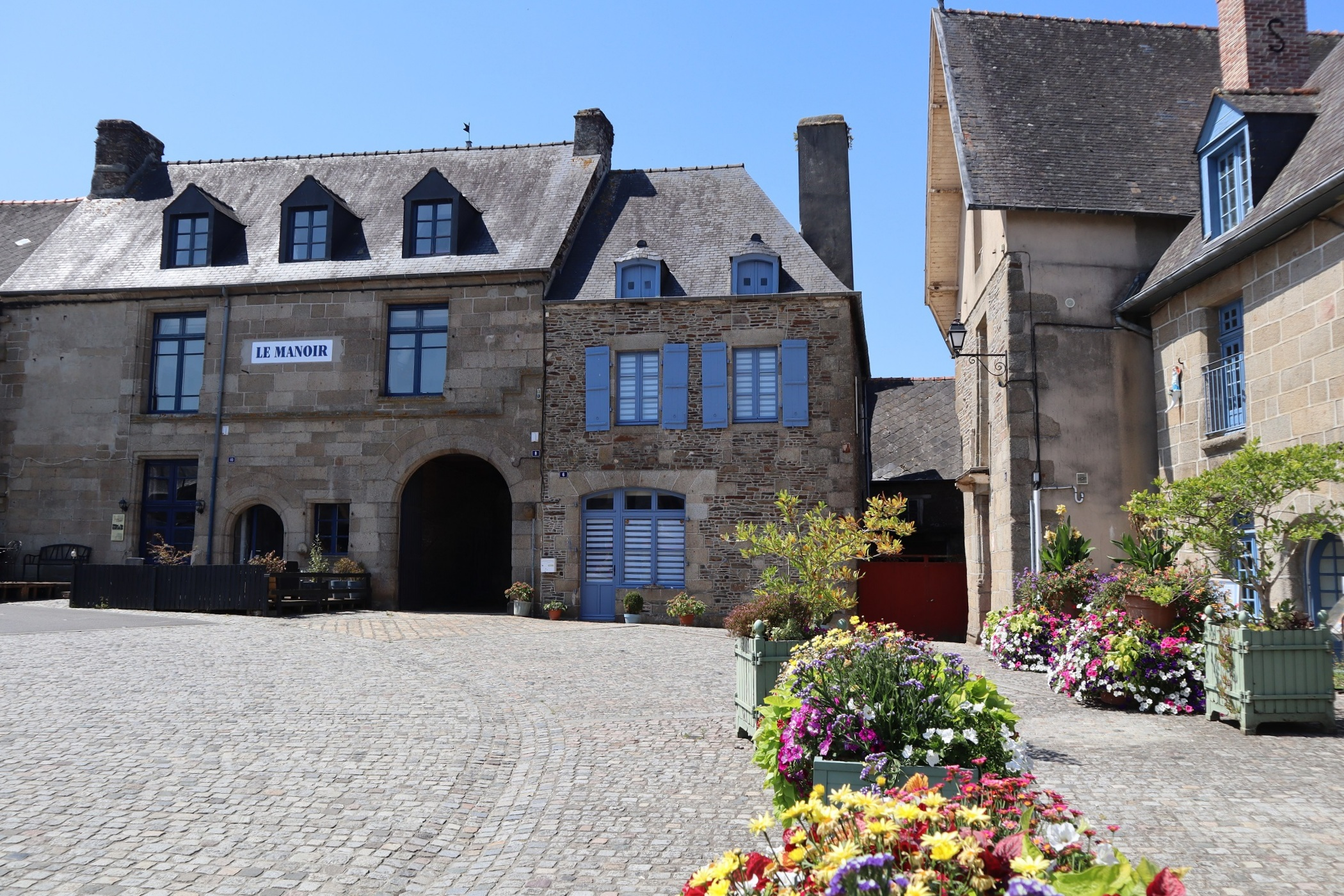
Le manoir du Colombier et la Place de la mairie.
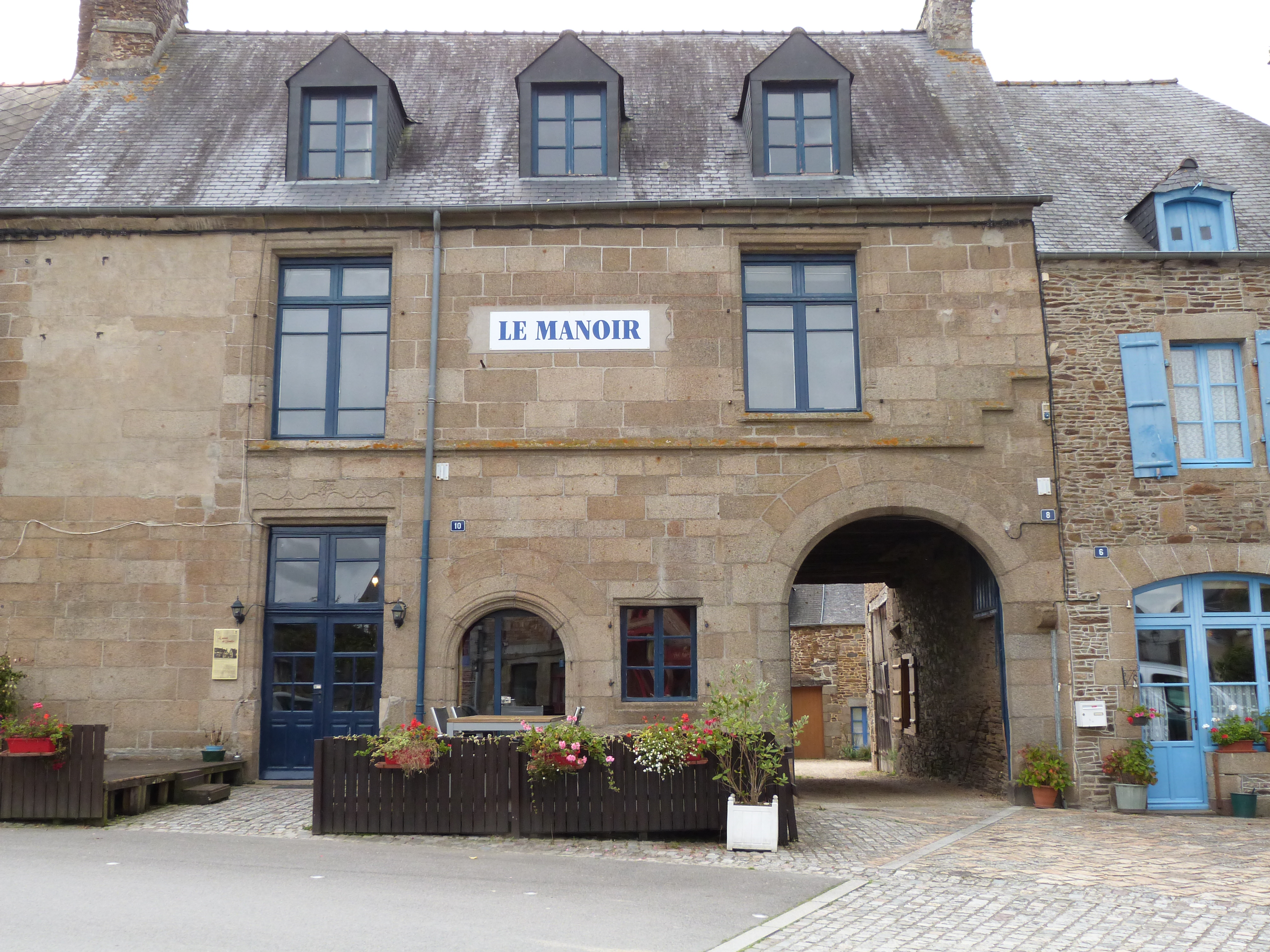
Le manoir du Colombier.

- Le manoir de Martigné, avec sa porte double, charretière et piétonne, flanquée de part et d'autre par deux tours qui datent du XVe siècle, restauré par une association de protection du patrimoine[117].. Il a conservé ses douves, et les traces d'un double pont-levis[118].
- Le manoir de Castel-Marie : il est d'époque Louis XIII[119].

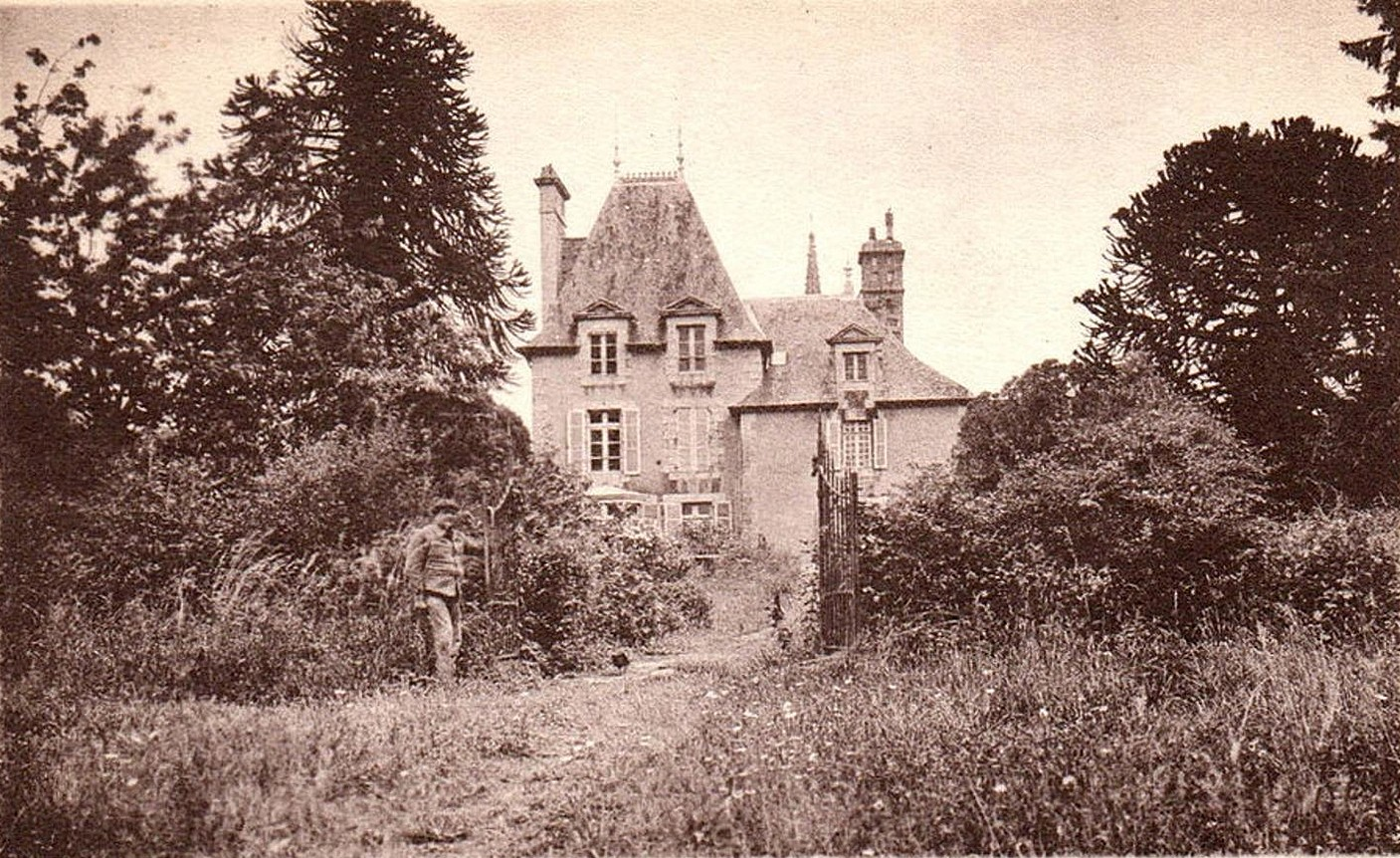
Le château de Castel-Marie au début du XXe siècle (carte postale).
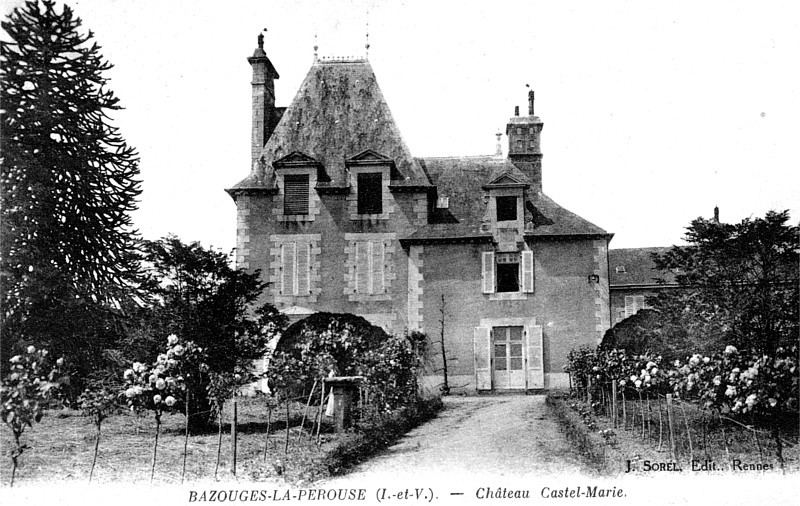
Le château de Castel-Marie au début du XXe siècle (carte postale).

- Manoir de la Boucharderie (XVIIe siècle)[120].
- Manoir de la Barre (XVIIe siècle et fin XVIIIe siècle)[121].
- Le château de Boutlande [Bout Lande] : le château actuel date de la 2ème moitié du XIXe siècle, construit à l'emplacement d'un ancien manoir mentionné dès le XIIe siècle[122].

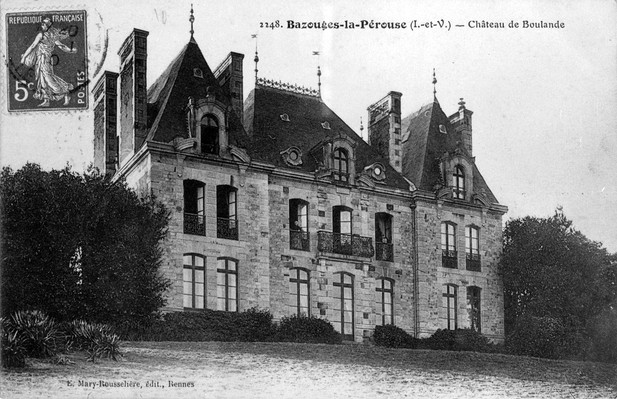
Le château de Boutlande au début du XXe siècle (carte postale).

- Les nombreux fours à pain (plus de 100 dans la commune)[123] et le tout nouveau four à pain bâti à l'ancienne au cœur même du village en 2008[124].
- Les maisons, fermes, le manoir XVIIe siècle, les croix monumentales, l'oratoire Saint-Mathurin[125], la chapelle de la-Trinité, la chapelle funéraire-chapelle de cimetière... ont fait l'objet d'une étude générale par le service régional de l'inventaire[126], par emplettes la ferme de Leurmont[127], celle de la Demonais[128], etc..
- Labyrinthe. Une pierre a été retrouvée de ce labyrinthe datant du Moyen Âge. La pierre est en granite. Initialement, elle était placée au centre du labyrinthe dans une grande spirale de 2,60 m. Le symbole d'origine gravé sur le pierre est de style païen. Actuellement, elle est placée à côté de l'église gothique.
- Tombe d'Alexandre Miniac[129].
- Étang de Villecartier, un des étangs mésotrophes initiaux d'Ille-et-Vilaine[130]
- Forêt de Villecartier[131]. Elle abrite plusieurs sites remarquables notamment une loge des sabotiers (reconstituée), une borne milliaire, la croix de Montaugé, l'oratoire de Saint-Mathurin, la colonne des chouans et la croix Sainte-Anne.

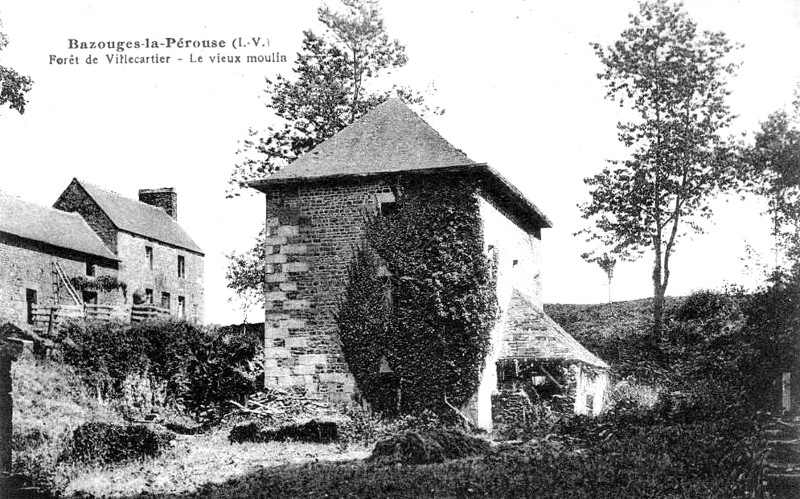
Forêt de Villecartier : le Vieux Moulin vers 1925 (carte postale).

## Tableaux

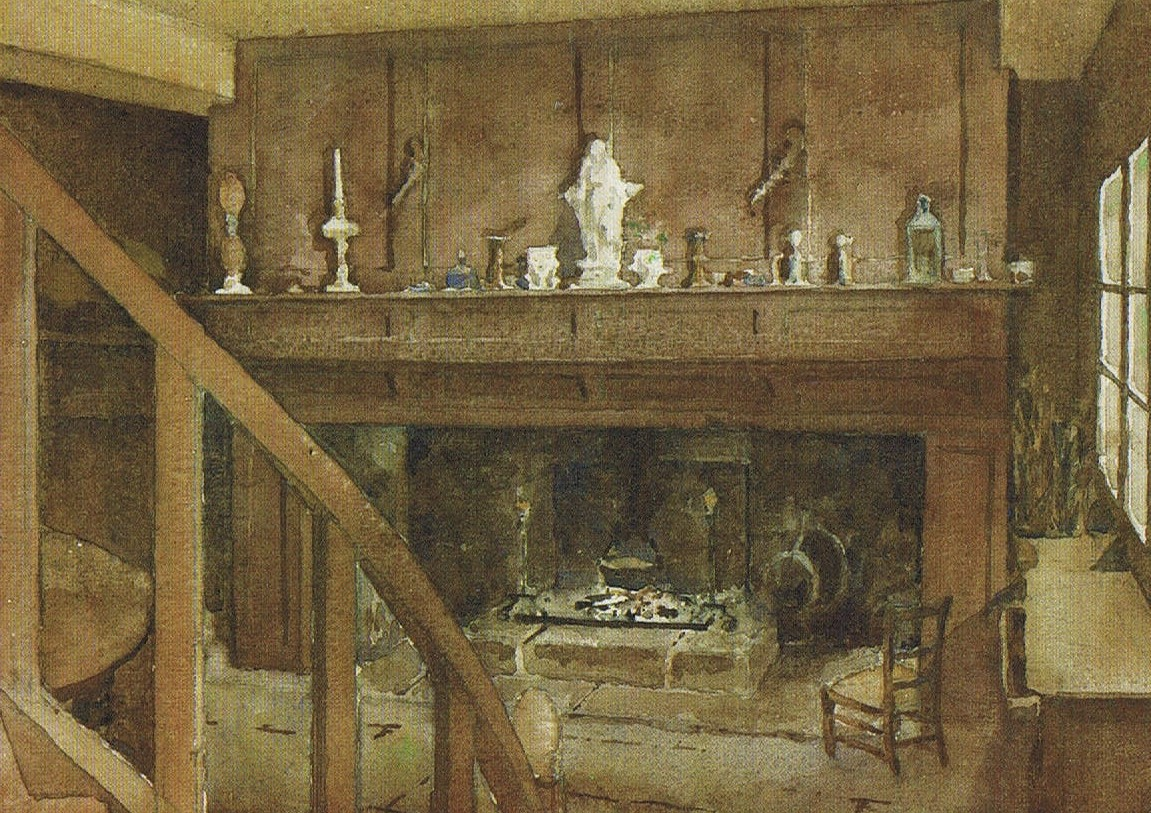
Intérieur bazougeais du 8 place de la mairie, aquarelle d'Alexandre Miniac.
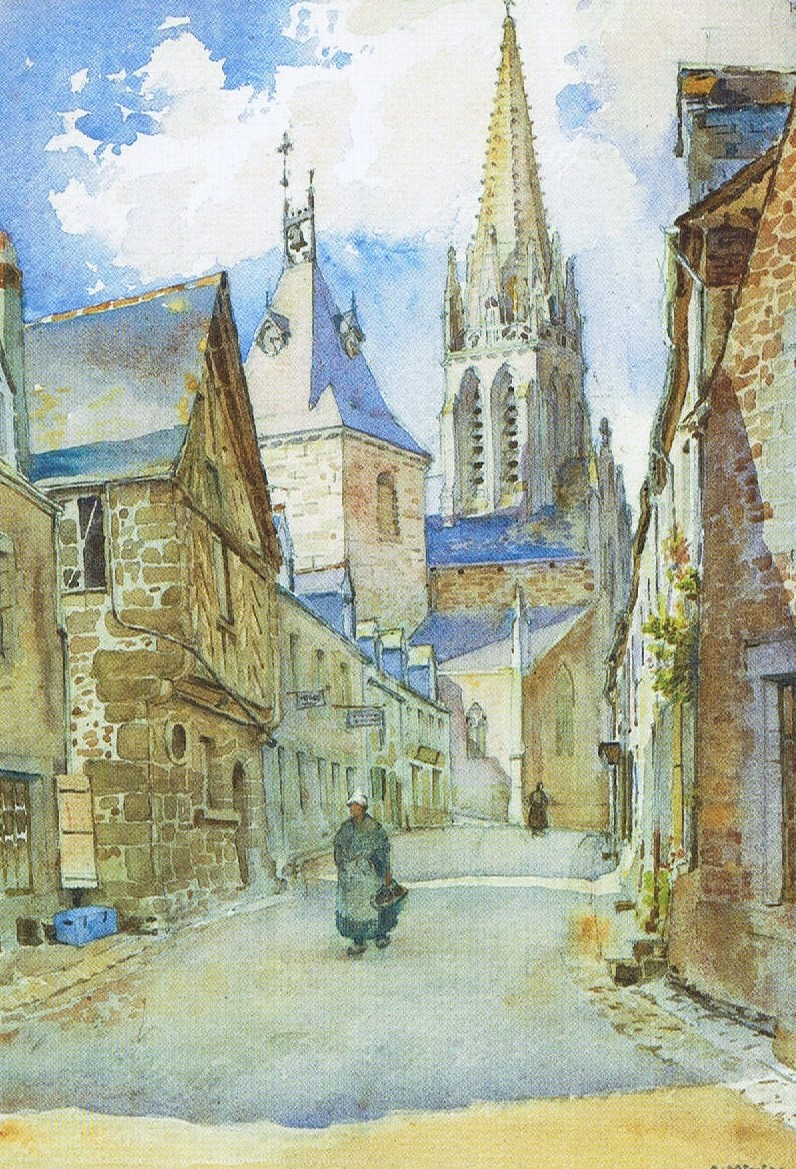
La rue de l'église, aquarelle d'Alexandre Miniac.

### Langues minoritaires
La municipalité est engagée en faveur de la promotion de la langue gallèse à travers la signature de la charte "du Galo, dam Yan, dam Vèr".

### Personnalités liées à la commune

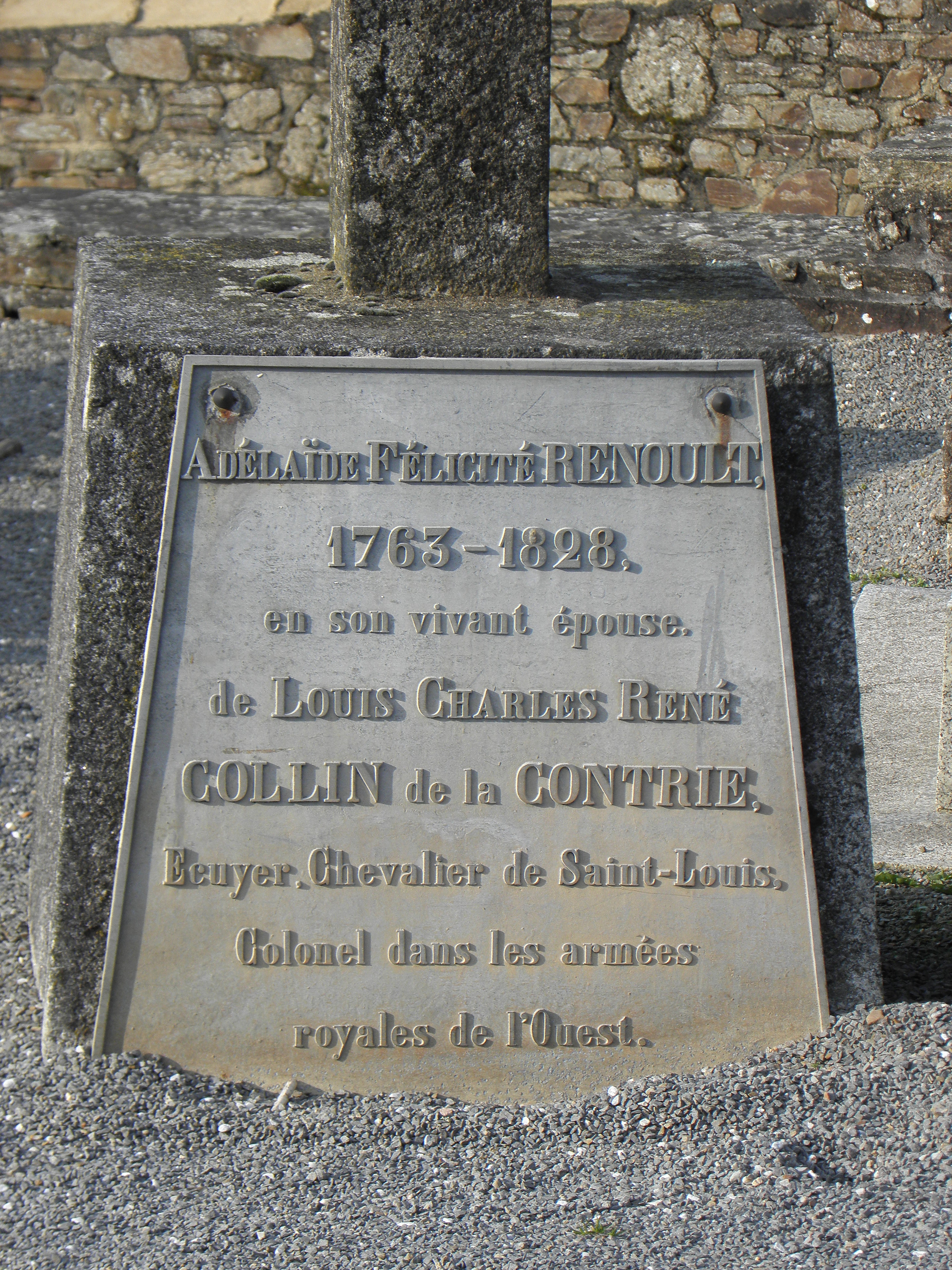
La tombe Collin de la Contrie dans le cimetière de Bazouges-la-Pérouse

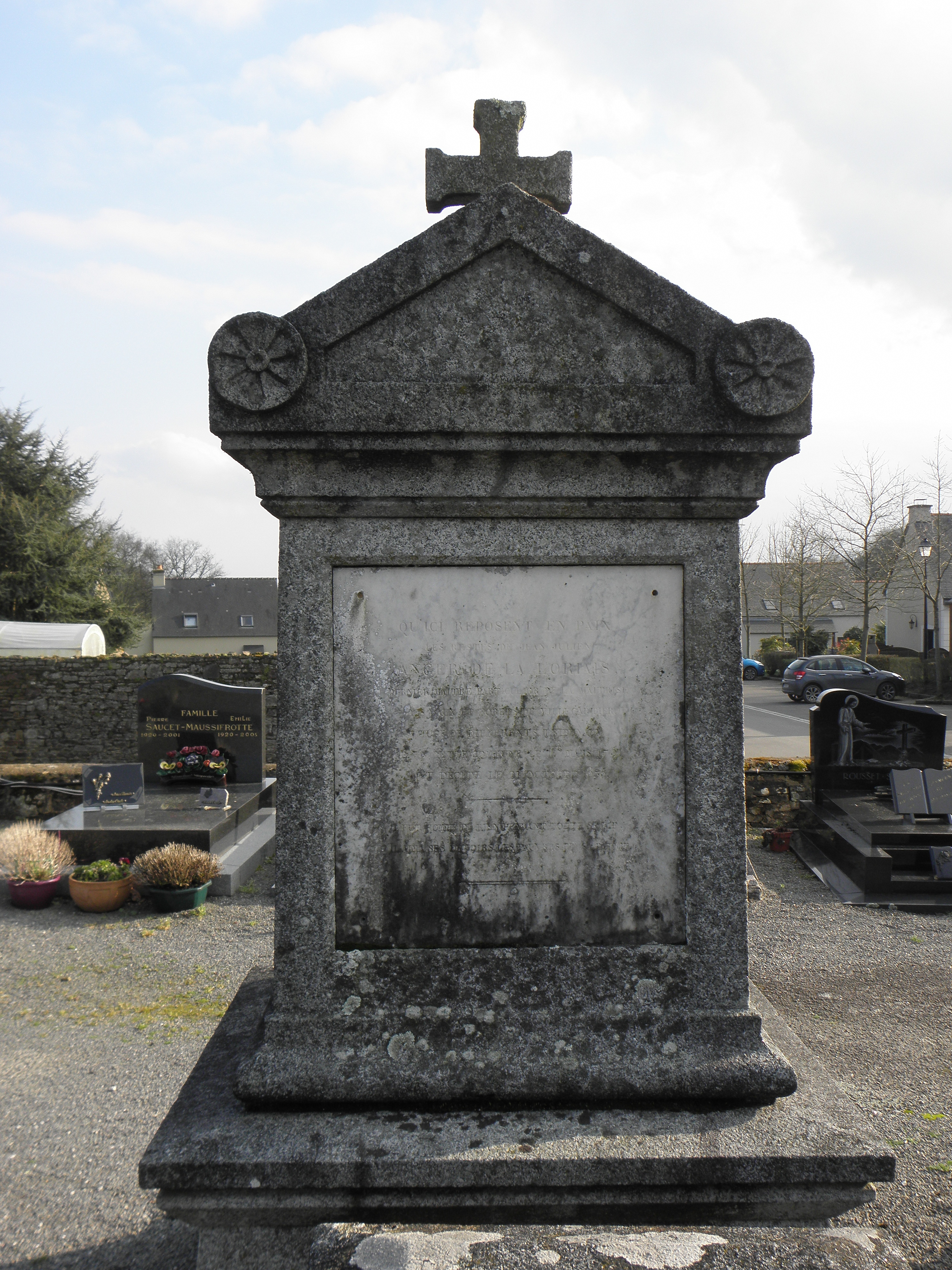
La tombe de Jean-Marie Anger de la Loriais dans le cimetière de Bazouges-la-Pérouse.

- Comte Gilles de Ruellan, baron du Tiercent, marquis de la Ballue, vicomte de la Mezière, seigneur du Rocher-Portail et de Mothorin ( ? - 1627).
- Bienheureux Louis Laurent Gaultier, né le 17 mars 1717 à Bazouges-la-Pérouse, martyr des Carmes décédé le 2 septembre 1792 à Paris. Une plaque commémorative en marbre, datant du XIXe siècle, se trouve dans l'église Saint-Pierre-et-Saint-Paul de Bazouges-la-Pérouse[133].

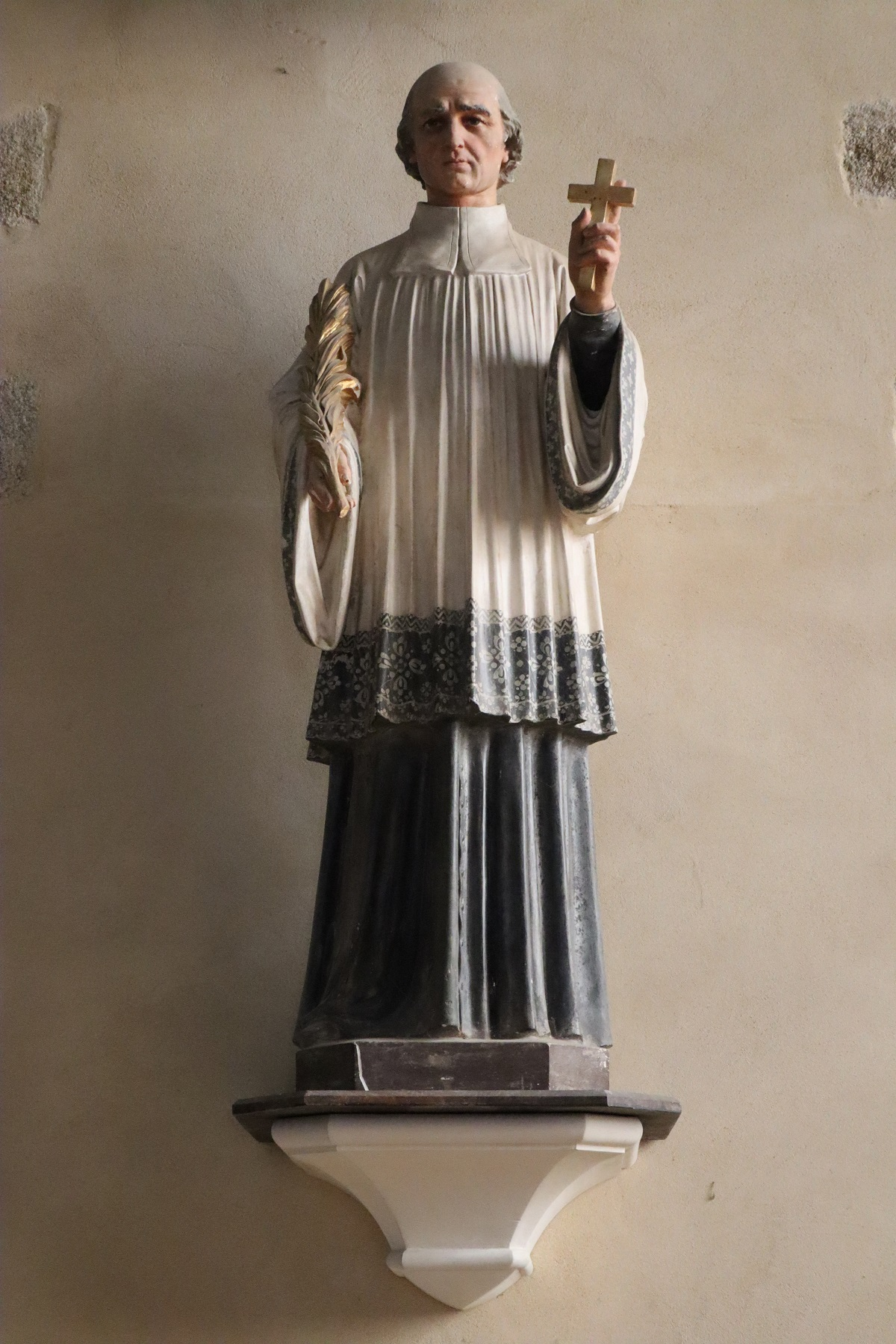
Statue du bienheureux Louis Laurent Gaultier en l'église de Bazouges-la-Pérouse.
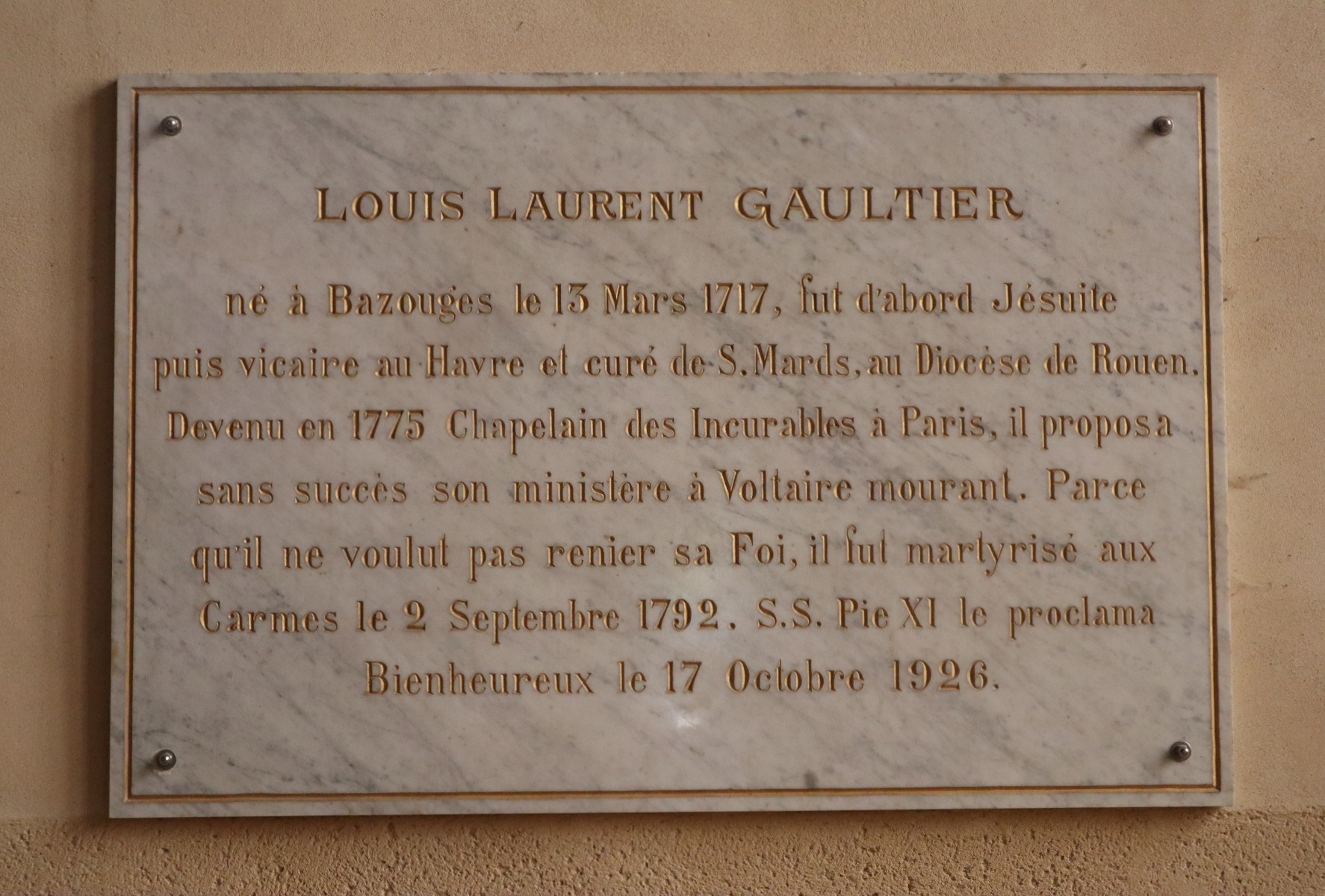
Plaque commémorative du bienheureux Louis Laurent Gaultier en l'église de Bazouges-la-Pérouse.

- Louis Collin de la Contrie, chef chouan né le 23 novembre 1761 à Bazouges-la-Pérouse, décédé le 10 mars 1834 au Tiercent[134].
- Valentin Chevetel, médecin  et indicateur sous la Révolution.
- Jean-Marie Anger de la Loriais, architecte, né le 26 avril 1813 à Bazouges-la-Pérouse, constructeur de nombreuses églises (par exemple celles de La Bouëxière, d'Ercé-près-Liffré, La Fontenelle, Noyal-sous-Bazouges, etc..) et reconstructeur de celle de Bazouges-la-Pérouse.
- Émile Romé (1888-1965), commissaire général de la marine.
- Alexandre Miniac (1885-1963), architecte à Albert (Somme) et urbaniste de la Reconstruction de Douai[135]. Il vécut régulièrement à Bazouges où il repose auprès de sa sœur Anne. Le Musée de la Chartreuse de Douai présente son plan d'aménagement de la ville de Douai dressé en 1948 avec Petit.
- Michel Bouts (1902-1993), écrivain, vielleux et pédagogue, installa en 1949 dans le Domaine de Bellevue son École du Gai Savoir, qui y fonctionna jusqu'en 1977.
- Angèle Vannier (1917-1980), la poétesse aveugle, a vécu à Bazouges-la-Pérouse.
- Adèle Denys (1899-2002), conteuse et romancière.
- Jean-Pierre Desthuilliers (né en 1939), poète et écrivain, fut de 1951 à 1953 pensionnaire à l'École du Gai Savoir.
- Jean-Louis Dupré dit Loulou Picasso (né en 1954), peintre, fondateur du groupe Bazooka.
- Maryse Burgot (née en 1964), journaliste, grand reporter, journaliste de guerre, a passé son enfance à Bazouges-la-Pérouse.
- Pierre Lemonnier (né en 1993 à Rennes), footballeur français, défenseur central de l'En Avant Guingamp, est originaire de la commune. Il a joué au club de foot du village de 1997 à 2003